# Escadron de chasse 3/3 Ardennes
L'escadron de chasse 3/3 « Ardennes » est une unité de combat de l'Armée de l'air française. Actuellement installée sur la base aérienne 133 Nancy-Ochey, elle est équipée de Mirage 2000D, biplace d'assaut conventionnel tout temps.
La devise de l'escadron, Ne Recule Ni Ne Dévie, symbolise l'état d'esprit guerrier associé à ses missions passées et présentes.
L'escadron de chasse 3/3 Ardennes s'étant particulièrement distingué en Afghanistan puis en Libye, reçoit la croix de la Valeur militaire avec palme de bronze (une citation à l'ordre de l'Armée aérienne).

### Guerre au Mali

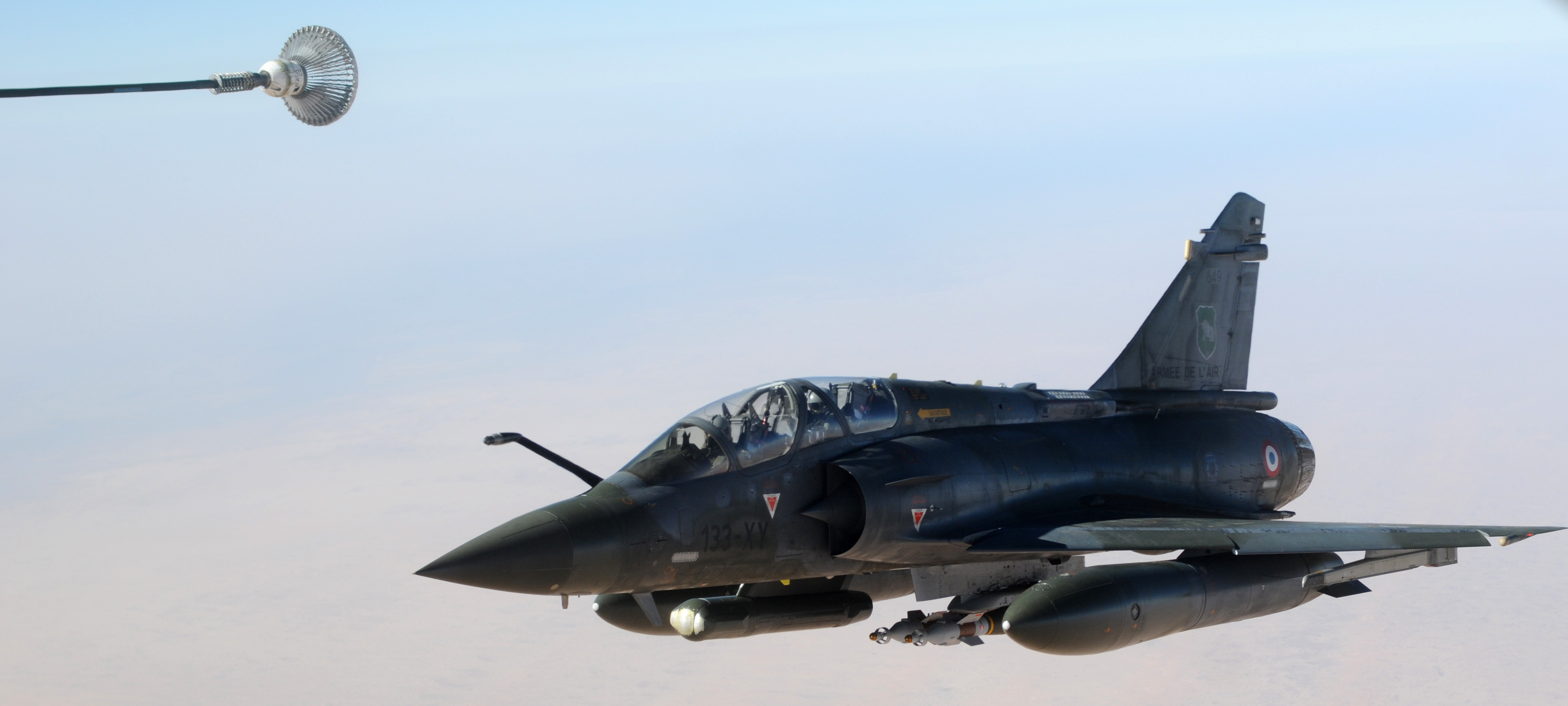
Un Mirage 2000D de la 3e le 27 janvier 2013 se ravitaillant lors d'une mission pour l'opération Serval.

## Historique

### La naissance du groupe

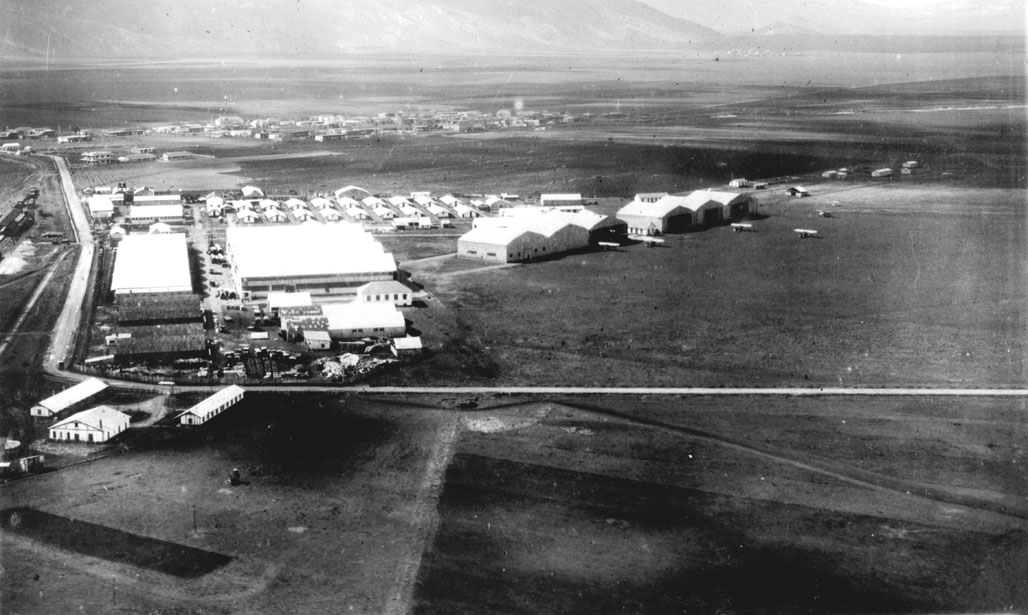
Terrain de Rayak au Liban

Rayak, Liban, mai 1943 - février 1944
Le groupe de chasse « Ardennes » est le fruit de tractations durant l'été 1943, entre le général Valin, commandant les Forces aériennes françaises libres du Proche-Orient et l'Air Chief Marshall Sir Arthur Tedder, commandant en chef des Forces aériennes de la Méditerranée. Au cours de ces entretiens, le général Valin obtient de Sir Arthur Tedder l'armement provisoire en avions anglais de certaines formations stationnées au Levant. Il est alors décidé de mettre sur pied et d'équiper en monoplaces Hurricane IIC un groupe de chasse chargé de participer à la couverture des côtes de Syrie et de Palestine.
Les conclusions de leurs entretiens officieux sont confirmées officiellement par une lettre, en date du 10 octobre 1943 : Sir Arthur Tedder informe le général Bouscat, chef d'état-major de l'Armée de l'air que la mise sur pied au Liban d'un Squadron de chasse français armé de douze Hurricane IIC a été autorisé à titre temporaire par le Joint Air Commission Head Quarter. Une attribution de vingt-cinq appareils de ce type est réservée à ce Squadron, à titre d'avions de première ligne et d'avions de remplacement. Des instructions sont envoyées au quartier général de la Royal Air Force du Moyen-Orient, lui prescrivant de pourvoir à l'entraînement des pilotes de la nouvelle unité et à la livraison du matériel nécessaire.

### Les débuts opérationnels.
Saint-Jean-d'Acre, Palestine, février - mai 1944
Créé administrativement le 1er janvier 1944, le GC « Ardennes » fait alors mouvement vers Saint-Jean-d'Acres le 1er février 1944, où il est équipé en matériel anglais avec le Hurricane IIC : cette date marque sa « naissance » opérationnelle.
Dès le 2 février, les vols individuels et en patrouille s'enchaînent à la suite du premier vol sur la nouvelle monture du GC effectué par le Ltt Boudier avec le Hurricane IIC no 188. Le groupe compte alors trois officiers chefs de patrouille et sept jeunes équipiers arrivés du centre d'entraînement (OTU) d'Ismaïlia le 21 janvier 1944. Une première patrouille, ou flight, de six avions de ce type est immédiatement mise sur pied. Puis un second flight est opérationnel le 29 février, après l'arrivée de pilotes supplémentaires. Les débuts sont modestes. Le groupe n'a que douze Hurricane. Il manque encore cruellement de chefs de patrouille, de mécaniciens brevetés et surtout de personnels européens.
À Saint-Jean-d'Acres, le groupe « Ardennes » est rattaché au 209e Group de la Royal Air Force. Il double le 127e Squadron anglais, qu'il est amené à remplacer dans ses missions de DAT (Défense Aérienne du Territoire) et de surveillance côtière. Dans ce cadre, le 11 mars un détachement de six pilotes est envoyé à Beyrouth et relevé tous les dix jours.
Les missions de guerre commencent donc sur cette côte orientale de la Méditerranée plus guère menacée par les incursions aériennes ou navales ennemies. L'activité est essentiellement consacrée à :
- des vols d'entraînement suivant la progression classique de la chasse
- des exercices d'interception dirigée
- des missions de guerre monotones (couvertures de convois, sweep et décollages sur alerte) dans un secteur parfaitement tranquille et sans la moindre occasion de rencontrer l'ennemi.

Fin avril, une vingtaine d'heures de vol de guerre et 525 heures d'entraînement ont déjà été effectuées et pratiquement tous les pilotes sont lâchés de nuit. Or, le 30 avril au soir, un ordre tombe et coupe court aux bruits qui circulent: le groupe doit faire mouvement dans les deux jours vers l'Afrique du Nord française. Les préparatifs commencent alors dans la fièvre...

### LeCoastal Command
Afrique du Nord, mai - septembre 1944
Ainsi, le 2 mai, la douzaine d'Hurricane du groupe se rend d'une traite à Ismaïlia, le terrain du Caire en Égypte, où ils sont abandonnés au dépôt de matériel. Du 5 au 13 mai, le groupe au complet coule alors des jours paisibles sous le soleil d'Aboukir, dans l'incertitude de sa destination finale. Le signal du départ arrive le 13. Port-Saïd est rallié en train, afin d'embarquer dès le lendemain sur des convois de transport de troupes anglais : la destination, Oran en Algérie, sera atteinte entre le 21 mai et la mi-juin. Sans attendre l'échelon lourd, les précurseurs gagnent en trois jours de train le terrain de Bône les Salines où stationne le GC II/3 « Dauphiné ».
Les premiers jours sont consacrés à l'installation du cantonnement, à l'organisation générale et à la prise en compte des onze Hurricane IIC et des treize P-40 plutôt fatigués du II/3, qui commence alors sa transformation sur chasseurs bombardiers américains P-47 « Thunderbolt ». « Nous regardons avec envie leurs P47 évoluer au-dessus de la piste. ».
Rattaché à titre provisoire à la Section d'aviation côtière de Bône (Bône Fighter Command), le groupe reprend progressivement à sa charge les missions sans nouveauté de Coastal Command jusqu'alors accomplies par le II/3. Dès le 28 mai 13 heures, deux pilotes du groupe assurent la première alerte de l'unité et à partir du lendemain, les missions réelles se succèdent.
Le matériel est vieux, mais le moral est bon. « Nos mécaniciens font des prodiges. Les Hurricane aussi. Ils se révèlent plein de bonne volonté, mais ils sont vieux. Ils n'y peuvent rien et nous non plus. Le cas échéant, ils nous emmènent jusqu'à 80 miles en mer, et poussent la gentillesse jusqu'à nous ramener. » L'entraînement se poursuit en parallèle avec les missions de guerre classique : couverture des nombreux convois alliés qui sillonnent la Méditerranée, Air sea rescue (missions de reconnaissance des équipages perdus en mer et de protection des hydravions sauveteurs) et décollage sur alerte pour intercepter des bombardiers ennemis qui se révèlent bien souvent hors de portée, fictifs voire alliés !
Le groupe piaffe d'impatience en apprenant la nouvelle du débarquement allié en Normandie le 6 juin, d'autant que le II/3 part pour la Corse le 10 juin ! D'après les prévisions initiales du commandement, le groupe de chasse III/3 « Ardennes » aurait dû être transformé sur P-47, peu après son arrivée à Bône et être affecté à la 4e escadre de chasse. Mais les retards de livraison amènent l'état-major à le maintenir à la disposition de la Section d'aviation côtière de Bône et à l'écart des opérations de libération au sein du Tactical Command.
Finalement, le 5 juillet, le capitaine Vinçotte fait une arrivée remarquée aux commandes du premier P-47 du groupe. L'avion est inspecté sous toutes les coutures et l'enthousiasme saisit l'ensemble du groupe qui s'imagine déjà en mission sur la France ! Cet unique appareil permet alors de « lâcher » quelques pilotes. Il est suivi par quatre autres, les 8 et 9 juillet, la dotation complète devant être livrée dans les prochains jours.
La joie est de courte durée : coup dur le 10 juillet, les P-47 du groupe seront transmis le lendemain au Groupe de Chasse I/4 « Navarre », heureux élu affecté au Tactical Command. « Ce retard assombrit le groupe tout entier et particulièrement les pilotes qui ont la mort dans l'âme. Mais ce coup de masse ne nous abattra pas. Nous gardons l'espoir au cœur que nous serons le prochain groupe équipé. Nous mordons le coussin une fois encore. ».
Et c'est au GC III/3 « Ardennes » de remplacer le I/4 à Réghaïa, toujours le long de la côte algérienne, mais 400 km plus à l'ouest. À cet effet, il doit prendre en compte les Bell P-39 « Airacobra » du I/4 et se voit alors renforcé par le personnel destiné au II/6 déjà entraîné sur P-39. Le 11 juillet, l'ordre de faire mouvement est reçu. Toutefois, attendant d'être relevé par une escadrille du III/6 qui arrive le 15, le groupe ne déménage que le 17 juillet.
À Réghaïa, le groupe est affecté temporairement à la 3e escadre de chasse, elle-même rattachée au 338e Wing américain opérant dans le cadre des Forces aériennes alliées d'aviation côtière en Méditerranée (Mediterranean Allied Coastal Air Force ou MACAF). Les opérations de prise en compte des P39 du groupe I/4 freinent l'activité aérienne initiale. Néanmoins, le cœur mis à l'ouvrage par les mécanos permet d'effectuer les premières missions opérationnelles le 23 et d'atteindre 455 sorties en juillet. Les missions d'entraînement et de Coastal reprennent, routinières, de jour comme de nuit. L'alerte est prise de l'aube à la nuit, une ou deux sections en 3 min et une en 15 min. Les mentions « RAS » s'alignent sur les journaux de marche. Seule consolation, un P-47 D22 abandonné au groupe par le I/4 le 24 juillet, trois jours avant son départ, permet de se faire la main à tour de rôle.

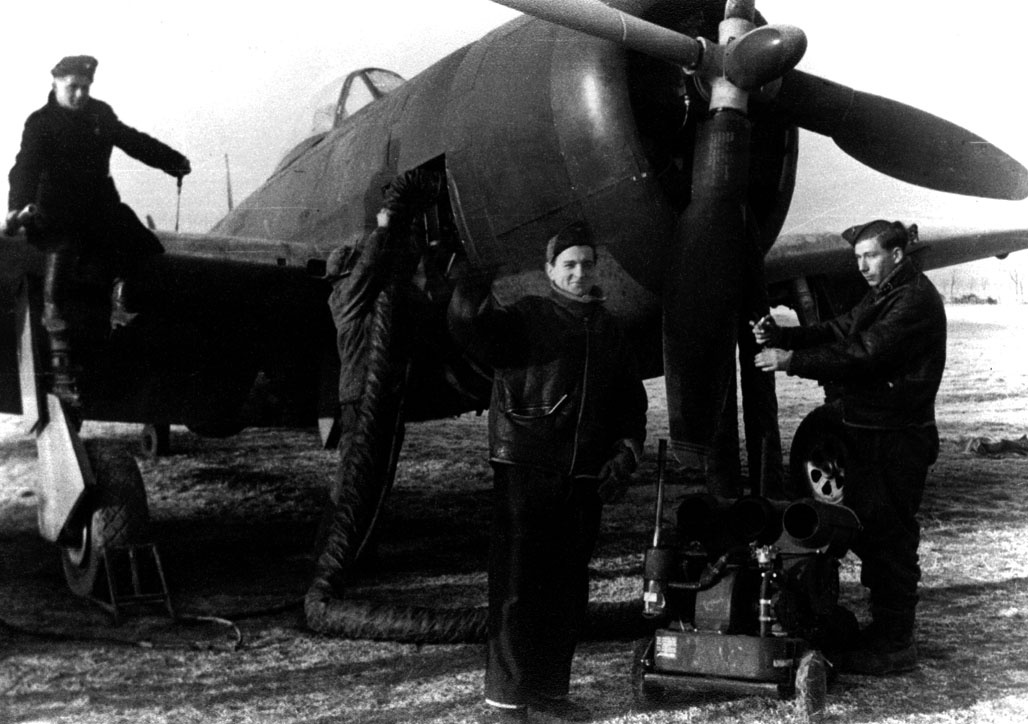
Les mécanos préparent les P-47 pour la montée au front

Le 18 août, le groupe apprend que vingt-cinq P47 lui sont affectés et que l'échelon volant de l'« Ardennes » fera mouvement vers la France, de concert avec les autres groupes de la 3e escadre. Les P-47 D28 flambant neufs tant attendus arrivent enfin ! Les quatre premiers avions sont perçus les 23 et 24 août. Le lendemain, nouvelle douche froide : le groupe doit échanger ses D28 neufs avec les vieux D22 du GC I/4 alors en Corse. Il faut encore patienter...
Le 2 septembre, l'alerte est transmise sans regret au groupe II/9. Après une semaine de préparatifs, le gros du groupe se met en route pour la France, via Oran. Il débarque à Marseille le 20, arrive à Salon le 24, tandis que les vols d'entraînement sur P-39 et sur les P-47 usagés se poursuivent à Réghaïa.
En parallèle, un renfort de dix mécaniciens brevetés part à l'AIA de Maison Blanche en vue de participer au remontage des P-47. Les quatre premiers P-47 D28 neufs sont enfin perçus à l'AIA le 18 septembre. Ils seront suivis de neuf autres avant la fin du mois. Les rodages moteurs et les vols de prise en main se succèdent alors. L'effervescence croît à mesure que le « grand départ » se précise.
« B. d'Ars effectue en hâte une ultime séance de rodage de 2h50 puis se précipite sur la scie pour aménager les réservoirs supplémentaires en soute à bagages. Il s'en faut peu que sa chère bicyclette n'y rentre. On entasse valises, sacs, paquets dans les coffres et toute la place disponible est utilisée. ».

### LeTactical Command.
France, octobre 1944 - mai 1945
À Salon, le III/3 est d'abord affecté à la 3e escadre aux côtés des GC I/5 et III/6. La première quinzaine d'octobre voit le groupe s'installer et se constituer lentement. Aucun vol, mais « chacun découvre en lui un peintre et on passe des heures, le pinceau à la main, penchés sur des croix de Lorraine et des sangliers ». Les pilotes restés en AFN rendent les vieux D22 à Meknès avant de convoyer entre le 8 et le 11les treize derniers P-47 D28 montés à Maison Blanche vers Marignane. La pluie qui tombe sans discontinuer pendant plusieurs jours rend la piste de Salon inutilisable. Le groupe gagne alors le terrain d'Istres Le Vallon entre le 14 et le 16 octobre. La bonne humeur est omniprésente lors du convoyage Marignane-Le Vallon, « c'est une débauche de passages, Salon piste, Salon ville, Le Vallon. La qualité des peel off est vivement discutée au sol ».
Les vols d'entraînement reprennent, pour une courte période puisque, dès le 16, le groupe est rattaché à la 4e escadre, basée à Lyon-Bron. Il doit alors se tenir prêt à faire mouvement pour la zone des opérations, « à la bagarre, enfin », dans les 24 heures qui suivront l'arrivée de l'ordre de départ. Le 21 octobre, le groupe est prêt et l'ordre de mouvement arrive dans la foulée. L'échelon précurseur part pour Lyon-Bron le 23 octobre, précédant d'une journée l'échelon roulant qui arrive le 25 octobre. Enfin, l'échelon volant se pose à Bron, le 26 octobre. Le groupe s'installe alors provisoirement sur un terrain lamentable, auprès des GC II/5, II/3 et I/4.
Le 30 octobre, les vingt-quatre P-47 se posent sur l'étroite piste en grilles d'Ambérieu où le groupe se reconstitue durant les jours qui suivent. La troupe et les services s'installent à Ambronay, tandis que les pilotes et l'OPS logent à Saint-Jean-le-Vieux. Les officiers logent confortablement dans une annexe du château de Haute-Rive.
Le 31 octobre, le groupe et déjà opérationnel et effectue sa première mission de Tactical. Toutefois les conditions météo sont désastreuses jusqu'à la fin de l'année : gel, pluie, inondations, « brouillard et neige se cèderont mutuellement la place ». L'activité, en dents de scie, alterne donc entre des journées grises occupées par des parties de cartes, de l'escrime ou des briefings, des journées d'attente ponctuées d'ordres et de contrordres « où les armuriers passent leur temps à fixer et à déposer les bombes des avions », et des journées où les missions s'enchaînent à un rythme effréné. Il s'agit alors principalement de bombardements, de mitraillages, straffing et de reconnaissances armées en appui de l'offensive de libération de l'Alsace (Strasbourg est libérée le 23 novembre). Situés en Alsace ou en Allemagne, ces objectifs sont souvent bien défendus par la Flak en témoignent les nombreux rapports d'avions touchés.
Au bilan, malgré une météo défavorable, 411 sorties de guerre ont été effectuées pendant les deux mois de présence à Ambérieu.

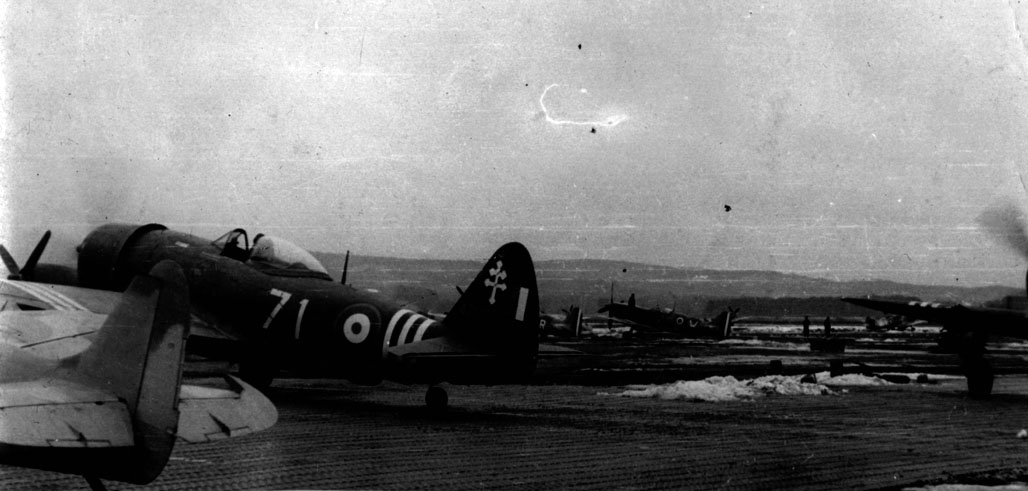
Le terrain de Luxeuil

Préparé depuis le 26 décembre, le déplacement du groupe à Luxeuil est retardé au 2 janvier à la suite d'importantes chutes de neige. Le groupe loge à l'hôtel réquisitionné de la Pomme d'Or. L'hiver est particulièrement rigoureux. La neige (60 cm le 26 janvier) et le froid clouent périodiquement les avions au sol et rendent les conditions de vie difficiles. Le soutien à la réduction de la poche de Colmar est donc très limité.
À partir de mi-février, le temps s'améliore. Toutefois, une réfection de la piste de Luxeuil fortement détrempée et endommagée par le dégel s'avère indispensable. Du 13 février au 17 mars, le GC III/3 stationne donc momentanément à Dole, comme d'ailleurs l'ensemble de la 4e escadre.

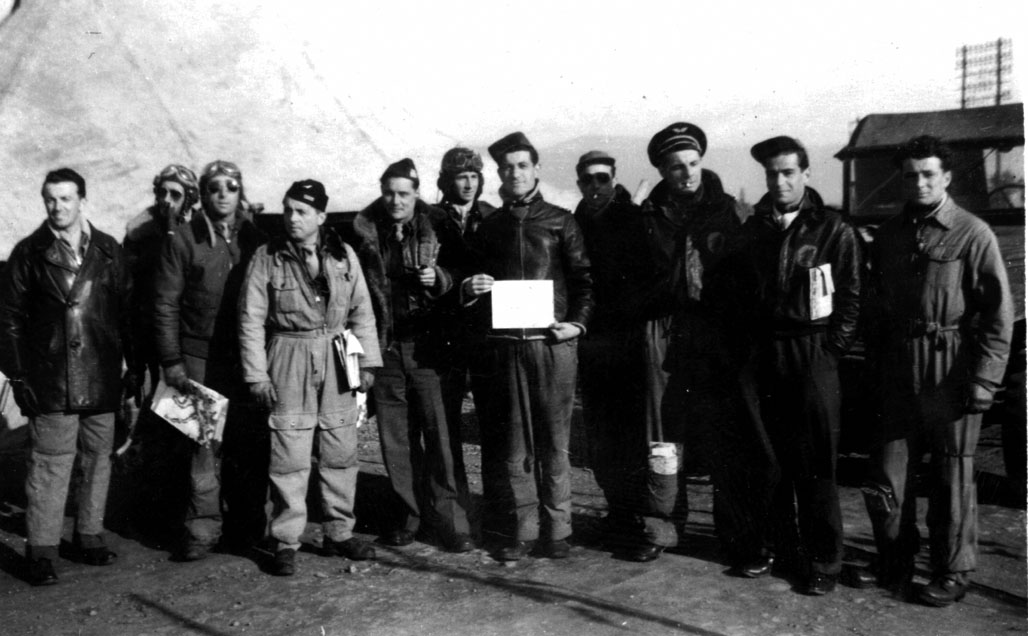
Les équipages avant de prendre l'air pour la dernière mission

Le nouveau terrain en bonne condition permet le départ simultané de formations lourdes, allant jusqu'à vingt avions. L'activité aérienne s'intensifie nettement, accroissant la pression sur une armée allemande en retraite depuis la chute de Colmar, le 2 février 1945.
Les objectifs assignés sont les nids de résistance (villages, batteries...), les voies de communication (gares, voies ferrées, carrefours, ponts), les moyens de transport (trains de ravitaillement, convois de véhicules, péniches), et les dépôts de munitions ou de carburant. Plus rarement quelques couvertures aériennes, top cover, sont effectuées.
Désormais chaque mois verra invariablement croître le nombre de sorties du groupe.
Au fur et à mesure des progrès des avant-gardes motorisées de la Première Armée Française vers la haute vallée du Danube et l'Autriche, les missions pénètrent toujours plus en profondeur en Allemagne. Les pilotes du groupe prennent alors très souvent part à des missions d'appui direct des unités de l'Armée de Terre, « les ordres étant donnés en l'air par l'ops qui se trouve sur le front », indicatif Remedy, Mikado ou Boxcar. Lorsque la météo ne permet pas de voir l'objectif, ce poste de commandement avancé demande parfois tout de même un egg basket, tir aveugle assez peu précis.
Enfin, le 9 avril, désormais trop en retrait de l'avancée des troupes, le groupe fait mouvement vers le terrain de Colmar et cantonne à Wintzenheim, petit village dans la vallée de Munster. Au cours de ce mois, apparaissent quelques missions hors du commun : protection de Mustang de reconnaissance ou de bombardiers, supériorité aérienne au-dessus du terrain de Stuttgart et attaque d'un site de V1. Le groupe est à son apogée et sent la victoire prochaine.
La dernière mission de guerre de la 4e escadre sur l’Allemagne est effectuée par huit P47 du GC III/3 mené par le Cdt Vinçotte, le 1er mai 1945 : reconnaissance armée et straffing le long du Rhin à l’est du lac de Constance entre Bregenz-Lusteneau-Dornbirn-Feldkirch en Autriche.

### L'après-guerre.
Niedermendig, Allemagne, mai 1945 - mars 1946
Le 8 mai l'armistice est signé. La fin de cette guerre se solde par la victoire, qui laisse un arrière-goût amer aux pilotes de l'« Ardennes ». Il est difficile de freiner un sanglier en plein élan.
Mais les membres du GC III/3 ne se laissent pas envahir par la mélancolie. Chacun se décontracte à tour de rôle en permission et la station de Badenweiler toute proche en Forêt-Noire a les faveurs du groupe. L'entraînement reprend sérieusement avec au menu : patrouille serrée, navigation, manœuvres, virages relatifs, combat, vol rasant et voltige. Évidemment, de nombreux défilés aériens ponctuent les mois de mai et juin. Celui du 18 juin à Paris laissa notamment des souvenirs émus: « Le « sac » classique. Les Ju 88 des forces de l'atlantique viennent se placer à l'altitude des deux escadres de P-47 et se faufilent entre les deux. Remous. Dégagement. « Attention à la Tour Eiffel! ».
Après quelques rumeurs de départ pour l'Indochine, le groupe part finalement occuper l'Allemagne le 1er septembre 1945 : destination Niedermendig à l'ouest de Coblence, qui sera son dernier terrain d'attache. Le groupe cantonne initialement dans le village d'Obermendig, avant de déménager le 14 octobre pour le village voisin de Kottenheim. La présence du groupe français terrorise alors la population des villages alentour !

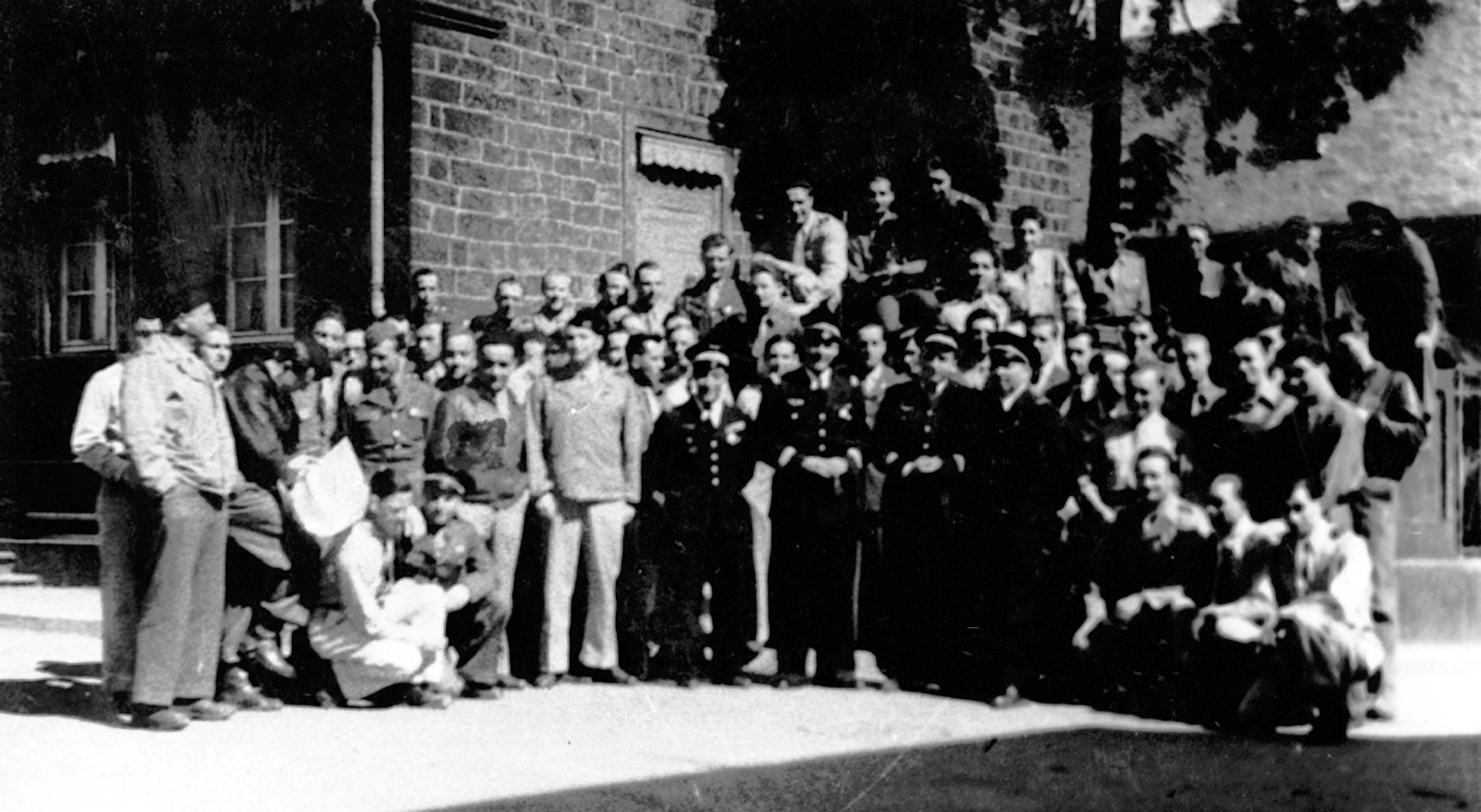
Cérémonie de dissolution du Groupe le 11 avril 1946

À cause de la météo, les vols sont très rares (aucun en février) et consistent principalement en des missions d'entraînement, d'intimidation et de liaison.
Compris parmi les unités dissoutes dans le cadre de la première réorganisation de l'armée de l'air consécutive à la fin de la guerre, le groupe cesse d'exister officiellement le 1er mars 1946. Toutefois le dernier vol officiel du groupe se déroule le 31 mars : défilé « en long, en large et en travers » sur Spire au sud de Mannheim. D'autres suivront début avril et le dernier vol effectif aura lieu le 7 avril 1946 lors du défilé de seize P-47 sur Mengen au sud-ouest de Fribourg, commémorant ainsi la dissolution de la 11e Brigade de Bombardement.
C'est la fin d'une aventure extraordinaire. Un trait est tiré au bas d'une page glorieuse des ailes françaises, que beaucoup auront du mal à tourner. Ces quelques mots qui clôturent le journal de marche de « la Rouge » ne peuvent que mieux en témoigner :
« Le groupe disparaît, sur le papier tout au moins, car pour beaucoup, il demeure. Il est entré dans la vie de ceux qui y ont vécu des heures qui comptent parmi les meilleures de leur existence. Beaucoup y ont connu la réalisation de leurs désirs les plus chers. Certains l'ont vu naître, se fortifier et passer à l'action. Nous y avons vécu le temps de guerre, la campagne, la victoire, des épisodes plus calmes aussi. Mais rien n'est perdu : chacun conserve en lui cette force dont l'alliage avec celle de tous constitua le groupe qui, né de la guerre, disparaît peu après sa fin, gardant ainsi un caractère qui était bien le sien. »

### L'heure du bilan
Pendant la période du Coastal Command les missions de guerre se sont traduites par 313 heures de vol en 252 sorties, ce qui représente une faible partie de l'activité totale. En revanche, durant les sept mois de Tactical Command, 4767 heures de guerre en 2328 sorties de chasse armée font montre d'un rythme soutenu, alors que le mauvais temps de la période hivernale a souvent cloué les avions au sol.
Au cours du début d'année 1945, l'activité s'intensifie de manière spectaculaire passant de 392 sorties en février, à 652 en mars et 799 en avril ! En mars chaque escadrille se relaie pour assurer régulièrement des sorties allant jusqu'à seize avions, regroupant alors tous ses pilotes. Au mois d'avril, des pics de cinquante sorties par jour sont même enregistrés, alors que chaque escadrille cette fois fait décoller jusqu'à quatre dispositifs de huit à seize avions chaque jour. Cette intensification va de pair avec la volonté alliée d'exercer une pression croissante sur le Reich et une météo de plus en plus clémente. « Le mois d'avril a été noter plus beau mois de guerre... » En dehors des engagements du 21 mars et du 13 avril 1944, les pilotes du GC III/3 « Ardennes » n'ont jamais eu l'occasion de voir un avion ennemi de près. Par contre de très nombreux objectifs au sol ont été détruits ou endommagés par les bombardements et les mitraillages intensifs, dans une zone d'action couvrant le nord-est de la France et le sud-ouest de l'Allemagne.
Il ne se passe pour ainsi dire aucune mission sans qu'un ou plusieurs avions ne rentrent plus ou moins gravement atteints par les projectiles de la Flak. Pourtant, le P47 encaisse bien : les pertes au combat ont été de deux tués, d'un blessé et de deux prisonniers après atterrissage forcé. Ces chiffres sont à rapprocher des huit pilotes morts en service aérien commandé au cours de missions diverses (entraînement, convoyage, reconnaissance météo...) depuis la création du groupe.
| Résultats         | Détruits                | Incendiés               | Probables               | Endommagés              |
| Avions            | -                       | -                       | -                       | -                       |
| Locomotives       | 26                      | -                       | 2                       | 23                      |
| Wagons            | 272                     | 36                      | -                       | 612                     |
| Gares             | 1                       | -                       | -                       | 21                      |
| Ponts             | 13                      | -                       | -                       | 7                       |
| Coupures V.F.     | 206                     | 206                     | 206                     | 206                     |
| Coupures routes   | 55                      | 55                      | 55                      | 55                      |
| Véhicules         | 87                      | 25                      | -                       | 52                      |
| Chars             | -                       | -                       | -                       | 4                       |
| Automitrailleuses | 1                       | -                       | -                       | 23                      |
| Péniches          | 4                       | -                       | -                       | 12                      |
| Dépôts            | 13                      | -                       | -                       | 7                       |
| Usines            | 7                       | -                       | -                       | 3                       |
| Villages          | 7 détruits et incendiés | 7 détruits et incendiés | 7 détruits et incendiés | 7 détruits et incendiés |
| Bâtiments         | 517                     | 108                     | 50                      | 343                     |

| Décision no 241 |
| Le général De Gaulle cite à l’ordre de l’armée aérienne le Groupe de Chasse 3/3 “Ardennes”. |

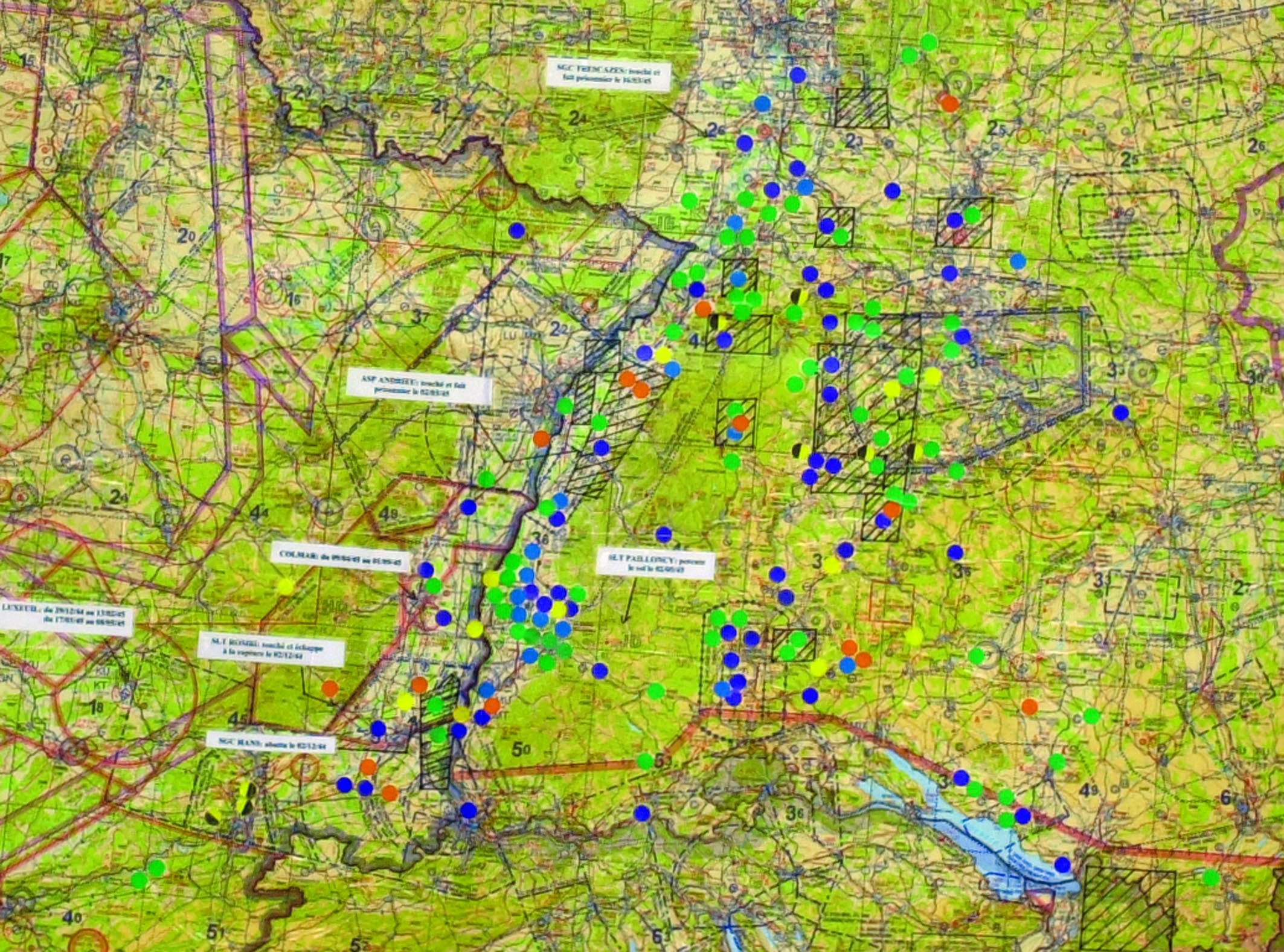
Carte des objectifs atteints par le Groupe

| Brillant Groupe de Chasse qui, sous l’impulsion d’un jeune chef énergique, le commandant Vinçotte, remarquablement secondé par ses deux commandants d’escadrille, le capitaine Brian et le lieutenant Moret, a obtenu d’excellents résultats depuis son engagement en février 1944. Après avoir participé en Afrique du Nord aux opérations de surveillance des côtes, a été engagé le 31 octobre 1944 sur le front de France. Y a effectué en appui de la 1re Armée française et au cours de reconnaissances offensives, 2000 sorties en plus de 4000 heures de vol. À causé au cours de ses missions, en dépit d’une DCA redoutable, des pertes considérables à l’ennemi, coupant ses voies ferrées, détruisant ou endommageant ses moyens de transport, ses installations et ses cantonnements. Par l’énergique action de ses pilotes et le travail incessant de son personnel au sol, a porté une aide efficace à l’effort terrestre allié et a contribué à la libération de l’Alsace et à la déroute de l’ennemi sur son propre territoire. Cette citation comporte l’attribution de la Croix de Guerre avec Palme. |
| Paris, le 17 juillet 1945. |
| Signé : Général de Gaulle |

### L'escadron de chasse IV/4 «Ardennes» sur Vampire.
Friedrichschafen, Allemagne, janvier - octobre 1950
Le 1er janvier 1950, dans le cadre d'une première ébauche de réorganisation de l'aviation qui prévoit la création d'un 4e groupe dans chaque escadre de chasse, l'escadron de chasse IV/4 « Ardennes » est mis sur pied. Il stationne à Friedrichshafen, en Allemagne, où il rejoint le I/4 « Dauphiné », le II/4 « Lafayette » et le III/4 « Flandres » également nouvellement créé. Il reprend l'insigne et les traditions du GC « Ardennes » créé en 1943 et est équipé de Vampire marqués 4 A (pour Ardennes) - A à Z.
Mais son existence est éphémère et le 1er octobre 1950, il est à nouveau dissous.

### L'escadron de chasse III/3 «Ardennes» sur F-84.
Reims, France, janvier 1953 - novembre 1957
Dans le cadre de la politique de renforcement du 1er commandement aérien tactique, l'escadron III/3 « Ardennes » est reconstitué à Reims, le 1er [janvier 1953. Aux côtés des EC I/3 « Navarre » et II/3 « Champagne », il forme le troisième escadron de la 3e escadre de chasse, elle-même subordonnée à la 3e Brigade Aérienne. À compter de ce jour, il reprend les traditions du GC « Ardennes » de la seconde guerre mondiale.
Equipé de 25 F-84G, sa mission consiste à former et entraîner ses 36 pilotes aux missions de chasse-bombardement. Il effectue une campagne de tir annuelle à Cazaux et participe à divers exercices : Home Stick, Régulus, Beware, Fox Paw, Razziz, Thursday, Scrimmage, Argus...
En 1955, les Ltt Lecong et Dellac, tous deux commandants d'escadrille sont équipiers de la patrouille acrobatique du Cdt Delachenal, le commandant d'escadre.
À partir de septembre 1955, la 3e escadre touche ses premiers F-84F « Thunderstreak ». Le III/3, dernier escadron à passer sur cet appareil, commence sa transformation au début de l'année 1956 et perçoit son dernier exemplaire le 15 juin 1956. La campagne de tir d'été a alors été annulée : priorité à la transformation. Du 6 juin au 2 juillet 1956, la majorité des pilotes et de spécialistes suivent le stage d'instruction F-84F auprès du DMI et début juillet, l'escadron au complet est transformé.
Il était temps. D'août à septembre 1956, le III/3 enchaîne sur sa campagne d'entraînement au tir de roquettes US de 10 pouces alors que la France et la Grande-Bretagne concluent des accords secrets pour couper court aux visées nationalistes sur le canal de Suez du colonel Nasser, nouveau chef de l'état égyptien. Devant la montée de la tension en Méditerranée orientale, l'état major décide détacher un escadron à trois escadrilles de F84F sur la base RAF Akrotiri, au sud-est de Chypre. Le choix se porte alors sur le III/3 renforcé par une escadrille de pilotes du II/3. Le 21 août 1956, l'ensemble des mécaniciens du III/3, les pilotes de complément et le détachement de la base (CLA, moyens techniques et généraux, etc.) soit environ 150 hommes et de nombreux véhicules de soutien logistique, quittent donc Marseille par voie maritime et rejoignent Famagouste le 13 septembre. Ils s'installent à Akrotiri où ils montent un campement de tentes, tandis que les avions volent toujours à Reims grâce au concours des mécaniciens des deux autres escadrons.

### La crise de Suez.
Akrotiri, Chypre, septembre 1956 - mars 1957
Le convoyage des quatre premiers F84F vers Chypre fut réalisé par le III/3. La patrouille devait faire le voyage le plus discrètement possible puisque le gouvernement américain avait fait connaître sa désapprobation et que son représentant dirigeait OTAN sud. Les pilotes ne devaient donc pas contacter les organismes de circulation aérienne ni se dérouter sur un terrain OTAN. Après un décollage avec fusées Jato de Reims, le dispositif leadé par le Cne Payen, commandant l’escadron, fait route à 55 000’, au-dessus de la circulation aérienne militaire de l’époque, vers Brindisi, sa seule étape prévue, lorsque le no 3, le colonel Gauthier commandant la base de Reims, est victime d’une grave panne du circuit carburant. Il faut se poser d’urgence et par chance, dans un trou au milieu des nuages apparaît un terrain. Les quatre F84F s’y jettent et quelle n’est pas leur surprise de découvrir une piste traversée par une ligne à haute tension. Le passage vent arrière train sorti et ailes battantes provoque alors la fuite éperdue des camions et des individus présents sur la piste. Une fois posé, le Cne Payen aura toutes les peines du monde à faire admettre à l’ambassade que le dispositif est sur la piste “fermée en cours de réalisation de Falconara” ! Rejoints par le Nord 2501 d’accompagnement et après quelques jours de réparations, les F84F repartiront et arriveront à bon port. Il faut de la chance dans ce métier…
Le III/3, premier escadron entièrement déployé à Akrotiri, se voit renforcé par le I/3 le 22 octobre. Le détachement, dirigé par le commandant d'escadre, comprend alors 52 pilotes opérationnels et 36 avions. Il fait partie du Groupement Mixte no 1 comprenant 40 Nord 2501, 2 600 hommes, 700 véhicules et un matériel technique considérable. La salle d'opérations prend rapidement forme et les patrouilles de guerre à quatre avions sont constituées tandis que la mécanique participe activement au montage des roquettes. Le premier mois, dans un souci d'économie du potentiel, l'entraînement se limite à des vols d'essai consacré à l'établissement des procédures radio. Cela laisse le temps aux pilotes de s'atteler aux nombreuses préparations d'attaque des terrains égyptiens présents dans la région du canal de Suez (Port Saïd, Abu Sueir, El Kantara, Ismaïlia, etc.). Louxor fut même sérieusement envisagé mais finalement abandonné par manque d'autonomie. La pêche sous-marine et les parties de carte alternent avec le vol et à défaut d'information sur la situation tactique, les pilotes se contentent de briefings sur la politique étrangère au Moyen-Orient.
Les premières attaques ont lieu le 31 octobre 1956 et se poursuivront jusqu'au cessez-le-feu du 7 novembre.
Les opérations terminées, l'EC II/3 « Champagne » puis l'EC I/3 « Navarre » regagnent la base de Reims à partir du 11 décembre. L'EC III/3 « Ardennes » demeure alors seul à Chypre jusqu'au mois de mars 1957. Il reprend la vie d'un escadron classique tout en assurant l'alerte. À peine de retour, il est dissous le 1er novembre 1957, les escadres de chasse étant réduites à deux escadrons.

### Les Mirage V israéliens.
Nancy-Ochey, France, juin 1974 - mars 1977
À la suite de la décision du 10 août 1973 du Gal Grigaut, chef d'état-major de l'armée de l'air, l'escadron 3/3 « Ardennes » renaît le 1er juin 1974, en filiation directe du GC « Ardennes » créé en 1943. Subordonné à la FATAC 1re RA et stationné sur la base de Nancy-Ochey, il récupère les anciens locaux du 3/7 dans l'alvéole sud-ouest. Le 3/3 reçoit alors en dotation seize appareils, représentant une partie des Mirages 5J (Jewish) commandés par Israël et mis sous embargo lors de la Guerre des Six Jours en 1967. Rebaptisés Mirage 5F pour la circonstance, ces avions sont progressivement perçus entre le 5 juin et le 9 décembre 1974. Alors que l'escadron n'est pas encore au complet, c'est le 6 septembre que le Cdt Balivet est reçu dans son commandement et se voit remettre les fanions des deux escadrilles. Cet évènement historique fut marqué par la présence de nombreuses personnalités ainsi que celle des « anciens » du groupe, notamment le colonel Max Vinçotte, son tout premier chef en 1943.
Les « Sangliers » sont de retour après 17 ans de sommeil, prêts à poursuivre la tâche entamée par leurs prédécesseurs.
En 1975, l'escadron récolte les fruits du travail accompli: il fête déjà ses 1000 heures de vol sur M5F le 23 janvier, prend sa première PO (Permanence Opérationnelle) le 10 février et démontre qu'il est opérationnel lors de l'Evaltac du mois de mai.
Durant cette courte période sur M5F, les « Sangliers » effectuent une campagne de tir annuelle à Solenzara et ont l'occasion de représenter la France à diverses reprises. Six pilotes séjournent au Zaïre du 28 décembre 1975 au 8 février 1976 pour l'opération « Salongo », tandis que trois officiers zaïrois sont accueillis à Ochey. Puis début avril, le 3/3 se rend à Liège-Bierset dans le cadre d'un échange escadron. Enfin, trois M5F partent en mission à Tunis, où ils participeront au défilé aérien en l'honneur de l'anniversaire du président Bourguiba.

### L'antiradar sur Jaguar.
Nancy-Ochey, France, mars 1977 - mai 1987
À partir de novembre 1976, le 3/3 commence son passage sur Jaguar : le capitaine Dehaeze, commandant d'escadrille, inaugure la transformation machine à Toul, suivi par quatre autres pilotes entre janvier et mars. Puis le personnel de l'escadron se disperse d'avril à mai : les mécaniciens sont divisés en trois groupes pour suivre les cours de spécialisation et le stage pratique à Toul, tandis que les pilotes sont répartis entre la 7 à Saint-Dizier et la 11 à Toul. Le 3/3 se reconstitue enfin le 1er juin, dans un campement provisoire, sur le parking de la section d'accueil de Toul. Il fonctionne alors en autonomie et participe même à la Journée Portes Ouvertes de Nancy le 8 mai.
Le 23 juin, huit Jaguar leadés par le Cdt Courtet défilent sur la base d'Ochey pour le retour en grande pompe du 3/3. Stationnant provisoirement au 1/3, l'escadron réintègre finalement ses locaux rénovés et ses nouveaux abris bétonnés le 27 juin 1977.
Les M5F sont progressivement abandonnés au 2/13 de Colmar du 14 janvier au 13 mai 1977 (M5F no 25). En parallèle, l'escadron reçoit son premier Jaguar n°A29 le 25 février et dispose de ses onze monoplaces et quatre biplaces le 26 octobre. Ce nouvel avion à l'allure rustique, semblant avoir été taillé dans la masse va donner un nouvel élan opérationnel au 3/3. Si son aérodynamique et sa motorisation ne lui confèrent pas des performances extraordinaires, sa robustesse, sa large panoplie d'armements et sa capacité à ravitailler en vol feront de ce bimoteur un chasseur bombardier idéal pour les opérations extérieures.
Le 3/3 se singularise donc sur la BA 133, puisqu'il est le seul escadron sur Jaguar, le 1/3 et le 2/3 étant alors sur Mirage IIIE. Pour rester en cohérence avec la mission de l'escadre, la mission principale de l'escadron, l'aide à la pénétration offensive, se double de la lutte antiradar AS 37 Martel. À peine leur nouvelle monture domptée, les pilotes se lancent donc dans la spécialisation AS 37.
Les missions secondaires ne sont pas pour autant délaissées. L'assaut conventionnel et la couverture basse et moyenne altitude de jour font l'objet d'entraînements réguliers, ce qui donne une certaine polyvalence aux « cochers ». En effet, les campagnes de tir air-air alternent avec les campagnes air-sol et les nombreux exercices tactiques. L'escadron bouge déjà pas mal : en juin 1978, 26 sorties tactiques sont effectuées à partir du terrain anglais d'Honnington (Buccaneer). Cet échange valide la capacité de l'escadron à opérer à partir d'une base étrangère et se renouvelle pendant deux ans. Il en est de même pour les missions d'attaque de bateaux, l'escadron se déployant alors à Landivisiau.
La mission antiradar consiste à détecter l'émission des ondes d'un radar en fonctionnement et à tirer un missile qui se guide de façon autonome sur cette source. C'est le missile franco-britannique AS 37 MARTEL (Missile AntiRadar et TELévision) qui sera le fer de lance français de la lutte antiradar, mission spécifique de la 3e escadre. En 1974, l'EC 1/3 « Navarre » est le premier escadron de Nancy-Ochey opérationnel sur l'AS 37. Il est rapidement suivi par l'EC 2/3 « Champagne ». Quelques années plus tard, alors que l'EC 3/3 « Ardennes » échange ses Mirage 5F contre des Jaguar, il semble opportun d'intégrer l'AS 37 sur Jaguar afin de conformer le 3/3 à la mission de son escadre. Le Cne Escoffier de la 7e escadre de chasse de Saint-Dizier vient donc faire cette adaptation pendant plusieurs semaines à Nancy-Ochey sur le Jaguar A29. Elle se conclut le 4 octobre 1978, par le premier tir AS 37 sur Jaguar, qui fait but (tir du Cdt Escoffier devenu entre-temps le commandant du 3/3). À partir de ce moment, l'escadron devient le spécialiste sur Jaguar de cette mission dangereuse qui conduit à flirter avec les radars des systèmes de défense antiaériens ennemis.
La configuration de guerre adoptée lors de nombreux déploiements en Afrique consiste en deux canons de 30 mm avec deux fois 150 obus, deux bidons de 1200 l et un AS 37 Martel. Tous les monoplaces (soit du A1 au A160) ont la capacité Martel, alors que tous les Jaguars ne sont pas capables de délivrer l'ensemble des types d'armement (nucléaire à partir du A15, emport de moyens de guerre électronique à partir du A80). Avec le départ du Jaguar en mai 1987, le 3/3 abandonne la mission Martel au profit de l'EC 2/11 « Vosges », alors escadron de guerre électronique offensive. Il renouera par la suite avec la capacité AS 37 sur Mirage IIIE entre 1991 et février 1994.
Le ravitaillement en vol constitue la dernière étape vers une ère nouvelle pour les sangliers. Le 25 janvier 1979, les six premiers pilotes reviennent d'Istres où ils ont acquis les rudiments de cette discipline, clé des portes de l'Afrique. Dès lors, les campagnes de ravitaillement en vol se succèdent. Seule unité de la 3e escadre équipée d'avions capables de ravitailler en vol, le 3/3 effectue de nombreuses missions de guerre no 2 au-dessus de territoires hostiles en opérations extérieures, rendant particulièrement envieux les deux autres escadrons de Nancy. Le 3/3 participe en effet à toutes les opérations extérieures menées dans le cadre de la FAR, FAE, ou CAFI : Lamantin (Mauritanie avec stationnement à Dakar au Sénégal), Tacaud, Murène, Barracuda, Musaraigne et Epervier (Tchad et République Centrafracaine avec stationnement à N'Djamena au Tchad, à Libreville au Gabon ou à Bangui en Centrafrique).
En outre l'escadron poursuit un entraînement opérationnel de qualité en France : il remporte la coupe Comète en 1980, effectue deux décollages sur route lors de l'exercice Datex en 1982, participe à TLP en 1981, à Red Flag en 1981, 1982, 1984 et 1987, au Tactical Fighter Meet en 1986, déploie ses quinze Jaguar sur son terrain de desserrement, Châlon-Vatry, en 1980, 1981, 1982 et 1983 et enfin il est jumelé avec le 5e RHC (Régiment d'Hélicoptères de Combat) de Pau-Uzein en 1986.
Bref, pendant les années Jaguar, au 3/3 on ne s'ennuie pas... L'escadron fermera même durant l'été 1981, assurant simultanément un détachement au Tchad et un détachement au Gabon !
Les accords de Madrid en novembre 1975 partagent le Sahara occidental entre le Maroc et la Mauritanie. Toutefois, le Polisario, front de libération du Sahara occidental ne l'entend pas ainsi et mène des actions de guérilla dans la partie sud en vue d'obtenir l'indépendance. Essentiellement dirigées contre la voie ferrée, axe de transit du phosphate mauritanien, elles déstabilisent la région. La France intervient alors en déclenchant l'opération « Lamantin » fin 1977 : deux Breguet Atlantic de la Marine, une dizaine de Jaguar et deux avions ravitailleurs C135F sont déployés à Dakar au Sénégal afin de mettre un coup d'arrêt aux actions du Polisario. Après plusieurs raids dévastateurs des Jaguar en novembre et décembre 1977, la guérilla n'opère plus au grand jour avec de lourdes colonnes de véhicules armés, mais se contente de coups de main de faible ampleur, justifiant le maintien du dispositif. C'est dans ce contexte que le personnel du 3/3 vient en renfort des autres unités sur Jaguar pour les relayer sur le théâtre. Le détachement comporte généralement six pilotes et une petite trentaine de mécaniciens. La chaleur au sol est fatigante pour tous et les vols longs sont rendus délicats par les orages, les vents de sable et les oiseaux. Les missions sont alors de deux types : guidage par l'Atlantic et entraînement canon sur le champ de tir de Bennichab avec ravitaillement en vol ou reconnaissance à vue dans le sud de la Mauritanie. Ponctuellement le Polisario rompant le cessez-le-feu, comme le 12 juillet 1979avec l'attaque de Tichla, des vols dissuasifs sont déclenchés : une patrouille de quatre Jaguar effectue une reconnaissance photo à très basse altitude le long de la voie ferrée Zouerate-Nouadhibou assistée par un ravitailleur et un Atlantic ainsi que par un hélicoptère Puma en cas d'éjection.
Courant 1979, la France engage sa politique africaine sur la voie de l’intervention en Afrique centrale, notamment au Tchad et en Centrafrique. La décision est rapidement prise d’envoyer des troupes au sol appuyées par des chasseurs Jaguar. Deux opérations imbriquées sont déclenchées en parallèle : l’opération Tacaud au Tchad et Barracuda en Centrafrique. Le 3/3 se voit naturellement sollicité pour participer aux relèves de ces deux opérations en collaboration avec les 7e et 11e escadres.
À chaque détachement, le 3/3 déploie quatre pilotes et 20 à 26 mécaniciens. Sur place ils trouvent quatre Jaguar des 7e et 11e escadres, que ce soit à N’Djamena ou à Libreville, les deux terrains de déploiement utilisés dans le cadre de l’opération.
Au Tchad, lorsque le 3/3 arrive en 1979, la formation du gouvernement est réalisée et le climat est plutôt à la détente. Néanmoins, il assure une alerte à 1h de jour. Les missions sont principalement des reconnaissances à vue le long des pistes ou des guidages par un Atlantic avec entraînement au ravitaillement en vol. Il arrive parfois que la désignation d’objectif soit faite par un hélicoptère L19 de l’ALAT en liaison avec l’Atlantic et un Officier de Guidage Terminal (OGT) au sol. Ces missions se concluent ponctuellement par un tir canon réel sur le champ de tir de Massaguet.
La météo est bonne, seuls la chaleur et les vents de sable rendent le travail pénible. Aussi, la piscine du camp du Dubut et les séances de cinéma au PC Tacaud sont appréciées. L’ambiance « détachement » est excellente, elle soude les hommes autour des soirées brochettes et des méchouis régulièrement organisés. Même la St Eloi n’est pas oubliée ! Enfin, les voyages à Dougia, les missions sur Douala et Abidjan en Côte d’Ivoire et les vols en Puma ou en Atlantic pour les mécaniciens permettent à chacun de se détendre.
Au Gabon, le 3/3 assure une alerte à 3h de jour. Sa mission consiste à établir une couverture aérienne sur N’Djamena pour le retrait des troupes françaises les 15 et 16 mai 1980. Par la suite, les vols alternent entre entraînement au tir sur le champ de tir d’Ekwata ou guidage par Atlantic avec ravitaillement au Gabon, sorties photos au Zaïre et missions opérationnelles sur le Tchad. Une mission photo est déclenchée le 6 août 1981 afin de survoler la zone de crash de deux Mirage 5 de l’armée de l’air gabonaise.
À Libreville, les plafonds bas sont fréquents le matin dans cette région beaucoup plus humide que le Tchad.
Le premier détachement dans le cadre de Tacaud est en astreinte à Libreville même. Par la suite, les détachements s’inscrivent dans le cadre de Murène : le logement à l’Intercontinental Okoume Palace et les locaux en dur établi sur le camp assurent un confort satisfaisant. Les détachements se multipliant, les sorties s’organisent : repas brochettes aux gambas, visite de Lambarène, sorties en brousse avec le 6e BIMA, etc.
Courant 1986, au Tchad, des combats violents opposent l’armée nationale tchadienne d’Hissène Habré soutenue par la France aux forces de Goukouni Oueddeye soutenues par la Libye. À la suite du lancement de la construction par le colonel Khadafi d’une base aérienne fortement protégée à Ouadi Doum, au nord du Tchad, la France décide de surveiller les travaux de près et se prépare à agir. L’opération Epervier commence.
Après plusieurs missions de reconnaissance et une première attaque de la piste par onze Jaguar du 1/11 “Roussillon” (le 16 février 1986 au petit matin), le 3/3 déploie à Bangui une cellule Martel de quatre Jaguar le 22 février. Le 3/3 tient alors l’alerte permanente Martel à Bangui jusqu’au 13 août 1986, où il est de retour en métropole. Il assure toutefois toujours une astreinte FAR et le samedi 14 novembre 1986, une nouvelle cellule Martel part sur alerte pour Bangui. Pour la première fois, des avions de l’“Ardennes” sont du voyage (le A16 et le A 23).
La mission, préparée dans le plus grand secret fin décembre, prévoit l’attaque des trois systèmes sol-air SA 6 “Straight Flush” et du radar de surveillance associé “Flat Face” sur le terrain de Ouadi Doum. Devant théoriquement s’effectuer aux environs de Noël, elle est transmise à la relève du 30 décembre, composée du Cdt Lebourg, second du 3/3, du Cne Saussier, du Ltt Wurtz, du Ltt Guy et de l’Asp Pages.
Le 1er janvier, l’alerte passe à 1 h de jour et 2 h de nuit. Ordre puis contrordre de monter les missiles se succèdent le 4 janvier. « Le Détam se déroulait tranquillement lorsque le 5 janvier il fallut monter les BDG. » Le 5 à 18 h 00, Lebourg Saussier et Raffin préparent la mission à N’djamena. De retour vers 20 h 30, ils finissent la préparation à minuit.
« Après une préparation particulièrement minutieuse et une nuit plutôt courte », le 6 janvier 1987 à 6 h 30 du matin, la mission F1177 composée de trois Jaguar décolle de Bangui dans le brouillard, sans le Ltt Wurtz qui rentre au parking à la suite d'une panne du missile. « Après trois ravitaillements en vol et une balade à 15 N m de la base libyenne, les radars dormaient ce jour-là… », la patrouille se pose vers 10 h 00 locales à N’djamena. Dans l’après-midi, le Ltt Wurtz rejoint le dispositif alors que la mission est reconduite pour le lendemain.
Le 7 janvier vers 11 h 30, alors qu’une patrouille de Mirage F1CR taquine les radars libyens, un Atlantic de la Marine perçoit la mise en fonctionnement du site de Ouadi Doum. La patrouille des quatre Jaguar du 3/3 en alerte, composée du Cdt Lebourg, du Cne Saussier, du Ltt Wurtz et du Ltt Guy décolle immédiatement. Les libyens n’ayant allumé que le radar de surveillance “Flat Face”, seul le Ltt Wurtz équipé du Martel couvrant la bonne bande de fréquence tire, les trois autres étant équipés de Martel destinés aux systèmes sol-air SA6 “Straight Flush”. « Guitou s’en mêle et s’homologue un Flat Face. » Les missions F1182 et 1183 rentrent à N’Djamena après 2 h 30 et deux ravitaillements.
Ce succès est un bel aboutissement à la présence permanente des personnels de l’unité en Afrique depuis février 1986. Dans la foulée, tout le détachement Martel quitte Bangui pour s’installer définitivement à N’Djamena. Après une relève, le détachement se pérennisera jusqu’au 13 avril 1987 sans aucune autre mission avec tir réel. Pendant près de 18 mois, le 3/3 a assuré l’alerte Martel avec seulement 12 à 14 pilotes opérationnels, soit trois à quatre détachements de deux mois par pilote.
Enfin, les contraintes budgétaires et la réorganisation de l’armée de l’air autour des familles Mirage 2000, Mirage III et Jaguar contraignent l’unité à se séparer avec beaucoup de regrets de ses Jaguar au profit des 7e et 11e escadres. Le 29 mai 1987, l’Adj Martin pose le dernier avion à Toul, tournant définitivement la glorieuse page Jaguar du 3/3. L’ère du Jaguar aura duré d’avril 1977 à mai 1987, période qui a vu l’unité effectuer 35 372 h 45 sur cet appareil.

### La pénétration sur Mirage IIIE.
Nancy-Ochey, France, mai 1987 - juin 1994
Le 3/3 passe alors sur Mirage IIIE, homogénéisant ainsi la flotte de Nancy, le 1/3 et le 2/3 volant sur la machine depuis 1965. Inauguré par l’aspirant Fricker, la transformation Mirage IIIE débute dès le mois d’avril 1987 à Colmar. En juin, elle s’intensifie : les pilotes effectuent alors leur lâcher à l’EC 1/13 Artois tandis que les mécaniciens suivent les cours de l’ETIS.
Le 1er juillet 1987, le Mirage IIIE no 554 « 3-XA » est le premier avion à rejoindre le 3/3 à Nancy où l’entraînement se poursuit provisoirement au sein des EC 1/3 et 2/3. L’escadron récupère alors progressivement les avions laissés vacants depuis peu par l’EC 1/4 qui passe sur Mirage 2000N. Et c’est finalement le 7 septembre qu’a lieu la réouverture officielle de l’escadron dans ses locaux, par le général Pessidous, commandant la FATAC 1re RA.
L’escadron dispose alors de six pilotes transformés et comptabilise déjà 214 sorties à la fin du mois.
La zone du 3/3 fait alors l’objet de profondes modifications: des sites de guet et un atelier sont construits en 1988 et les deux premières astroarches (la 6 et la 9) surgissent en 1989, alors qu’est inauguré comme il se doit le nouveau bar mécano !
Au 1er janvier 1988, l’escadron compte 15 avions, 19 pilotes, 2 officiers renseignements, 2 officiers mécanos, environ 90 sous-officiers et 15 appelés. Tous œuvrent pour la nouvelle mission principale du 3/3 : l’assaut conventionnel avec CME (Contre-mesures électroniques) qui est alors réalisée en configuration 1 AS30, 2 bidons de 1 700 l, brouilleur Barax et lance-paillettes Phimat. L’AS 30 est un missile supersonique téléguidé par le pilote après le tir, soit en maintenant un réticule de visée sur l’objectif, soit en pilotant en manuel le missile à l’aide d’une poignée en cabine qui nécessiterait bien la greffe d’une troisième main !
Et le 3/3 attaque fort, puisque dès la première année sur Mirage III E, les sangliers remportent la coupe tactique 1988 (Cdt Dudret et Adc Chenet).
À partir de 1991, la mission principale devient l’assaut antiradar AS 37 Martel avec CME, tandis que l’assaut conventionnel AS 30, roquettes, bombes lisses, BAT 120 et caméra OMERA 60 passe en mission secondaire no 1 et la défense aérienne en tant que couverture du corps de bataille terrestre constitue la mission secondaire no 2.
En outre, le 3/3 assure la Permanence Opérationnelle : la première PO est tenue le 6 décembre 1990.
Si “les années Mirage III” (1987-1994) ne voient plus aucun détachement opérationnel, elles sont en revanche riches en échanges à l’étranger. Pratiquement chaque année le 3/3 se rend à Lechfeld près de Munich ou reçoit les Tornado allemands antiradar des Staffel 321 ou 322 du JBG-32. En 1992 et 1993, quatre avions partent en échange à Sidi Slimane pour effectuer des vols mixtes avec leurs homologues marocains.
Et en 1990, le 3/3 entraîne la patrouille de démonstration « B » sur Mirage IIIE. Les « Commis Romeo », composés du Cne Connan et du Ltt Armada évoluent à quelques mètres l’un de l’autre au cours de nombreux meetings : Grenoble, Epinal, Colmar, Cognac. Reprise par le 1/3 et le 2/3, elle revient au 3/3 en 1993 avec les « Couteaux Charlie », les Cne Monsterleet et Dupuy qui effectuent leur première exhibition au meeting d’Istres le 16 mai avant de se rendre à Phalsbourg, Finningley, Lièges etc. L’ultime présentation “B” se déroule lors du cinquantenaire de l’escadron, sous l’indicatif « COMMIS TANGO », le 9 octobre 1993, en présence de nombreux invités. Ceux-ci peuvent également admirer à cette occasion le Mirage IIIE no 491 peint spécialement, un défilé de Mirage III et de Tornados de Lechfeld ainsi qu’une stèle commémorative.
L’année 1994 est marquée par l’adieu au Mirage IIIE. L’escadron abandonne officiellement la mission antiradar Martel, fin février. Puis, il effectue le dernier vol opérationnel sur Mirage IIIE dans l’armée de l’air le 11 mai, au cours d’une cérémonie qui voit défiler les cinq derniers Mirage IIIE du 3/3 (Cdt Laurent, Lcl Rouzaud, Cdt Roth, Cne Jakymiw et Asp Monhée). Enfin, le 3 juin 1994 une cérémonie à Colmar marque le retrait officiel des Mirage IIIE et Mirage 5F de l’armée de l’air. Le 3/3 y défile fièrement au sol et en vol : depuis le 13 mars 1993, l’EC 3/3 “Ardennes” était le dernier escadron de l’armée de l’air à mettre en œuvre le Mirage III E. L’avènement du Mirage 2000 se précise… Lors de la cérémonie officielle d’arrivée du Mirage 2000D sur Nancy le 29 mars 1994, le Cdt Roth défile avec un Mirage IIIE et quatre Mirage 2000D du 1/3. Finalement, c’est le 7 juin que l’escadron de convoyage vient chercher les derniers Mirage IIIE, les appareils no 491 XL, 527 XJ et 564 XN. Ce chasseur polyvalent disparaît alors définitivement de l’inventaire de la FATAC après 30 ans de carrière. Commémorant l’événement, le Mirage III E no 564 (Cdt Laurent, commandant du 3/3) vole en patrouille avec le Mirage 2000D no 617, premier Mirage 2000D de l’escadron (Cdt Roth, second du 3/3 et Ltt Foubert qui appartient alors encore au 1/3).

### La frappe chirurgicale sur Mirage 2000D.
Nancy-Ochey, France, juin 1994 - nos jours

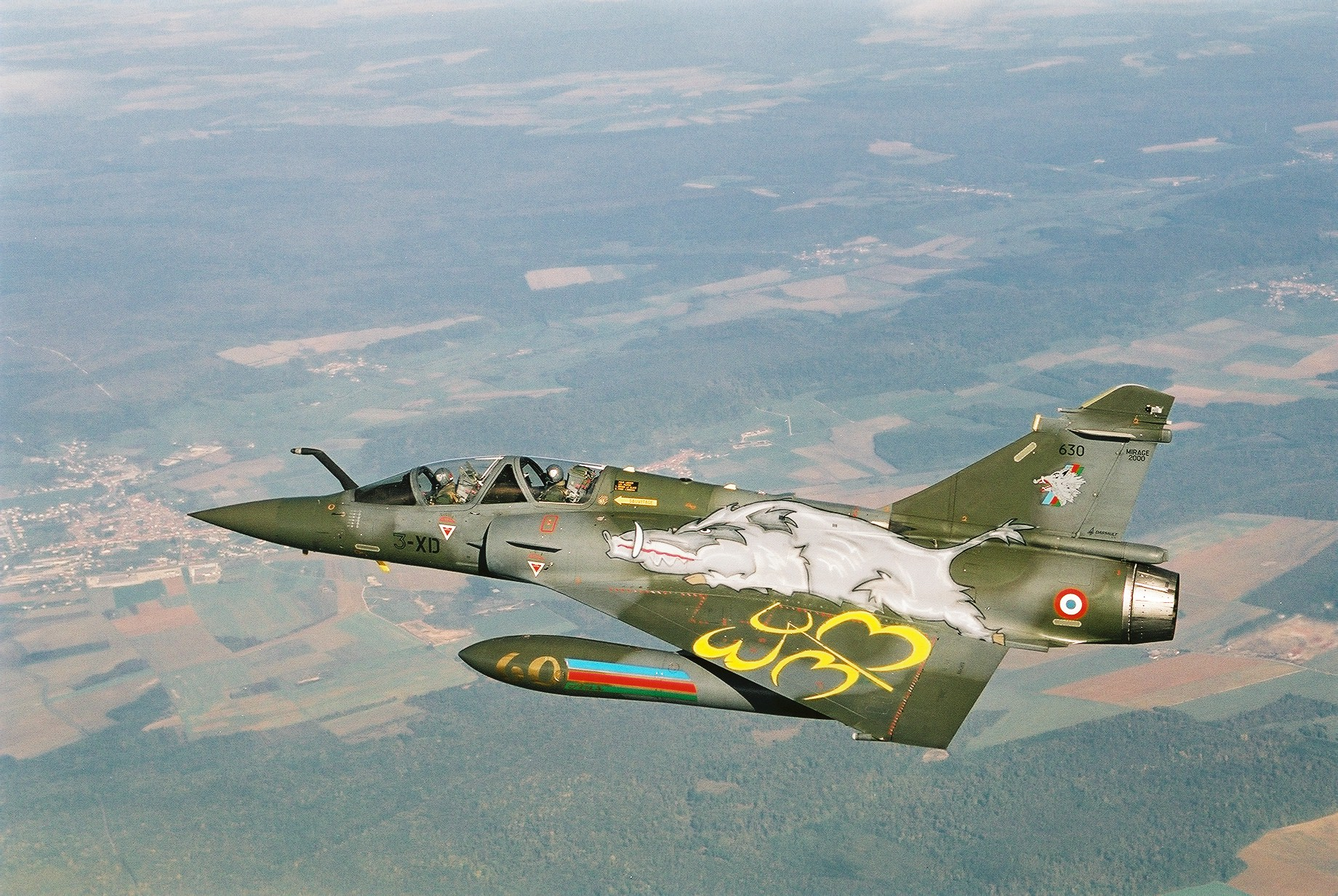
Livrée spéciale à l'occasion des 60 ans du 3/3

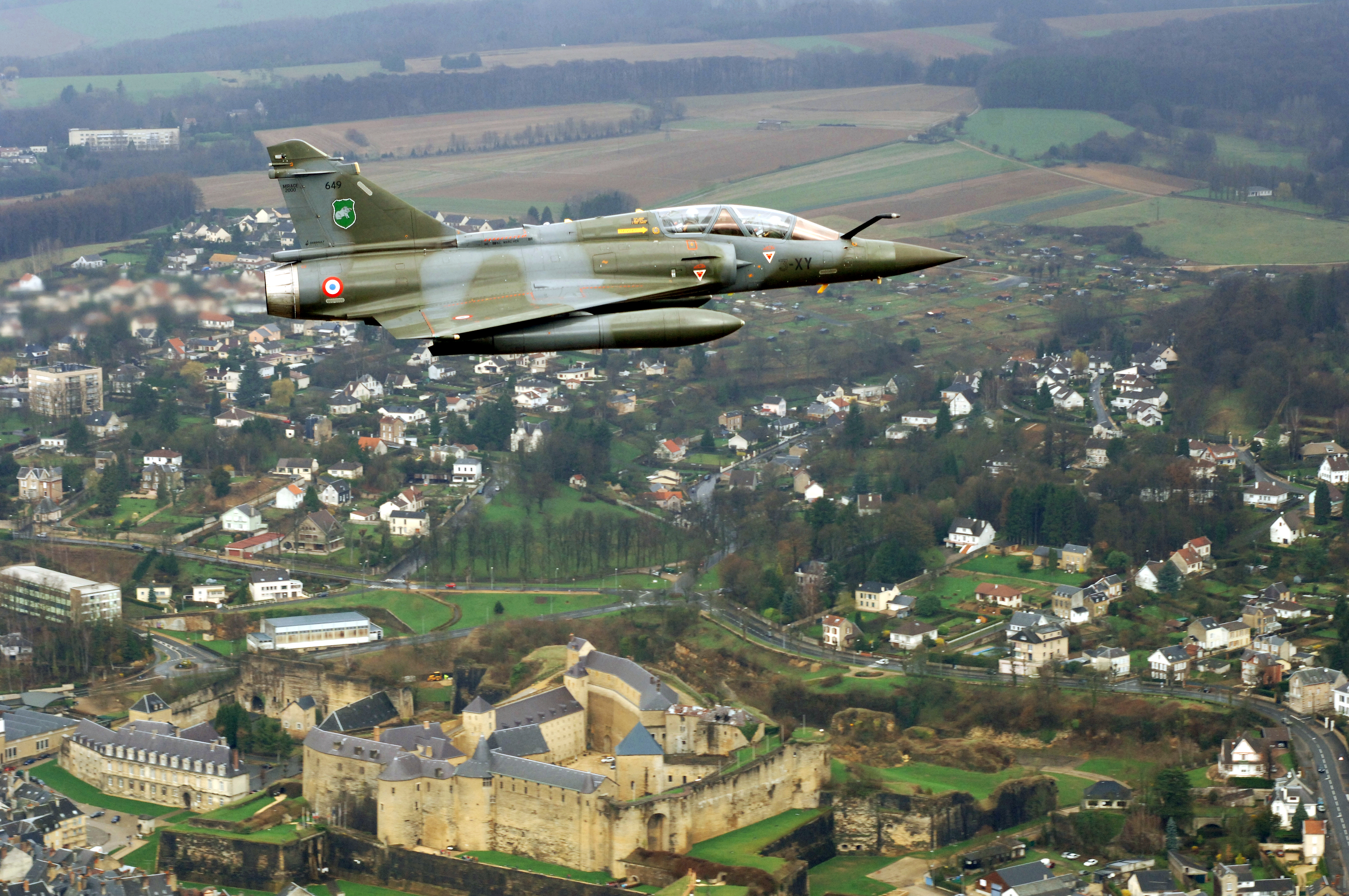
Mirage 2000D du 3/3 survolant la ville de Sedan

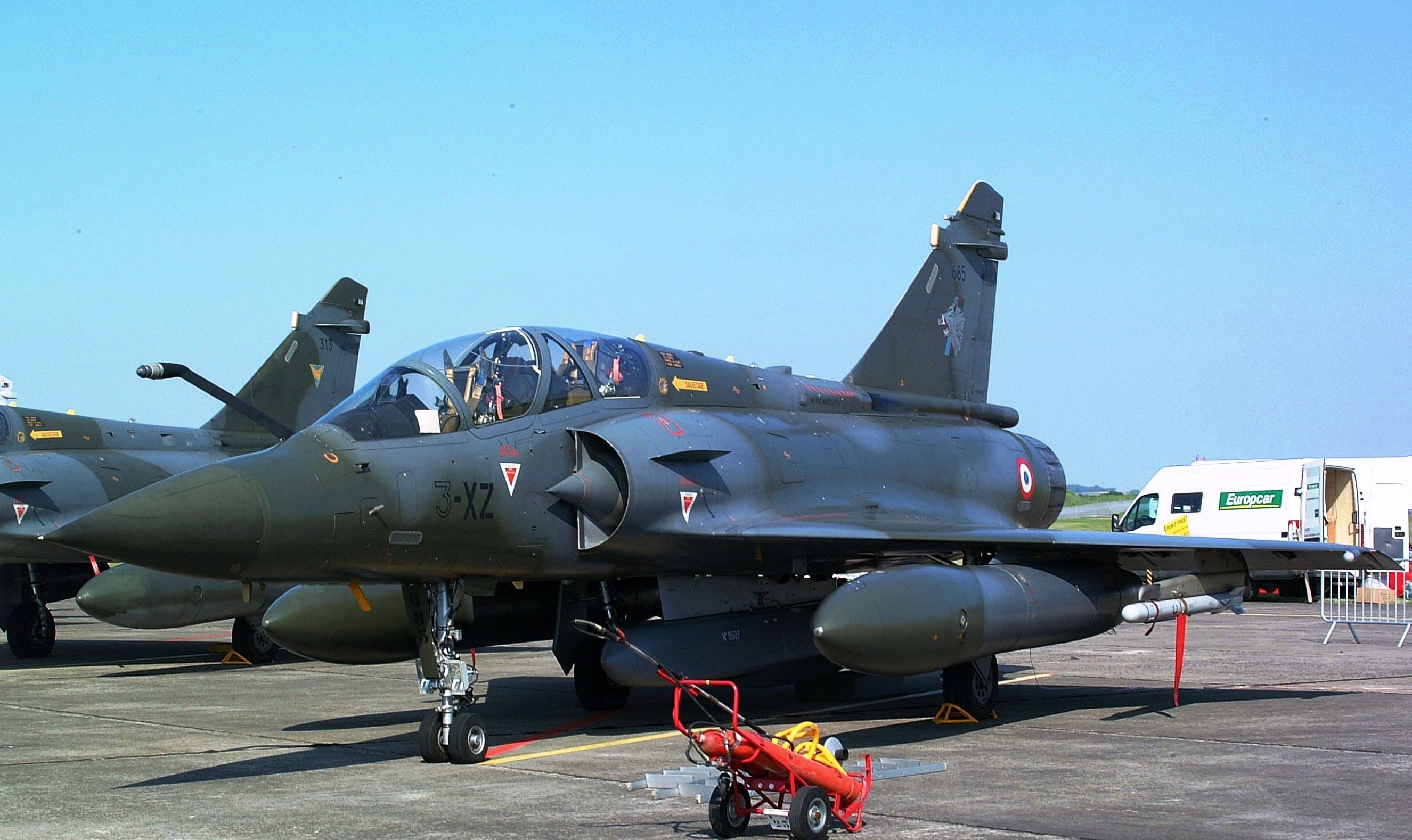
Un Mirage 2000D en 2004.

Comme pour le Mirage III E, le 3/3 est le dernier escadron de Nancy à passer sur Mirage 2000D. L'escadron touche son premier exemplaire, le no 617 fraîchement sorti des usines Dassault, le 30 mai 1994. Le passage sur cette nouvelle monture bourrée d'électronique ne se fait pas sans changement: d'emblée, c'est une véritable révolution qui s'opère dans un contexte de crise sur les Balkans.
Tout d'abord, le 3/3 change de dimension technologique avec l'adaptation à cet avion ultra moderne qui occupe l'ensemble du personnel d'avril à décembre 1994 : tout est nouveau, de l'armement guidé laser, au système de navigation et d'attaque couplé au GPS, en passant par les commandes de vol électriques. Qui plus est, le système évolue encore du standard R1N1 et R1N1L au standard R1 définitivement atteint en février 1995.
Le 3/3 change également de dimension physique: ses locaux et son personnel doivent être redimensionnés à la taille d'un escadron biplace. En effet, en 1995 le 3/3 c'est désormais 15 appareils, environ une quarantaine de pilotes et navigateurs et 120 mécaniciens. Jusqu'au 23 juillet 1999, date de réception du no 665, son vingtième et dernier appareil, il ne cesse de grossir pour atteindre 25 équipages et 150 mécaniciens environ. D'importants travaux d'agrandissement du hangar mécanicien HM1 et du bâtiment du personnel navigant, la construction de deux hangars de 800 m2 et 400 m2 et de dix hangarettes pour avions l'obligent donc à s'exiler au HM13 de l'été 1994 à l'été 1995. Le lieutenant-colonel Adrien inaugure les locaux agrandis le 19 juin 1995, en présence du commandant de la base, le colonel Roche. Le déménagement occupe ensuite les 29 et 30 juin, avant le retour des avions le 21 août 1995. Enfin, le 3/3 change de dimension opérationnelle : il renoue avec les opérations extérieures grâce à sa capacité de ravitaillement en vol, son système d'auto protection électronique intégré, sa précision, son interopérabilité et surtout son concept de répartition des charges de travail à bord entre les deux membres d'équipage. Ainsi, de 1994 à 1996, le personnel du 3/3 est déployé à Cervia en Italie et est engagé sur la Bosnie-Herzégovine dans le cadre des opérations Deny Flight puis Deliberate Force. Par la suite, il est engagé au Kosovo et en Bosnie-Herzégovine de 1998 à 2002, en Afghanistan en 2002, en république démocratique du Congo (RDC) en 2003, et enfin à nouveau en Afghanistan en 2005, jusqu'à nos jours.
En 2003, l'escadron fête ses 60 ans. À cette occasion, tous les anciens sont conviés à une cérémonie suivie d'un repas mémorable dans les locaux du 3/3. Une livrée spéciale sera peinte sur le Mirage 20000D 630.
En 2006, un parrainage entre la ville de Sedan dans les Ardennes françaises et l'escadron marque officiellement les liens particuliers unissant l'escadron et sa région homonyme.
En novembre 2017, cinq avions de l'escadron sont déployés durant deux semaines en Israël, sur la base aérienne d'Ouvda, afin de participer à l'exercice « Blue Flag ». De nombreux pays ont participé à cet exercice : la Luftwaffe avec des Eurofighter Typhoon, l'Aeronautica Militare avec des Panavia Tornado, l'US Air Force avec des F-15E et des F-16C/D,la Polemikí Aeroporía avec des F-16C/D Block 52, la Siły Powietrzne Rzeczypospolitej Polskiej avec des F-16C/D Block 52 et l'Indian Air Force avec un Lockheed-Martin C-130J Super Hercules.

## Historique de la BR44
En 1994, la restructuration fait disparaître le niveau escadre et les escadrons passent de 15 à 20 avions. Une troisième escadrille est alors créée au sein de l’EC 3/3 le 1er août 1994. Cette escadrille reprend, en filiation indirecte, les traditions de la BR 44, illustre escadrille de la Première Guerre mondiale ayant également le sanglier pour emblème, mais sur fond vert.

### La Première Guerre mondiale
L’escadrille 44 est formée à Toul le 4 avril 1915 à la veille de l’offensive générale sur la Woëvre. Initialement dotée de six avions de reconnaissance biplaces Maurice Farman F40, elle prend l’appellation de MF 44. Mise à la disposition de la Première Armée, les missions d’observation commencent immédiatement sur le secteur Pont-à-Mousson, Saint-Mihiel, Étain. Ces missions périlleuses visent à repérer les objectifs, régler et constater les effets des tirs d’artillerie, fixer la ligne de contact et renseigner le commandement sur l’évolution du champ de bataille à l’aide de photographies. Quelques équipages inaugurent avec succès des vols de reconnaissance puis de bombardement de nuit.
Le 15 juin 1915, la MF 44 devient escadrille organique du 31e Corps d’Armée : durant toutes les hostilités, elle accompagnera cette unité sur tous les théâtres où elle sera engagée. Les missions d’observation sont régulièrement interrompues par l’irruption de chasseurs ennemis et les premiers combats aériens se multiplient. Le 1er janvier, le Ltt Pupat et son pilote survolent les tranchées à dix mètres du sol pour souhaiter la bonne année à nos fantassins dont eux-mêmes sont issus : « À eux des baisers, et aux boches des coups de mitrailleuses ».
La Bataille de Verdun fait rage depuis février, lorsque le 31e CA y est engagé. La MF 44 suit et quitte Toul le 8 juin pour rejoindre, après une brève escale de deux jours à Behonne, dans la banlieue nord de Bar-le-Duc, le terrain de Froidos à environ 15 km au sud-ouest de Verdun. Les équipages survolent désormais un secteur situé au nord-ouest de Verdun (la côte 304, le Mort-Homme, le bois des Forges et la Meuse) et doivent se défendre vaillamment pour accomplir leurs missions.
Au début de janvier 1917, le 31e CA se déplace et occupe un secteur du front au nord de Clermont-en-Argonne. La MF44 décale alors son champ d’action vers l’ouest sur la forêt d’Argonne. En mai, un Morane Parasol est affecté à l’escadrille pour l’exécution de missions photographiques en profondeur. Puis, à partir du 11 juin 1917, ce sont des F40 fatigués qui sont enfin remplacés par des appareils plus performants, les Dorand AR. L’AR44 choisit alors l’animal symbolique de la forêt d’Argonne, le sanglier, comme insigne pour ses nouveaux appareils en remplacement du fer à cheval. Les missions continuent alors depuis le terrain de Grigny, 10 km au sud ouest de Froidos, où cantonne l’escadrille à partir du 9 juillet 1917. Après un dernier coup d’éclat le 19 septembre quand deux appareils ennemis sont abattus, l’escadrille se replie sur Lanthelles à l’est de Sézannes, le 29, pour goûter à l’instar du 31e CA un repos bien mérité.
Après le désastre de Caporetto, le 24 octobre 1917, les Alliés décident d’envoyer un corps expéditionnaire au secours de l’armée italienne en déroute dans les Alpes. Et le 4 novembre, le 31e CA s’installe à Brescia, au sud-ouest du lac de Garde. L’AR 44 suit : elle part le 30 octobre par voie ferrée, passe à Vérone le 5 novembre et s’installe le 9 à Ghedi, 18 km au sud de Brescia. Lorsque le 31e CA part relever les unités italiennes du front de la vallée de la Piave (Monte Tomba), l’escadrille rejoint le 8 décembre Castello di Godego, 30 km à l’ouest de Trévise, son terrain de stationnement durant tout le reste de son séjour en Italie. Le mauvais temps rend les missions d’observation délicates. Néanmoins, elles se multiplient et se concentrent sur la vallée de la Piave, plus particulièrement lors de l’offensive sur le Monte Tomba lancée le 30 décembre.
Fin mars, le 31e CA est rappelé d’urgence dans la Somme et l’AR 44 s’installe le 9 avril 1918 à Bovelles, 8 km à l’est d’Amiens. Elle passe alors sur Breguet XIV A2 le 11 avril et la BR 44 est aussitôt engagée dans la bataille de Picardie.
Les combats sont violents et l’escadrille enregistre plusieurs pertes. C’est d’ailleurs à cette époque qu’elle reçoit ses deux citations. Avançant avec les troupes françaises victorieuses qui attaquent désormais la redoutable Ligne Hindenburg, la BR 44 opère de Libermont à partir du 19 septembre. Les équipages de la BR 44 sont toujours sur la brèche et rendent compte quotidiennement à l’état-major de la débâcle allemande. À l’armistice, l’escadrille pleure quinze morts au champ d’honneur et prend un repos bien mérité successivement à Brasseuse dans l’Oise, Roville-aux-Chênes dans les Vosges et enfin Habsheim en Alsace délivrée, où elle est dissoute le 1er mai 1919.

### Lacampagne de France
Les traditions de la BR 44 sont reprises en mars 1938 par la 1re escadrille du Groupe de Bombardement II/11 créé à Toulouse Francazal alors que la menace allemande grandit. Initialement équipée de sept Bloch MB.200, l’escadrille passe sur Bloch MB.210 à partir d’octobre 1938. Ces appareils fatigués restent néanmoins toujours largement dépassés par les avions allemands lorsque la guerre se déclenche. Le 1er septembre 1939, le GB II/11 stationne à Istres en vue de son engagement contre l’Italie. Les équipages profitent alors de la « drôle de guerre » pour s’entraîner au bombardement, de jour comme de nuit, ainsi qu’à échapper aux projecteurs et à la DCA de Toulon. C’est sur le terrain du Mas du Rus qu’elle occupe depuis le 7 décembre, que l’ex BR 44 perçoit ses premiers Léo 45. La transformation suit son cours quand survient l’assaut allemand du 10 mai 1940 et le 27 mai l’escadrille suit le GB II/11 à Avignon-Châteaublanc.
Avec l’entrée en guerre de l’Italie le 11 juin, les missions de bombardement commencent essentiellement de nuit pour pallier la vulnérabilité des avions français. Le 18 juin, c’est le repli sur l’AFN : tous les avions disponibles rejoignent Blida. Enfin, quatre Léo 45 se déplacent à Youks-les-Bains, près de Constantine, le 21 juin en vue d’un dernier raid : le bombardement de Palerme en Sicile le 23 juin. L’armistice intervient et un magnéto par moteur est démonté afin de dissuader ceux qui voudraient rejoindre l’Angleterre. À la suite de la tragédie de Mers El-Kébir, le 3 juillet, ils seront temporairement remontés et les bombes chargées en vue d’une attaque immédiate de la flotte anglaise. L’opération sera reportée au 10 juillet depuis Saint-Denis-du-Sig près d’Oran. C’est un fiasco complet : à cause d’une confusion de méridiens, l’escadre britannique n’est pas trouvée et les bombes finissent en mer ! Enfin, l’ex BR 44 rejoint Marrakech le 13 juillet où elle disparaît avec le GB II/11 le 15 août 1940, en application des clauses de l’armistice.

### L'ère du ravitailleur

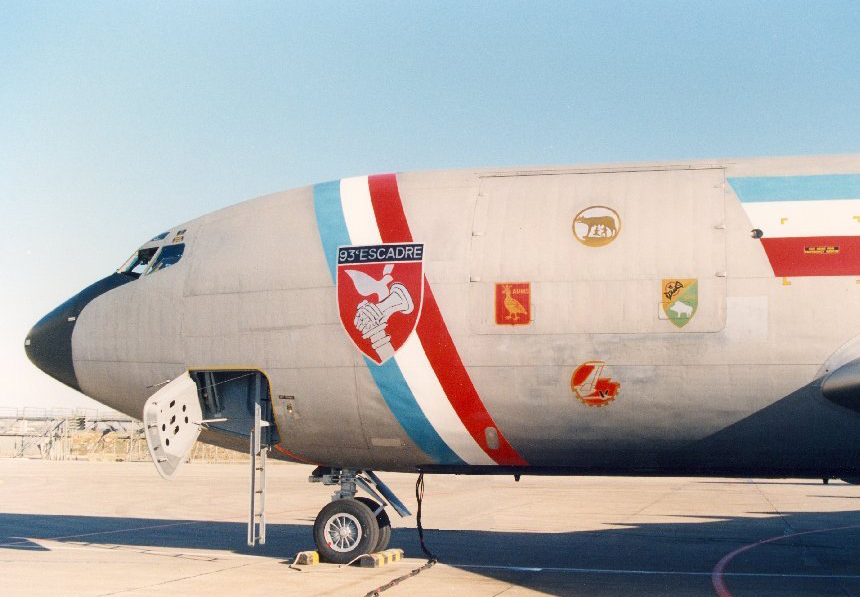
C135 portant l'insigne de la BR44

Le 20 février 1967, l’escadron de ravitaillement en Vol IV/94 reprend les traditions de l’ancien GB II/11. Ainsi, l’ex BR 44 renaît au sein des FAS (Forces aériennes stratégiques) sur Boeing C-135FR avec pour vocation première de ravitailler en vol les bombardiers Mirage IVA dans le cadre de la dissuasion nucléaire. Rebaptisé ERV II/93 le 1er juillet 1973, l’escadron participe à l’entraînement des pilotes de la FATAC (Force aérienne tactique) et du CAFDA (Commandement air des forces de défense aérienne) en ravitaillant Jaguar, Mirage 2000 et Mirage F1. Cela amène l’ex BR 44 sur tous les théâtres d’opérations extérieures avant d’être à nouveau dissoute le 1er juillet 1993.
Enfin, elle renaît sur Mirage 2000 D au sein de l’EC 3/3 “Ardennes”. Elle s’y trouve parfaitement à sa place puisque ses “anciens” pratiquaient déjà en 1915 le bombardement de nuit en équipage, l’appui des troupes au sol et le recueil de renseignement. La technologie a évolué, mais le cœur de la mission demeure le même…

## Appareils successifs
Les caractéristiques et armements sont ceux mis en œuvre par l'escadron 3/3 Ardennes.

### Hawker Hurricane IIC
| Envergure    | 12,2 m |
| Longueur     | 9,59 m |
| Poids maxi   | 3,68 t |
| Vitesse maxi | 540 km/h |
| Moteur       | Rolls Royce Merlin XX de 1 280 ch                                                                                       |
| Plafond      | 11 000 m environ |

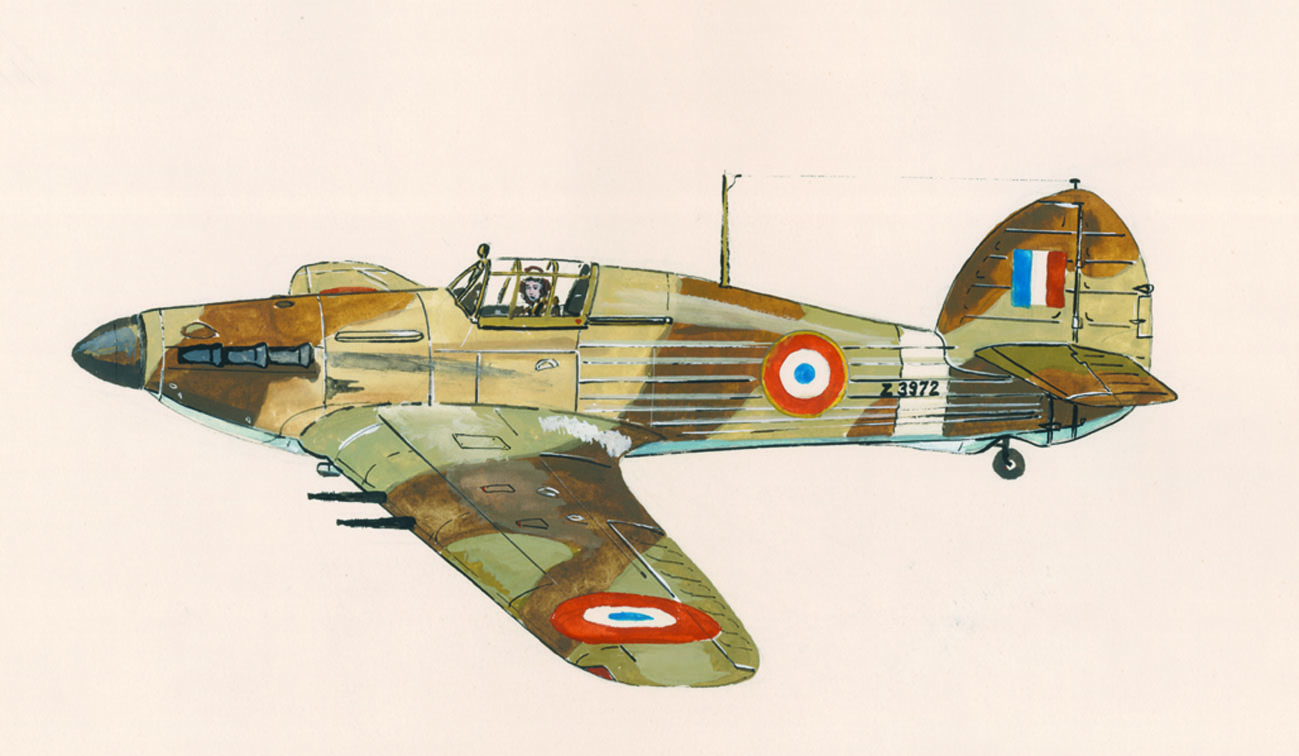
Hurricane IIC

| Armement     | 4 canons Hispano-Suiza HS.404 de 20 mm à 600 coups dans les ailes 2 bombes de 227 kg ou 2 réservoirs largables de 409 l |

### P-40 «Warhawk»
| Envergure    | 11,38 m                                                                                                   |
| Longueur     | 10,16 m                                                                                                   |
| Poids maxi   | 4,2 t |
| Vitesse maxi | 580 km/h                                                                                                  |
| Moteur       | Packard V-1650-1 de 1300 ch                                                                               |
| Plafond      | 10 500 m                                                                                                  |

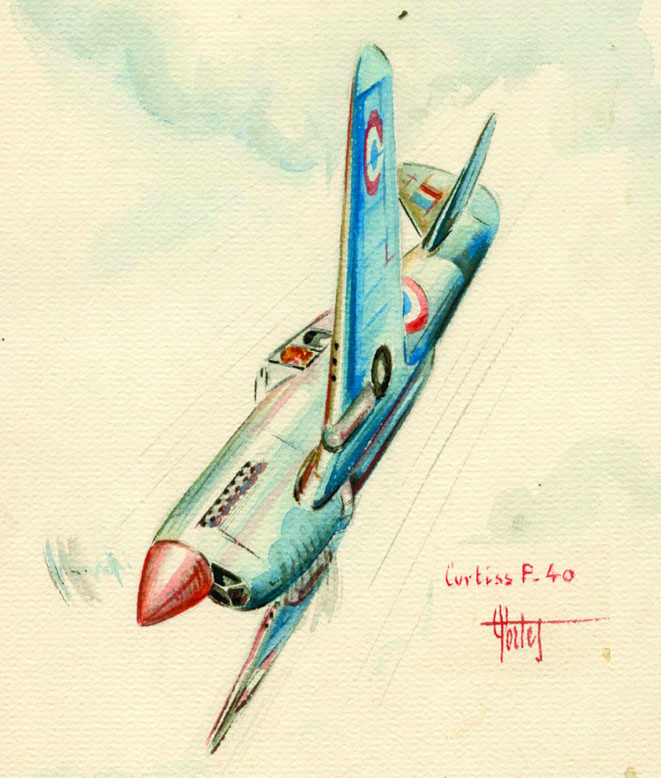
P-40 Warhawk

| Armement     | 6 mitrailleuses de 12,7 mm dans les ailes 1 bombe de 227 kg sous le fuselage ou 2 de 45 kg sous les ailes |

### P-39 «Aircobra»
| Envergure    | 10,36 m |
| Longueur     | 919 m |
| Poids maxi   | 3,765 t |
| Vitesse maxi | 620 km/h |
| Moteur       | Allsion V-1710-83 de 1200 ch |
| Plafond      | 9 000 m |

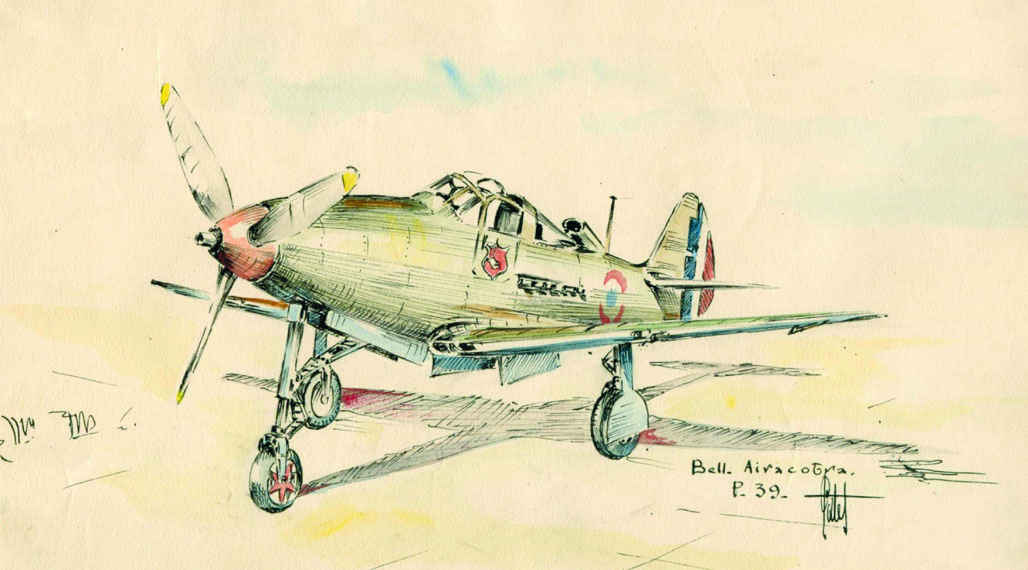
P-39 Aircobra

| Armement     | 1 canon de 37 mm dans le moyeu de l'hélice 2 mitrailleuses de 12 mm synchronisées 4 mitrailleuses de 7,62 mm dans les ailes 2 bombes de 125 kg sous les ailes ou 1 bombe de 227 kg |

### P-47 «Thunderbolt»
| Envergure    | 12,40 m |
| Longueur     | 11,99 m |
| Poids maxi   | 8,8 t |
| Vitesse maxi | 690 km/h |
| Moteur       | Pratt et Witney de 2 000 ou 2 200 ch, hélice quadripale de près de 4 m de diamètre                                                                         |
| Plafond      | 12 800 m |

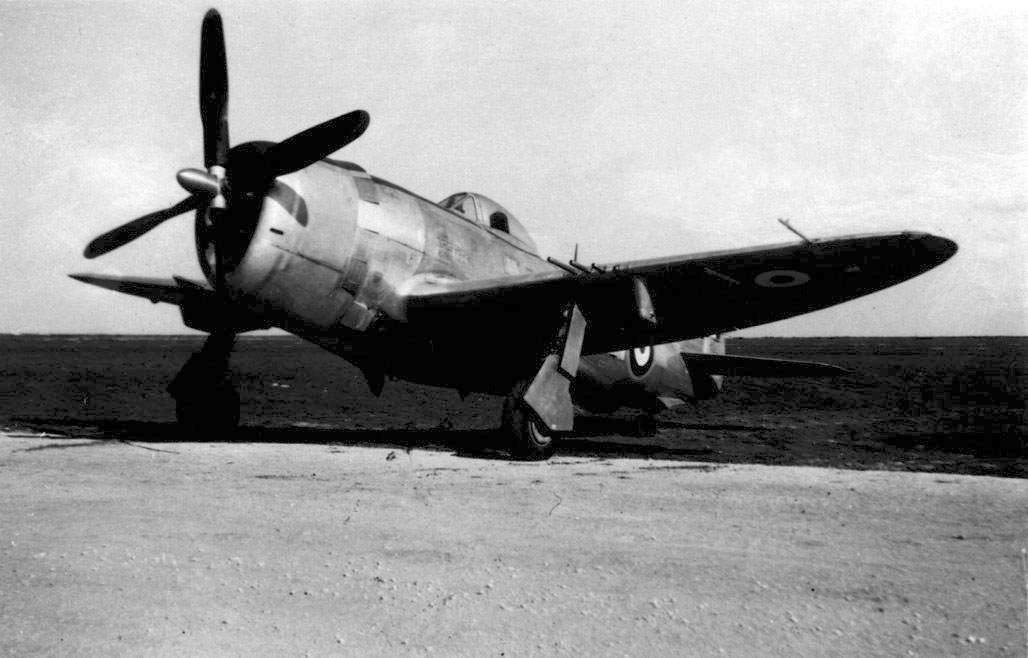
P-47 Thunderbolt

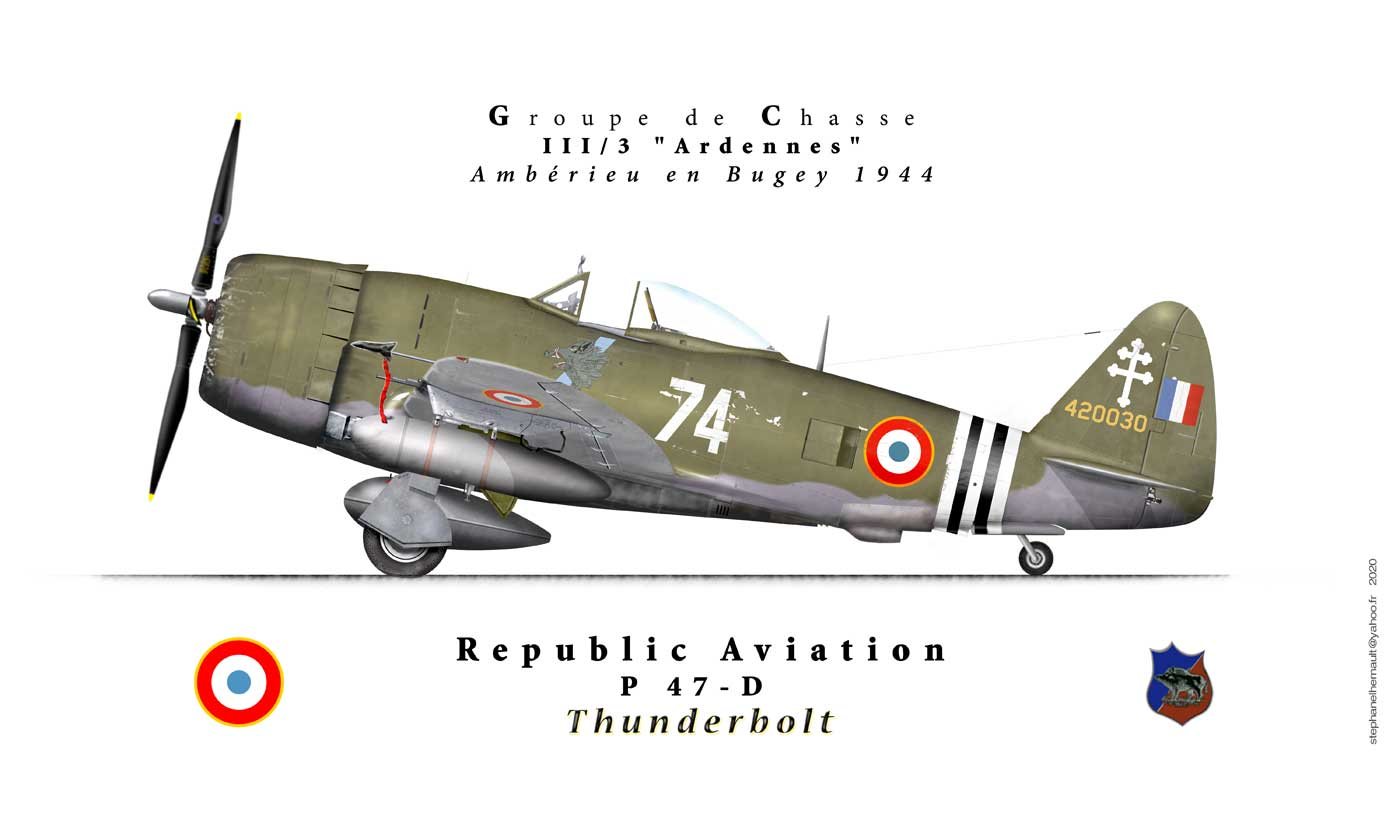
P 47 D groupe de chasse III/3 ardennes France 1944

| Armement     | 8 mitrailleuses de 12,7 mm dans les ailes 18 bombes incendiaires ou 2 bombes de 227 kg (napalm ou non) ou 6 de 100 kg sous les ailes 1 belly tank de 284 L |

### Vampire
| Envergure    | 11,58 m                                 |
| Longueur     | 9,37 m                                  |
| Poids maxi   | 5,63 t                                  |
| Vitesse maxi | 860 km/h - Mach 0,78                    |
| Moteur       | un Gobelin II de 1,36 t de poussée      |
| Plafond      | 40 000’                                 |
| Armement     | 7 points d’emport 2 réservoirs de 454 l |

### F-84 «Thunderstreak»
| Envergure    | 10,24 m                                                                                             |
| Longueur     | 13,23 m                                                                                             |
| Poids maxi   | 12,25 t                                                                                             |
| Vitesse maxi | 1 059 km/h                                                                                          |
| Moteur       | Allison J65-W-7-322 t de poussée                                                                    |
| Plafond      | 14 000 m                                                                                            |
| Armement     | 6 mitrailleuses de 12,7 mm 8 roquettes HVAR ou 2 bombes de 100 à 450 kg réservoirs de 870 ou 1700 L |

### Mirage 5F
| Envergure    | 8,22 m |
| Longueur     | 15,55 m |
| Poids maxi   | 13,5 t |
| Vitesse maxi | 1 390 km/h ou Mach 2 |
| Moteur       | ATAR 9C de 6T de poussée en PC |
| Plafond      | 16 800 m |

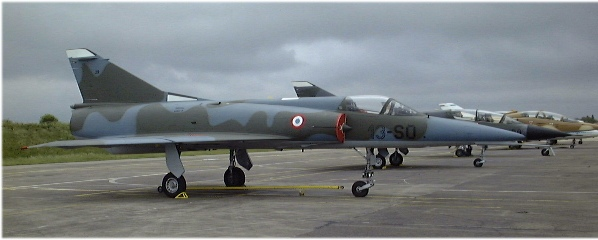
Mirage 5F

| Armement     | 7 points d'emport 2 bidons 1700 L, 1300 L, 600 L ou 500 L supersoniques 2 AIM9 Sidewinder et 2 canons de 30 mm avec 2 × 125 obus 2 bombes de 400 kg sous fuselage, 4 bombes de 250 kg ou 125 kg 2 paniers de 18 roquettes 68 mm ou 2 paniers de 7 roquettes 2,75 pouces |

### Jaguar
| Envergure    | 8,69 m |
| Longueur     | 16,83 m |
| Poids maxi   | 14,5 t |
| Vitesse maxi | 1 200 km/h ou Mach 1,35 |
| Moteur       | 2 Rolls-Royce Adour de 6,6T de poussée totale en PC |
| Plafond      | 12 200 m |

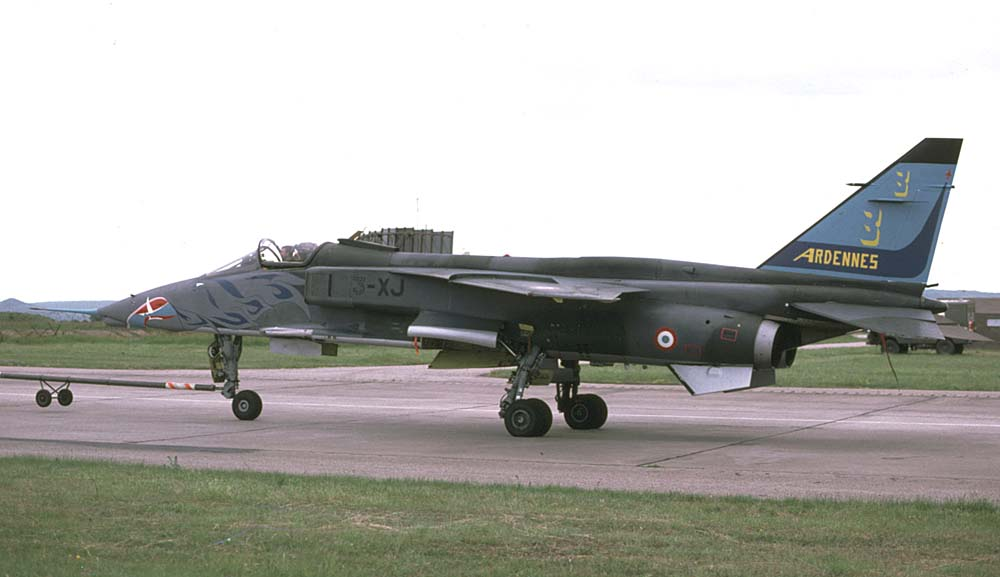
Jaguar du 3/3

| Armement     | 5 points d'emport 1 ou 2 bidons de 1200 L 2 Matra R550 Magic et 2 canons de 30 mm avec 2 × 150 obus 1 AS-37 Martel 2 bombes de 400 kg, 4 bombes de 250 kg ou 125 kg 2 paniers de 36 roquettes 68 mm ou 19 de 2,75 pouces ou 4 de 5 pouces 2 ou 4 bidons de gel incendiaire 18 bombes anti-piste BAP 100 à partir de 1982 2 ou 4 bombes à sous-munitions BLG 66 Belouga à partir de 1982 18 Bombes d'Appui Tactique BAT 120 mm à partir de 1986 |

### Mirage IIIE
| Envergure    | 8,22 m |
| Longueur     | 15 m |
| Poids maxi   | 13,7 t |
| Vitesse maxi | 1 390 km/h ou Mach 2 |
| Moteur       | SNECMA ATAR 9C de 6T de poussée en PC |
| Plafond      | 16 800 m |
| Armement     | 7 points d'emport 2 canons DEFA de 30 mm avec 2 × 125 obus 1 missile AS30 ou AS37 Martel Bombes d'appui Tactique BAT 120 2 AIM9-B Sidewinder puis 2 Magic I en 1991 Roquettes de 68 mm |

### Mirage 2000D
| Envergure    | 9,1 m |
| Longueur     | 15 m |
| Poids maxi   | 16,5 t |
| Vitesse maxi | 1 390 km/h ou Mach 1,5 |
| Moteur       | SNECMA M53 P2 de 9,7T de poussée en PC |
| Plafond      | 15 000 m |
| Armement     | 9 points d'emport mais pas de canon 2 réservoirs de 2000 L ou 1 de 1300 L supersonique 2 missiles infra-rouges Magic II pour l'auto-défense 4 bombes de 250 kg 1 AS30 Laser 2 GBU-12 de 225 kg 1 GBU-24 de 450 kg 1 missiles de croisière APACHE ou SCALP |

## Un escadron, trois escadrilles
À son origine, le groupe de chasse « Ardennes » ne perpétue pas les traditions d’une unité d’aviation ayant existé en 1914-1918, ni en 1939-1940. C’est une nouvelle unité née en octobre 1943, à Rayak au Liban, de la volonté d’armer provisoirement en avions anglais certaines formations du Levant. Cette nouvelle unité prend le nom de groupe de chasse « Ardennes » pour répondre aux vœux du général Valin qui souhaitait que les unités FAFL portent le nom de provinces françaises.
« C’est le général De Gaulle qui donna le nom d’« Ardennes » à cette nouvelle unité, pour honorer les sentiments patriotiques et de résistance à l’ennemi qui animaient les habitants de cette région. Dès lors qu’ils appartenaient à une unité de la France Libre, les avions de l’« Ardennes Squadron » ont porté la croix de Lorraine sur leur empennage. Restait le choix de l’insigne. Ce ne pouvait être les armes de la province de France dont nous avions porté le nom. Aussi, choisîmes-nous un symbole bien établi de cette région de France, le sanglier des Ardennes, représenté dans une première réunion dès 1943 et dans la version définitive, que nous portons encore aujourd’hui, de 1944, lorsque le groupe prenait part à la Campagne de Libération de la France. ».
| Insigne original du groupe de chasse 3/3 « Ardennes »                                                                            | Insigne homologué en 1977 par le SHAA sous le n°A1087.                                                                  | Insigne de l'escadron de chasse 3/3 « Ardennes » à la suite de l'adjonction d'une troisième escadrille et homologué en 1995 par le SHAA sous le n°A1280. |
| --- | --- | --- |
| | | |
| « Pour l'état-major et les services généraux: écusson de Florence, portant un sanglier en arrêt, en or sur fond bleu et rouge. » | Définition héraldique : « Hure de sanglier d'argent à la mâchoire de gueules brochant une barre d'azur et de gueules. » | Définition héraldique : « Hure de sanglier d'argent à la mâchoire de gueules brochant sur trois barres d'azur, de gueules et de sinople. »               |

Les deux escadrilles voient le jour au même moment que le groupe de chasse « Ardennes ». Leur histoire et leurs traditions sont indissociables de celles du groupe. Durant la Seconde Guerre mondiale, elles constituent deux entités distinctes réunies au sein du groupe. Indépendantes, elles disposent chacune de leurs avions et de leurs personnels. Chacune tient à jour son journal de marche, précieuses reliques dont nous disposons encore aujourd’hui (à l’exception du premier journal de “la Bleue” qui a brûlé dans un incendie en 1944). Véritables mémoires du groupe, ces documents racontent la vie de l’escadrille au jour le jour, consignant consciencieusement avec humour de l’anecdote anodine aux événements les plus marquants. Illustrés de superbes dessins, les journaux de “La Rouge” sont passionnants et devraient nous servir de modèle pour transmettre à nos successeurs la vie en unité de combat opérationnelle.

### 1reescadrille «la Bleue»
| Insigne original de la 1re escadrille                                                                                           | Insigne actuel de la 1re escadrille de l'escadron de chasse 3/3 « Ardennes » homologué en 1977 par le SHAA sous le n°A 1114. |
| --- | --- |
| | |
| Insigne original de la 1re escadrille de l'escadron de chasse 3/3 « Ardennes » apporté le 3 mai 1944 par le capitaine Vinçotte. | Définition héraldique: « Hure de sanglier d'argent à la mâchoire de gueules brochant une barre d'azur. »                     |

### 2eescadrille «la Rouge»
| Fanion de la 2e escadrille | Insigne de la 2e escadrille de l'escadron de chasse 3/3 « Ardennes » apparu en 1944 et homologué en 1977 par le SHAA sous le n°A1115. |
| -------------------------- | --- |
|                            | |
|                            | Définition héraldique: « Hure de sanglier d'argent à la mâchoire de gueules brochant une barre de gueules. »                          |

### 3eescadrille BR44 «la Verte»
C’est au début de la bataille de Verdun, en février 1916, que les commandants d’escadrille doivent choisir un signe de ralliement distinctif, leur permettant de se reconnaître en vol. L’escadrille 44 choisit alors un fer-à-cheval pour ses Maurice Farman F40, rappelant ainsi que la majorité du personnel navigant est issue de la cavalerie. Par la suite, ce premier insigne est remplacé au moment du passage sur Dorand AR, en juin 1917.
L’escadrille qui combat alors sur la forêt d’Argonne dans les Ardennes, choisit le sanglier, animal emblématique de toute la région, qu’elle représente assis. En effet, cette posture délibérée, que les chasseurs appellent également « au ferme », est adoptée par l’animal traqué lorsqu’il se prépare à charger ceux qui l’attaquent ! Le “Sanglier Assis” restera l’insigne définitif de l’escadrille, jusqu’à aujourd’hui.
| Insigne original de la BR44.                                                             | Insigne de l'ERV 2/93 « Sologne » homologué par le SHAA sous le n°A955. | Insigne actuel de la 3e escadrille de l'escadron de chasse 3/3 « Ardennes » homologué en 1996 par le SHAA sous le n°A1283. |
| ---------------------------------------------------------------------------------------- | ----------------------------------------------------------------------- | --- |
|                                                                                          |                                                                         | |
| Insigne original peint sur le flanc des avions de la BR44 peu après sa création en 1915. | Insigne de la BR 44 au sein de l'ERV 2/93 « Sologne ».                  | Définition héraldique: « Écu de sinople à la filière d'argent. En cœur, sanglier accroupi du même denté de gueules. »      |

## Les opérations extérieures

### Crise de Suez
Durant tout le mois d'octobre, la participation à des exercices combinés au-dessus de la Méditerranée, avec les Hunter des squadrons 1 et 34 de Tangmere préfigure la montée en puissance des opérations. La campagne de Suez, baptisée « Opération 700 » par les Français et « Musketeer » par les Anglais, commence au soir du 31 octobre 1956, douze heures après le rejet par l'Égypte de l'ultimatum franco-anglais. Pour l'EC III/3 « Ardennes », les missions de guerre commencent en dispositifs de douze F-84F équipés de quatre ou huit roquettes de 10 pouces. Les passes de tir s'effectuent généralement en semi-piqué supersonique pour les roquettes suivi de passes de straffing à 670 km/h. Les deux premiers jours, les missions se concentrent sur la neutralisation des aérodromes égyptiens situés dans la zone du canal de Suez. Ainsi, le 1er novembre un dispositif du III/3 décolle de nuit afin de surprendre à l'aube El Kantara à la roquette et son terrain de secours aux armes de bord. Et c'est la curée : tous les objectifs fixés la veille grâce aux photos des RF-84F sont détruits comme à l'exercice. La surprise est totale, les avions alignés par paquets de quatre n'ont pas bougé !
Les 3 et 4 novembre, cette neutralisation se poursuit, complétée par l'attaque d'objectifs d'intérêt militaire : concentrations de véhicules, casernes, batteries et radars côtiers, comme ceux de Gamil détruits à la roquette.
Les F-84F du III/3 couvrent alors les bombardements sur « Radio Le Caire » au cours de deux missions successives : préalable indispensable, ils attaquent au lever du jour les batteries de DCA côtières, avant d'escorter à 40 000' les Canberra anglais de Chypre dans l'après-midi.
L'aviation égyptienne neutralisée, l'invasion proprement dite de l'Égypte débute le 5 novembre. Dès lors, l'activité s'oriente vers la neutralisation des drop zone et vers des reconnaissances armées sur les itinéraires le long et à l'ouest du canal. Une patrouille participe à la protection du parachutage sur Port Saïd. Cinq minutes avant l'arrivée des Noratlas, elle s'en prend aux canons de DCA de 90 mm et aux mitrailleuses disposées sur les toits ou autour du port. Elle reste ensuite en couverture des opérations de largage avant de procéder au harcèlement des routes aux alentours. Les troupes aéroportées britanniques et françaises maîtrisent alors de nombreux objectifs au sol, tandis que le harcèlement de F-84F sur l'axe Port Saïd-El Kantara-Ismaïlia interdit tout déplacement de jour à l'ennemi. Mais l'ultimatum soviétique et la pression américaine ont raison de la détermination franco-britannique. À partir du cessez-le-feu du 7 novembre, l'activité aérienne devient pratiquement nulle : seules quelques missions de protection du terrain de Gamil sont assurées lors de liaisons de hautes personnalités.
Finalement les F-84F de la 3e escadre auront effectué 302 sorties de guerre sur les 318 prévues, bien souvent à la limite de leur rayon d'action. En 440h15 de vol par une météo restée favorable tout au long des opérations, aucune rencontre avec la chasse ennemie n'a eu lieu. En moyenne, les pilotes ont effectué six missions de guerre. La seule perte du détachement est un F-84F détruit à la suite d'ennuis réacteur (pilote indemne), tandis que huit appareils ont été légèrement endommagés par la DCA et un par des éclats de ses propres roquettes tirées en limite courte.
Le tir de 1456 roquettes et 107000 munitions de 12,7 mm a occasionné la destruction certaine de 19 avions (probable de 12 autres), 2 radars, 3 tanks, 24 camions, 7 wagons, une locomotive et une half-track ainsi que l'endommagement de 11 avions, 7 hangars, une batterie de DCA lourde, 3 batteries de DCA légère, un tank, 4 half-tracks, 8 camions, 3 wagons et une casemate.
La disponibilité des F-84F du III/3 pendant les opérations fut excellente avec 22 avions sur 24 en moyenne : coup de chapeau aux mécaniciens qui travaillaient toute la nuit sur les avions, changeant les pièces puis dépannant ce qui avait été changé, sans jamais être bridés par le ravitaillement logistique.

### Opération Lamantin
Les accords de Madrid en novembre 1975 partagent le Sahara occidental entre le Maroc et la Mauritanie. Toutefois, le Polisario, front de libération du Sahara occidental ne l'entend pas ainsi et mène des actions de guérilla dans la partie sud en vue d'obtenir l'indépendance. Essentiellement dirigées contre la voie ferrée, axe de transit du phosphate mauritanien, elles déstabilisent la région. La France intervient alors en déclenchant l'opération « Lamantin » fin 1977 : deux Breguet Atlantic de la Marine, une dizaine de Jaguar et deux avions ravitailleurs C135F sont déployés à Dakar au Sénégal afin de mettre un coup d'arrêt aux actions du Polisario. Après plusieurs raids dévastateurs des Jaguar en novembre et décembre 1977, la guérilla n'opère plus au grand jour avec de lourdes colonnes de véhicules armés, mais se contente de coups de main de faible ampleur, justifiant le maintien du dispositif. C'est dans ce contexte que le personnel du 3/3 vient en renfort des autres unités sur Jaguar pour les relayer sur le théâtre. Le détachement comporte généralement six pilotes et une petite trentaine de mécaniciens. La chaleur au sol est fatigante pour tous et les vols longs sont rendus délicats par les orages, les vents de sable et les oiseaux.
Les missions sont alors de deux types : guidage par l'Atlantic et entraînement canon sur le champ de tir de Bennichab avec ravitaillement en vol ou reconnaissance à vue dans le sud de la Mauritanie. Ponctuellement le Polisario rompant le cessez-le-feu, comme le 12 juillet 1979avec l'attaque de Tichla, des vols dissuasifs sont déclenchés : une patrouille de quatre Jaguar effectue une reconnaissance photo à très basse altitude le long de la voie ferrée Zouerate-Nouadhibou assistée par un ravitailleur et un Atlantic ainsi que par un hélicoptère Puma en cas d'éjection.
| Détachement à Dakar au Sénégal   |
| -------------------------------- |
| 12 février-25 mars 1979          |
| 22 juin-10 août 1979             |
| deux mois en 1982                |
| 26 décembre 1984-10 février 1985 |
| 26 juin-10 août 1985             |

### Opération Tacaud, Murène, Barracuda et Musaraigne
À chaque détachement, le 3/3 déploie quatre pilotes et 20 à 26 mécaniciens. Sur place ils trouvent quatre Jaguar des 7e et 11e escadres, que ce soit à N’Djamena ou à Libreville, les deux terrains de déploiement utilisés dans le cadre de l’opération.
Au Tchad, lorsque le 3/3 arrive en 1979, la formation du gouvernement est réalisée et le climat est plutôt à la détente. Néanmoins, il assure une alerte à 1h de jour. Les missions sont principalement des reconnaissances à vue le long des pistes ou des guidages par un Atlantic avec entraînement au ravitaillement en vol. Il arrive parfois que la désignation d’objectif soit faite par un hélicoptère L19 de l’ALAT en liaison avec l’Atlantic et un Officier de Guidage Terminal (OGT) au sol. Ces missions se concluent ponctuellement par un tir canon réel sur le champ de tir de Massaguet.
La météo est bonne, seuls la chaleur et les vents de sable rendent le travail pénible. Aussi, la piscine du camp du Dubut et les séances de cinéma au PC Tacaud sont appréciées. L’ambiance « détachement » est excellente, elle soude les hommes autour des soirées brochettes et des méchouis régulièrement organisés. Même la St Éloi n’est pas oubliée ! Enfin, les voyages à Dougia, les missions sur Douala et Abidjan en Côte d’Ivoire et les vols en Puma ou en Atlantic pour les mécaniciens permettent à chacun de se détendre.
Au Gabon, le 3/3 assure une alerte à 3h de jour. Sa mission consiste à établir une couverture aérienne sur N’Djamena pour le retrait des troupes françaises les 15 et 16 mai 1980. Par la suite, les vols alternent entre entraînement au tir sur le champ de tir d’Ekwata ou guidage par Atlantic avec ravitaillement au Gabon, sorties photos au Zaïre et missions opérationnelles sur le Tchad. Une mission photo est déclenchée le 6 août 1981 afin de survoler la zone de crash de deux Mirage 5 de l’armée de l’air gabonaise.
À Libreville, les plafonds bas sont fréquents le matin dans cette région beaucoup plus humide que le Tchad.
Le premier détachement dans le cadre de Tacaud est en astreinte à Libreville même. Par la suite, les détachements s’inscrivent dans le cadre de Murène : le logement à l’Intercontinental Okoume Palace et les locaux en dur établi sur le camp assurent un confort satisfaisant. Les détachements se multipliant, les sorties s’organisent : repas brochettes aux gambas, visite de Lambarène, sorties en brousse avec le 6e BIMA, etc.
En 1979, à la suite du renversement du président Bokassa par l’un de ses conseillers appuyé par les parachutistes français, M. Dacko, une situation d’instabilité généralisée se développe en République Centrafricaine. Par conséquent, la France s’engage à assurer ordre, sécurité et aide humanitaire : c’est l’opération Barracuda. Les Jaguar stationnent donc à Bangui M’Poko, tenant un rôle dissuasif de stabilisation de la situation. La France se sert également de ce pays comme base arrière pour de nombreuses opérations logistiques, d’évacuation et de surveillance en Afrique centrale, notamment au Tchad et au Rwanda. C’est le cas par exemple avec l’opération Musaraigne dans laquelle sont engagés les personnels du 3/3 en 1985. Ils assurent alors des missions opérationnelles de prises de vue aériennes sur Ouadi Doum, Faya et Fada, afin de renseigner l’état-major français des agissements libyens au Tchad.
En règle générale, le détachement compte cinq pilotes et vingt à vingt-six mécaniciens, qui tiennent l’alerte à 1h ou à 3 h selon la période. Comme pour les autres détachements, les missions consistent à l’entraînement (assaut à vue avec guidage d’Atlantic, reconnaissance à vue et tir) et occasionnellement à des vols opérationnels sur le Tchad.
Le personnel dispose d’un relatif confort : il loge dans le camp des 200 villas, a accès aux infrastructures sportives des hôtels voisins et travaille dans une série de Backmann climatisés à M’Poko.
| Opération Tacaud                                                                |
| ------------------------------------------------------------------------------- |
| 8 novembre - 28 décembre 1979                                                   |
| 22 septembre - 16 novembre 1980                                                 |
| 9 février - mars 1981                                                           |
| 23 juin - août 1981 simultané avec un détachement au Gabon, 3/3 fermé en France |
| 15 août - 30 septembre 1982                                                     |
| septembre - 30 septembre 1983 mise en place depuis Bangui                       |
| janvier/février 1984 mise en place depuis Libreville                            |
| 6 mai-30 juin 1984                                                              |

| Opération Tacaud                                                                |
| ------------------------------------------------------------------------------- |
| 1er mai - 29 mai 1980                                                           |
| Opération Murène                                                                |
| 23 juin - août 1981 simultané avec un détachement au Tchad, 3/3 fermé en France |
| 1er avril - 22 mai 1982                                                         |
| janvier - 15 février 1983                                                       |
| 27 décembre 1983 - janvier 1984 puis déploiement à N’Djamena                    |

| Opération Barracuda                                                                           |
| --------------------------------------------------------------------------------------------- |
| 2 août - 30 septembre 1983 avec mise en place à N’Djamena pour Tacaud en cours de détachement |
| Opération Musaraigne                                                                          |
| 18 novembre - 28 décembre 1985 missions photo Ouadi Doum, Faya, Fada                          |

### Opération Épervier
Courant 1986, au Tchad, durant le conflit tchado-libyen, des combats violents opposent l’armée nationale tchadienne d’Hissène Habré soutenue par la France aux forces de Goukouni Oueddeye soutenues par la Libye. À la suite du lancement de la construction par le colonel Khadafi d’une base aérienne fortement protégée à Ouadi Doum, au nord du Tchad, la France décide de surveiller les travaux de près et se prépare à agir. L’opération Épervier commence.
Après plusieurs missions de reconnaissance et une première attaque de la piste par onze Jaguar du 1/11 Roussillon (le 16 février 1986 au petit matin), le 3/3 déploie à Bangui une cellule Martel de quatre Jaguar le 22 février. Le 3/3 tient alors l’alerte permanente AS-37 Martel à Bangui jusqu'au 13 août 1986, où il est de retour en métropole. Il assure toutefois toujours une astreinte FAR et le samedi 14 novembre 1986, une nouvelle cellule Martel part sur alerte pour Bangui. Pour la première fois, des avions de l’“Ardennes” sont du voyage (le A16 et le A 23).
La mission, préparée dans le plus grand secret fin décembre, prévoit l’attaque des trois systèmes sol-air SA-6 Gainful « Straight Flush » et du radar de surveillance associé « Flat Face » sur le terrain de Ouadi Doum. Devant théoriquement s’effectuer aux environs de Noël, elle est transmise à la relève du 30 décembre, composée du Cdt Lebourg, second du 3/3, du Cne Saussier, du Ltt Wurtz, du Ltt Guy et de l’Asp Pages.
Le 1er janvier 1987, l’alerte passe à 1 h de jour et 2 h de nuit. Ordre puis contrordre de monter les missiles se succèdent le 4 janvier. « Le Détam se déroulait tranquillement lorsque le 5 janvier il fallut monter les BDG. » Le 5 à 18 h 00, Lebourg Saussier et Raffin préparent la mission à N’djamena. De retour vers 20 h 30, ils finissent la préparation à minuit.
« Après une préparation particulièrement minutieuse et une nuit plutôt courte », le 6 janvier 1987 à 6 h 30 du matin, la mission F1177 composée de trois Jaguar décolle de Bangui dans le brouillard, sans le Ltt Wurtz qui rentre au parking à la suite d'une panne du missile. « Après trois ravitaillements en vol et une ballade à 15 Nm de la base libyenne, les radars dormaient ce jour-là… », la patrouille se pose vers 10 h 00 locales à N’djamena. Dans l’après-midi, le Ltt Wurtz rejoint le dispositif alors que la mission est reconduite pour le lendemain.
Le 7 janvier vers 11 h 30, alors qu’une patrouille de Mirage F1CR taquine les radars libyens, un Atlantic de la Marine perçoit la mise en fonctionnement du site de Ouadi Doum. La patrouille des quatre Jaguar du 3/3 en alerte, composée du Cdt Lebourg, du Cne Saussier, du Ltt Wurtz et du Ltt Guy décolle immédiatement. Les libyens n’ayant allumé que le radar de surveillance “Flat Face”, seul le Ltt Wurtz équipé du Martel couvrant la bonne bande de fréquence tire, les trois autres étant équipés de Martel destinés aux systèmes sol-air SA6 “Straight Flush”. « Guitou s’en mêle et s’homologue un Flat Face. » Les missions F1182 et 1183 rentrent à N’Djamena après 2 h 30 et deux ravitaillements.
Ce succès est un bel aboutissement à la présence permanente des personnels de l’unité en Afrique depuis février 1986. Dans la foulée, tout le détachement Martel quitte Bangui pour s’installer définitivement à N’Djamena. Après une relève, le détachement se pérennisera jusqu’au 13 avril 1987 sans aucune autre mission avec tir réel. Pendant près de 18 mois, le 3/3 a assuré l’alerte Martel avec seulement 12 à 14 pilotes opérationnels, soit trois à quatre détachements de deux mois par pilote.
| Opération Epervier                                                                                                  |
| --- |
| 22 février-avril 1986 - Dakar et Bangui, départ à la suite du bombardement de Ouadi Doum par le 1/11, le 16 février |
| avril-juin 1986 - Bangui                                                                                            |
| juin-août 1986 - Bangui                                                                                             |
| 3 août -12 août 1986 - Bangui huit jours seulement, puis astreinte Martel à Nancy                                   |
| 14 novembre -26 décembre 1986 - Bangui départ sur alerte                                                            |
| 26 décembre 1986-15 janvier 1987 - Bangui/N’Djamena raid sur Ouadi Doum le 7 janvier                                |
| 15 janvier-26 février 1987 - N’Djamena                                                                              |
| 26 février-13 avril 1987 - N’Djamena fin du détachement permanent Martel                                            |

### Opération Salamandre/Deny Flight et Deliberate Force
Déclenchée le 12 avri1 1993, l’opération DENY FLIGHT doit faire respecter les résolutions 816 et 896 de l’ONU visant à interdire le survol du territoire de la Bosnie-Herzégovine (BH), à assurer la protection des troupes d’interposition au sol et le respect des zones de sécurité. Au printemps 1994, les six premiers M2000D de la cellule Rapace renforcent sur la base aérienne italienne de Cervia les M2000NK2 et les M2000C. Le 3/3 participe alors ponctuellement aux détachements au fur et à mesure de la transformation M2000D de son personnel. Essentiellement de nuit, les avions effectuent des missions de présence aérienne en appui des troupes au sol (Close Air Support) en configuration dissymétrique équipé d’un AS30. Les équipages baptisent ces vols sans tir de “NATO Noise”. 1995 marque un tournant : en mai les casques bleus sont pris en otage, en juillet Srebrenica tombe et en août les croates lancent une offensive sur la Krajina. Sous l’impulsion des États-Unis, l’OTAN met les menaces de l’ONU à exécution. Des frappes aériennes massives sur des objectifs militaires bosno-serbes sont déclenchées le 30 août, lendemain de l’explosion d’un obus en plein marché de Sarajevo.
Déclaré opérationnel depuis le 1er juillet et alors qu’il réintègre ses nouveaux locaux avec tout juste six mois de vieillissement sur M2000D, le 3/3 reçoit l’ordre de renforcer le détachement de Cervia avec quatre avions, six équipages mixtes (3/3 et cellule Rapace 1/3) et une quarantaine de mécaniciens. « Nous sommes arrivés à Cervia le 30 août 1995, premier jour des frappes aériennes décidées par l’OTAN, sans savoir ce qui nous attendait. » Cette fois, c’est du sérieux, fini le « NATO Noise ». Après avoir croisé les équipages des M2000NK2 qui partent en vol, « un seul des deux avions qui ont décollé après le déjeuner se présente à l’atterrissage (l’équipier, le Ltt Thomas). Le ton vient d’être donné : après la première journée de frappes, 25 % de pertes. » Le lendemain, seules les missions de nuit sont maintenues et « le soir un objectif nous est attribué, avec comme mission parallèle de tout faire pour entrer en contact radio avec nos camarades du 2/3 » (Cne Chiffot-Ltt Souvignet abattus par un missile IR). Malheureusement, à la suite de violentes turbulences sur l’Adriatique, le pilote détériore la perche de ravitaillement en vol et la mission est annulée.
Les jours suivants, toutes les frappes sont suspendues, pourtant de nouveaux objectifs ne cessent d’arriver, objets d’autant de préparations longues et minutieuses : « pour la préparation du vol du 5 septembre, 43 heures séparaient l’heure de notre réveil de celle de notre coucher. » Finalement, celle du 5 septembre ne reste pas vaine et deux AS 30 sont tirés de jour sur un dépôt de munitions proche de Sarajevo, malgré une météo difficile. Coup double : les premiers tirs du 3/3 depuis Ouadi Doum en 1987 sont également les premiers tirs sur M2000D en opération. Une seconde mission enchaîne le 9 septembre sur un dépôt de munitions proche de Gorazde : « la météo très défavorable contraint la patrouille à effectuer plusieurs passes pour identifier et détruire l’objectif. » Le Cne Longobardi, en équipe de guidage au sol témoignera avoir vu monter dangereusement vers les M2000D 15 à 20 missiles IR type SA7.
Par la suite, la tension baisse progressivement jusqu’à la signature des accords de DAYTON le 21 novembre 1995. Les vols continuent alors sans tir, puis même sans emporter d’AS 30, jusqu’au printemps 1996.
| Opération Deny Flight et Deliberate Force | Opération Deny Flight et Deliberate Force                                                        | Opération Deny Flight et Deliberate Force |
| ----------------------------------------- | ------------------------------------------------------------------------------------------------ | --- |
| fin janvier 1994                          | mise en place des six premiers M2000D de l’armée de l’air depuis Mont-de Marsan (cellule Rapace) | mise en place des six premiers M2000D de l’armée de l’air depuis Mont-de Marsan (cellule Rapace) |
| 8 mars - 10 avril 1994                    | un pilote                                                                                        | DENY FLIGHT |
| 3 juin - 27 juillet 1994                  | un pilote                                                                                        | DENY FLIGHT |
| 24 février - 22 avril 1995                | un pilote                                                                                        | DENY FLIGHT |
| 12 juin - 10 juillet 1995                 | un équipage                                                                                      | DENY FLIGHT |
| 4 juillet - 24 août 1995                  | deux équipages                                                                                   | DENY FLIGHT - Retour des M2000D à Nancy |
| 30 août - 7 novembre 1995                 | décollage du 3/3 sur alerte                                                                      | DELIBERATE FORCE Tirs de deux AS30 le 5 septembre: Capitaine Surdel - Lieutenant Foubert et capitaine Gourhan - Capitaine Pérard Tirs de deux AS30 le 9 septembre: Lieutenant-colonel Adrien - Capitaine Tiraboschi et lieutenant Viau - Lieutenant Dubois |
| 26 décembre 1995 - 8 février 1996         | un équipage                                                                                      | DELIBERATE FORCE |

### Opération Trident / Allied Force
Le 23 septembre 1998, craignant que la situation au Kosovo ne déstabilise les pays voisins des Balkans, la Macédoine et l’Albanie, le Conseil de sécurité de l’ONU vote la résolution 1199, exigeant le retrait des forces serbes du Kosovo. Devant la persistance des violences, l’OTAN déclenche l’opération “DETERMINED FORCE”. D’astreinte “TRIDENT” (volet français de l’opération) depuis le 6 octobre, le 3/3 déploie le 14 octobre quatre M2000D, neuf équipages et une quarantaine de mécaniciens sur la base aérienne militaire d’Istrana, en Italie. Ils y rejoignent huit M2000C, cinq Jaguar A et un C160 GABRIEL d’écoute électronique : le parking et les bâtiments sont plutôt bien encombrés !
Les “sangliers” font leurs premières sorties opérationnelles sur la RFY, le 19 octobre. Le 3/3 effectue alors des missions d’entraînement à l’appui des troupes au sol (CAS) sur la BH et maintient des patrouilles en alerte au sol (GROUND CAS). Il s’entraîne également à participer à des frappes aériennes éventuelles sur des objectifs préparés au sol (Battlefield Air Interdiction), intégré à des dispositifs multinationaux (COMAO) ou non. Chaque vol comprend un ravitaillement en vol sur l’Adriatique. Les avions volent sans leur armement air-sol, néanmoins prêt à être monté sur place. Cependant, à la suite de la résolution 1203, les frappes aériennes ne sont plus envisagées et l’OTAN porte son délai d’alerte à quatre jours. Le 9 novembre 1998, le détachement est donc déjà de retour, avec toutefois plus d’une centaine d’heures de missions de guerre no 2 et 43 sorties à son actif.
Le mois de janvier voit une nouvelle montée en puissance de l’OTAN, alors que les exactions continuent au Kosovo et que des négociations s’ouvrent à Rambouillet. Les M2000D repartent à Istrana le 21 janvier, avec le 1/3 cette fois. À la suite de l’échec des négociations et à l’aggravation de la situation au Kosovo, l’OTAN accroît la pression et les frappes des M2000D commencent dans la nuit du 24 mars 1999. C’est le début des 79 jours de bombardements de la RFY auxquels va prendre part le 3/3. Le dispositif s’alourdit progressivement : il passe à sept M2000D le 1er avril, 12 le 1er mai pour culminer à 15 avions le 17 mai, au plus fort des opérations et alors que la météo s’améliore.
Le 3/3 est présent tout au long des frappes, en renforçant l’escadron titulaire ou en tant qu’escadron en titre (du 25 avril au 7 juin 1999). Le détachement assure alors huit sorties de nuit et quatre de jour sans aucun jour de repos… Avec un tel rythme, les personnels sont organisés en équipes de jour et équipes de nuit. Le 3/3 réalise 284 sorties et 675 h 40 de guerre durant cette période : des missions denses, essentiellement de nuit, au milieu de batteries de systèmes sol-air très actives, avec des contraintes de tir importantes afin d’éviter les dommages collatéraux et une météo défavorable en début de campagne… Tous les équipages ayant effectué une mission de guerre recevront la croix de guerre.
À peine la dernière mission de guerre effectuée (le 20 juin), les 15 M2000D et l’ensemble du détachement sont de retour à Nancy le 24 juin 1999. Pour peu de temps, puisque à la suite de la volonté politique d’assurer une astreinte opérationnelle de nuit sur la BH et le Kosovo, les M2000D remplacent des Jaguar uniquement capables de monter l’astreinte de jour. Les missions d’entraînement CAS et BAI en BH ou au Kosovo avec ravitaillement en vol reprennent alors. Le 20 décembre 1999, le 3/3 assure la mise en place de ce nouveau détachement qui comportera cinq avions, huit équipages et une trentaine de mécaniciens jusqu’en août 2002, date à laquelle le 3/3 assure également le repli logistique sur la France.
| Détachements successifs du 3/3 à Istrana | Détachements successifs du 3/3 à Istrana | Détachements successifs du 3/3 à Istrana                          |
| ---------------------------------------- | ---------------------------------------- | ----------------------------------------------------------------- |
| 14 octobre - 9 novembre 1998             | TRIDENT                                  | entraînement                                                      |
| 25 avril - 7 juin 1999                   | TRIDENT                                  | bombardements intensifs                                           |
| 20 décembre 1999 - 12 février 2000       | SALAMANDRE                               | entraînement                                                      |
| 31 juillet - 30 septembre 2000           | SALAMANDRE                               | entraînement                                                      |
| 12 février - 4 avril 2001                | SALAMANDRE                               | entraînement                                                      |
| 30 juillet - 21 août 2002                | SALAMANDRE                               | uniquement mécaniciens, dernier détachement des M2000D à Istrana. |

### Opération Héraclès / Annaconda / Enduring Freedom
À la suite des attentats du 11 septembre 2001, le 3/3 est initialement désigné pour se tenir en alerte, prêt à se déployer pour opérer contre le repaire des terroristes en Afghanistan. Un énorme travail de logistique commence donc afin de préparer les avions et le lot technique, tandis qu’aucune destination n’est clairement définie (Djibouti, Qatar, EAU, ex-républiques russes d’Asie centrale etc.?). Cette montée en puissance très lourde assurée par le 3/3 n’est pas suivie d’effets et les trois escadrons de Nancy prennent alors l’alerte à tour de rôle, sans grand espoir puisque le porte-avions Charles de Gaulle se rend sur place. Même s’il ne part pas, l’escadron participe à la préparation et à l’entraînement des forces spéciales, comme le CPA 10 (Commando Parachutiste de l’Air), qui s’apprêtent à partir en Afghanistan : tir à Captieux de quatre MK 82 sur des coordonnées transmises par des commandos, évaluation aux JVN de l’efficacité des pointeurs IR, essai des postes radio à sauts de fréquence HQ II, travail en coopération de jour comme de nuit, à Solenzara en Corse. La thèse du Ltt Prats sert alors de base à la mise au point d’une procédure standardisée de travail avec les forces spéciales.
Finalement, c’est en février 2002, six mois après les attentats du 11 septembre 2001, que six Mirage 2000 D et deux ravitailleurs C135 sont projetés afin de participer à l’opération ENDURING FREEDOM contre les réseaux terroristes et le régime des talibans qui les soutient en Afghanistan. En plein hiver, par - 20 °C, le détachement de Nancy débarque alors au Kirghizistan, une ex-république russe d’Asie centrale. Il s’installe à Manas, l’aéroport de la capitale Bichkek, à plus de 1 000 km de l’Afghanistan. Tout est à faire et le temps est compté puisqu’il arrive en pleine montée en puissance des forces de la coalition : les Américains lancent une opération d’envergure, l’opération ANACONDA, qui coïncide avec le renfort des M2000D. Le 3/3 participe à hauteur de trois équipages au détachement qui commence immédiatement les frappes le 4 mars. Durant deux semaines, de jour comme de nuit, les M2000D opèrent en contact avec les forces spéciales au sol et bombardent un total de 25 cibles liées au réseau Al-Qaïda. Ils délivrent 47 bombes GBU12 guidées par laser sur des casemates semi-enterrées et des positions de mortier, principalement dans la région de Gardez, au sud de Kaboul.
Par la suite, le détachement se pérennise durant six mois. La situation se calme et ce sont essentiellement des missions routinières de couverture des déplacements de troupes terrestres qui succèdent aux frappes. Les Français sont alors rejoints par douze F-18 américains, un B707 australien et les personnels de cinq autres nations en soutien logistique. En conséquence, pousse un énorme camp retranché de tentes, à l’américaine, à proximité directe de l’aéroport. Il accueillera les relèves successives, dans des conditions d’hébergement spartiate.
Au bilan, l’opération HERACLES, participation française à l’opération ENDURING FREEDOM, s’est déroulée du 28 février au 30 septembre 2002, réalisant plus de 4 500 heures de vol. Six détachements se sont succédé, dont deux sous commandement du 3/3 : du 1er mai au 28 juin et du 30 août au 30 septembre 2002. Tous les équipages opérationnels et la plupart des mécaniciens du 3/3 ont pu participer à l’opération sur l’ensemble des détachements. Quotidiennement, quatre à six sorties de six heures environ, ponctuées de trois à cinq ravitaillements en vol, ont été assurées. Ceux-ci, exécutés au-dessus du théâtre ennemi, étaient rendus délicats par la configuration lourde adoptée (emport de deux GBU12 sous lance-bombes) et la hauteur de vol des ravitailleurs, imposée par les sommets environnants : l’emploi de la Post Combustion associée aux aérofreins s’avérait indispensable en fin de ravitaillement…
Le dernier vol a eu lieu le 30 septembre 2002, la patrouille du lieutenant-colonel Verney commandant l’escadron et son navigateur le lieutenant Dupont de Dinechin, leadée par les aspirants Lesouef et Lair, clôturent sept mois d’une dense activité aérienne. Le 3/3 assure le dernier détachement et passe alors le relais aux 18 F16 de l’EPAF, coalition européenne composée de norvégiens, d’hollandais et de danois. Accueilli par le premier ministre, M. Raffarin, le détachement est de retour sur la base aérienne de Nancy-Ochey le 4 octobre 2002. Ce moment médiatisé de retrouvailles avec les familles est l’occasion pour le premier ministre de saluer la qualité du travail effectué.

### Opération Serpentaire / ISAF / OEF
Au milieu de l'année 2005, la décision de réaffirmer la contribution de la France dans la lutte contre le terrorisme conduit à déployer des Mirages 2000D sur l'aéroport de Doushambe, au Tadjikistan. Pendant plusieurs mois, des équipages de la base aérienne 133 - dont un détachement de l'escadron de chasse 3/3 - reprendront les vols à destination de l'Afghanistan. Les aéronefs seront rapatriés en France dans le courant de l'automne 2005.
En mai 2006, le déploiement est renouvelé. À l'origine prévu pour durer six mois comme l'année précédente, celui-ci perdurera jusqu'à aujourd'hui. Seul changement majeur: le détachement « chasse » français déménagera de l'aéroport de Dushambe vers la base aérienne de Kandahar en Afghanistan au début du mois de septembre 2007.
Parmi les évènements marquants, on notera plusieurs détachements mixtes avec les Mirages F1 CR de la base aérienne de Reims, puis avec les Rafales de la base aérienne de Saint Dizier. Le premier tir en opérations du Rafale aura d'ailleurs lieu le 1er avril 2007 : une bombe GBU-12 de 250 kg est guidée par un équipage du 3/3 sur une position ennemie.
Les vols depuis le Tadjikistan imposent un trajet d'une quinzaine de minutes avant de rejoindre le territoire afghan, et parfois presque une heure encore avant de rejoindre les zones d'opérations dans le sud du pays. Ces distances importantes font perdre un temps de travail précieux, et génèrent une fatigue importante pour les équipages. La décision de se déployer à Kandahar est donc toute logique: la base de l'OTAN est située au cœur de la zone du conflit, et dès les décollage les équipages peuvent commencer à travailler. De plus, l'intégration au sein des autres nations permet une visibilité des forces françaises plus importante, en particulier envers les alliés américains et canadiens, et un meilleur partage des informations permettant une meilleure qualité de travail.
Depuis 2006, tous les pilotes, navigateurs, officiers renseignement et mécaniciens de l'escadron participent, parfois plusieurs fois dans l'année, aux opérations de l'OTAN. Les plus jeunes partent souvent dès leur qualification de Pilote de Combat Opérationnel (PCO) obtenue, alors qu'autrefois les missions de guerre étaient réservées uniquement aux pilotes les plus expérimentés.

### Guerre en Libye
L'intervention militaire de 2011 en Libye à la suite de la guerre civile libyenne de 2011 voit les forces françaises en pointe dans ce conflit dans le cadre de l’opération Harmattan.
Le 19 mars 2011, à 14 h 45 UTC, la présidence de la République française annonce que « d'ores et déjà, nos avions empêchent les attaques aériennes sur la ville de Benghazi. ». Les premiers tirs ont été effectués au départ de Nancy par une patrouille de Mirage 2000D à laquelle participe l'escadron de chasse 3/3 Ardennes avec l'escadron de chasse 1/3 Navarre et 02003 Champagne. 24 heures après, c'est un détachement de 8 chasseurs stationnés sur la base aérienne 126 Solenzara qui lancera ce qui deviendra une campagne aérienne de plus de 7 mois.
Fin juillet, le détachement comprenant entre six et huit Mirage 2000D est repositionné sur la base de La Sude en Crète. Les Mirage 2000D assurent le guidage des munitions pour les Mirage 2000N et les Mirage F1, venus en renfort.
Le 20 octobre 2011 marque la quasi-fin de l'intervention militaire occidentale avec la mort de Mouammar Kadhafi. Son convoi de plus de 20 véhicules quittant la ville de Syrte, est arrêté par le tir d'un missile d'un drone américain puis par 2 GBU12 d'un Mirage 2000D qui était prévu ce jour là en patrouille de surveillance dans les environs, accompagné d'un Mirage F1 CR et qui a été envoyé dans la zone d'opération. La colonne de véhicules est ensuite assaillie par des combattants du CNT venant de Misrata.
L'escadron de chasse 3/3 Ardennes a largué au total 140 bombes pour 336 missions. Au titre de cette opération, il a été décoré de la Croix de la valeur militaire.

## La mascotte: Aldo

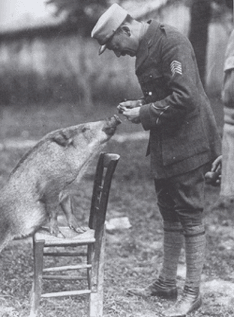
La mascotte de l'AR44

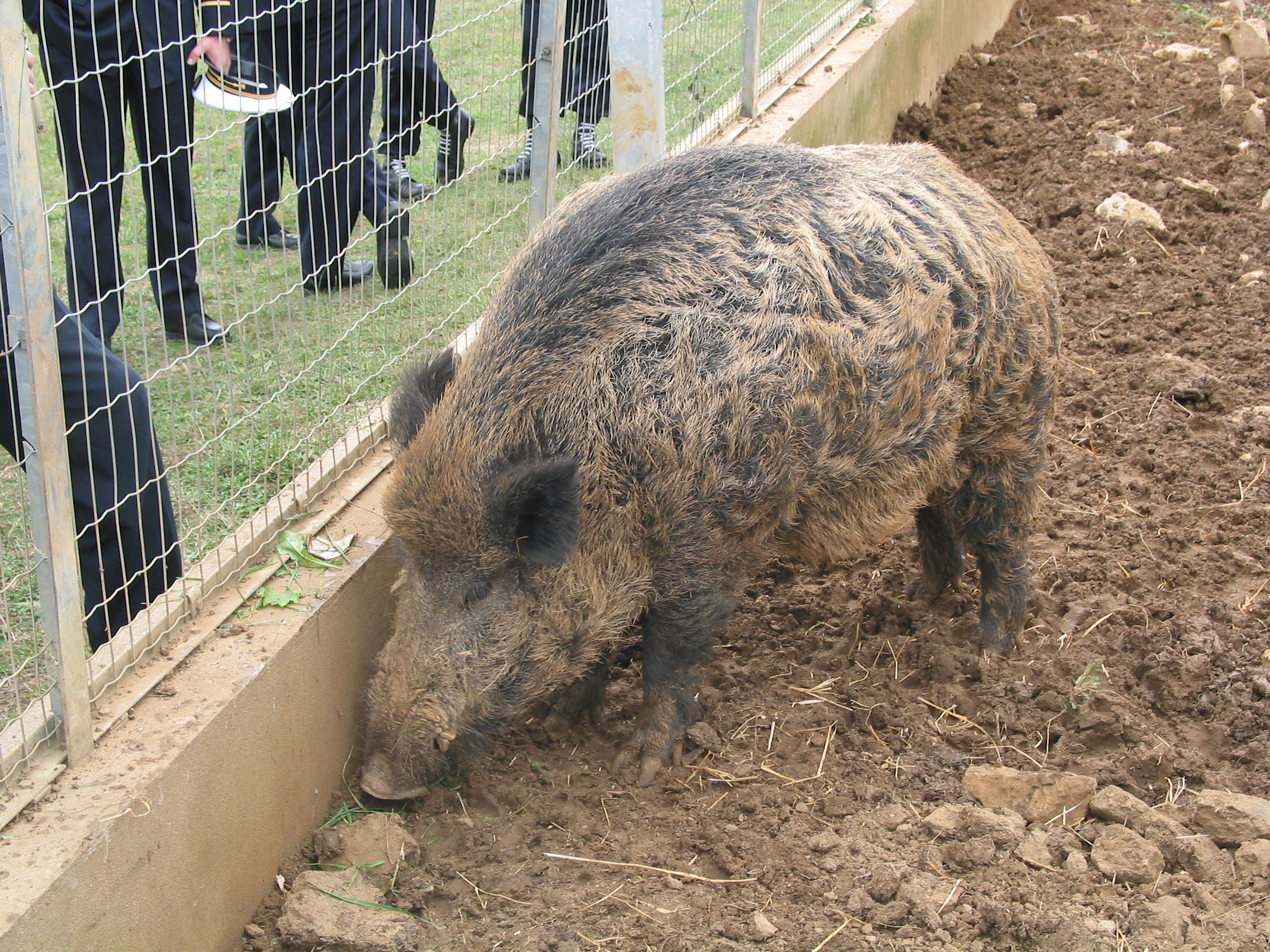
Aldo en 2009

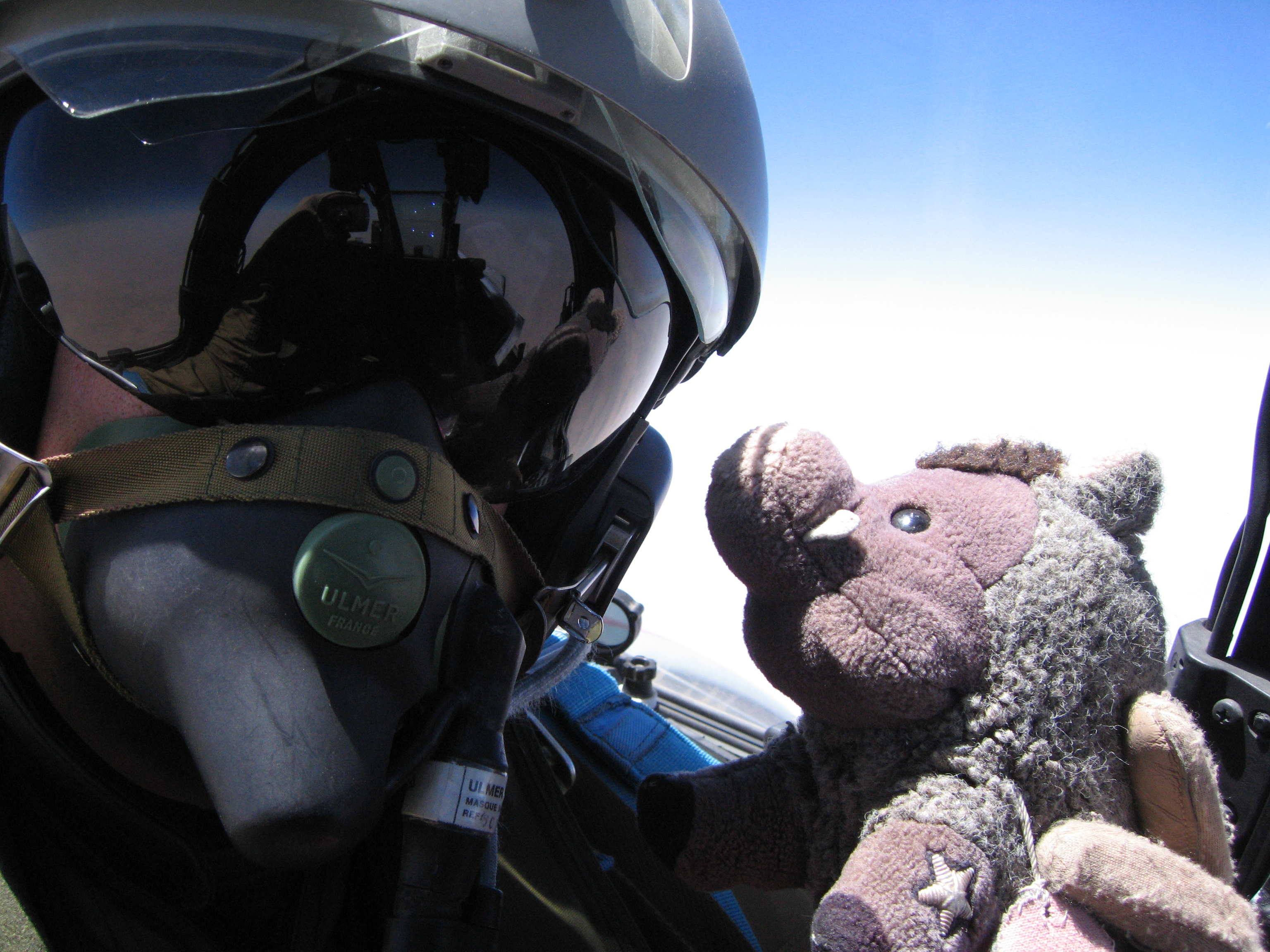
Aldo en vol

En 1915, l'escadrille 44 choisit déjà le sanglier pour mascotte. À l'époque, un jeune marcassin accompagne l'unité dans tous ses déplacements.
Depuis lors, la tradition s'est perpétuée. Entre 1953 et 1957, c'est « Kiki » qui est la mascotte de l'escadron. Le 30 septembre 1983, le détachement de Jaguars de retour de Bangui ramène un jeune potamochère âgé de deux mois seulement. Baptisé « Aldo », il devient la mascotte de l'escadron jusqu'à sa mort le 7 septembre 1992 d'une cirrhose du foie. En 1993, le CEC (Centre d'Entraînement Commando) de Givet offre un nouveau marcassin à l'escadron. Celui-ci ne resta qu'une seule nuit dans sa cage, et ne fut jamais retrouvé! En octobre 1993, à l'occasion du cinquantenaire de l'escadron, un nouveau marcassin des Ardennes est accueilli. Il s'agit d'« Aldo Junior ». Celui-ci sera remplacé le 4 octobre 1996 par un nouveau marcassin de huit mois.
Le 22 mai 1998, un nouvel enclos est inauguré, et à nouveau un marcassin s'installe. Il est toujours présent de nos jours, et ce magnifique sanglier de 150 kg fait la réputation de l'escadron. Plus que jamais, la mascotte est la star de la base aérienne, attisant la curiosité des visiteurs et terrorisant les PIMs des escadrons voisins!
Son petit frère en peluche est également une figure de l'escadron, comptant plus d'heures de vol sur un plus grand nombre d'appareils, plus de missions de guerre et de munitions délivrées que n'importe quel autre pilote, que ce soit au 3/3 ou ailleurs!

## In Memoriam
15 juin 1915 :Attaqués lors d’un réglage d’artillerie, l’adjudant Sismanoglou et le lieutenant Virolet lancés à la poursuite du chasseur ennemi en fuite dans ses lignes sont finalement abattus par un feu violent d’artillerie et de mitrailleuses ennemies.
11 juillet 1916 : Le maréchal des logis Esnault, arrivé la veille à la 44, et le lieutenant Labrouche sont tués dans les lignes au cours d’une mission de reconnaissance.
9 septembre 1916 : Le sous-lieutenant Duchenois et le caporal Thibault se tuent accidentellement à Behonne (Meuse) au départ d’une mission.
19 juin 1917 : Chargés de protéger une mission photographique de l’unité, le sergent Roger et le lieutenant Robin sont abattus en flammes par la chasse allemande.
12 juillet 1917 : Le maréchal des logis Boisseau et le lieutenant Lambert sont attaqués lors d’un réglage de tir : l’observateur est tué.
3 mai 1918 : Le maréchal des logis Moreau et l’adjudant Noël sont abattus au cours d’un combat aérien.
31 mai 1918 : Le sergent Cousteau et le sous-lieutenant Petit sont portés disparus après un combat aérien.
28 août 1918 : Le sergent Cussac et le sous-lieutenant Guillemin sont tués au retour d’une mission de réglages de tir.
24 octobre 1918 : Le lieutenant Berard et le lieutenant Seyller sont abattus par les tirs des tranchées allemandes lors d’une mission de liaison avec l’infanterie dans la région de Saint-Quentin/ Laon/Vervins.
5 décembre 1918 : Le sergent Terrisse se tue alors que l’escadrille quitte Libermont pour rejoindre le terrain de Brasseuse.

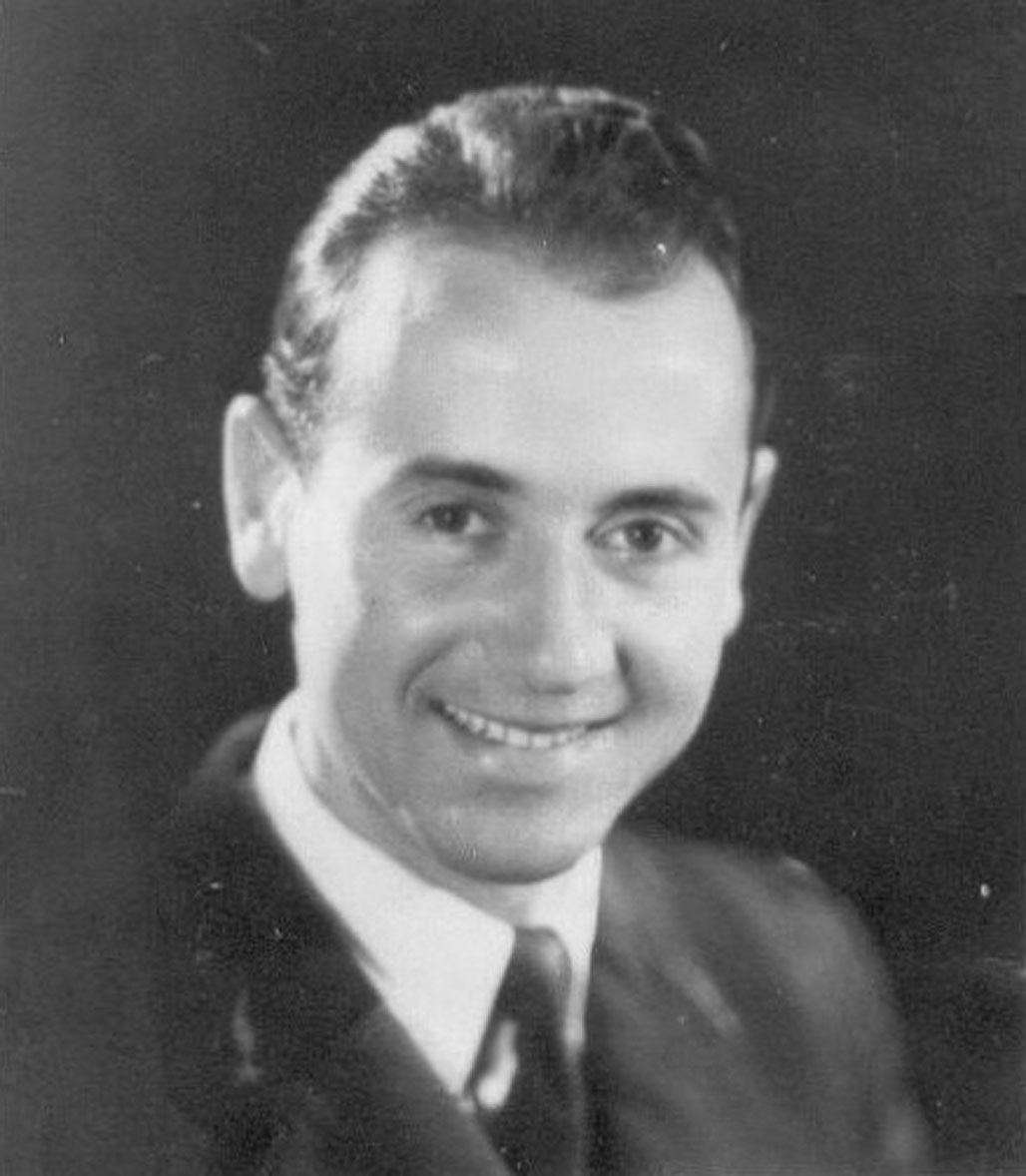
Le sergent Portes, disparu aux commandes de son P-39. Il est l'auteur des aquarelles utilisées sur cette page.

13 juin 1940 : L’équipage composé du sous-lieutenant Poher, du sergent-chef Raunou, de l’adjudant Senciel et du sergent Yvernault sur Bloch 210 est porté disparu au cours du bombardement d’une voie ferrée au nord de Savone.
23 juin 1940 : Le Léo 45 des lieutenant Drogue, sous-lieutenant Huet, sergent Crumière et sergent Lignon s’écrase aux environs du cap Bon en Tunisie de retour d’un bombardement sur Palerme.
18 juillet 1944 : Le sous-lieutenant Coulombel se tue accidentellement au cours d’un déplacement près de Tepasa (AFN).
1er septembre 1944 : Le sergent Portes se tue au départ d’une mission.
2 décembre 1944 : Le sergent-chef Hans est tué par la FLAK à Bentzenheim en Allemagne au cours d’un bombardement de voie ferrée.
15 janvier 1945 : Le sergent-chef Neys s’écrase au sol dans la région d’Oran, son avion ayant givré dans le brouillard.
23 avril 1945 : L’adjudant Laime se tue en exécutant un tonneau à basse altitude en retour de mission d’entraînement sur Hurricane.
29 avril 1945 : Le sergent-chef Pauly s’écrase dans Bludenz, abattu par la FLAK au cours du mitraillage de la gare. Une rue "Sergent-chef Pauly" inaugurée le 27 mai 1988 lui est actuellement dédiée sur la BA 133.
2 mai 1945 : Le sous-lieutenant Paillancy percute le sol, près de Breutnau à 30 km au nord-ouest de Fribourg, au cours d’une mission de reconnaissance météorologique au profit de “Boxcar”.
6 juin 1945 : Le sergent Rozier percute son moniteur, le sous-lieutenant Fareu, au sud de Strasbourg lors d’une passe d’entraînement 3/4 arrière. Les deux pilotes sont tués.
21 juin 1945 : Le sous-lieutenant Denaix est mortellement blessé en percutant le sol 12 km à l’est de Mülheim, lors d’un entraînement au vol rasant.
20 mai 1953 : Le sous-lieutenant Gros s’écrase après le décollage du terrain de Sollingen-Baden en Allemagne à la suite d'un feu moteur sur le F84G no 110709.
19 novembre 1956 : Le sous-lieutenant Marin-Dubuard accroche son leader lors du rassemblement après décollage pour sa 7e mission de transformation sur F84F.
20 juin 1979 : Le sous-lieutenant Georges se tue aux commandes du JAGUAR A 62 au cours d’une présentation Alpha sur la BA 133.
5 février 1981 : Le capitaine Monsterlet se tue aux commandes du JAGUAR A 68 au nord-est de Nancy lors d’un rodéo GCA.

## Témoignages et extraits du Journal de marche et d'opérations

### La naissance du Groupe
Rien ne témoigne plus fidèlement des premiers pas du groupe que l’avant-propos original du Premier Journal de Marche de “la Rouge” (février 1944) dont voici un extrait :
« Le groupe de chasse "Ardennes" est un groupe tout neuf. Il n’a encore jamais combattu. Sa naissance a été longue et difficile. En mai 1943, le lieutenant-colonel Morlaix, qui était alors commandant, chef d’état-major des Forces Aériennes Françaises Libres, forma le projet de constituer un groupe de chasse gaulliste qui s’ajouterait aux trois groupes déjà en action, "Île de France", "Alsace" et "Normandie", les deux premiers en Angleterre, et le troisième en Russie. Il se rendit à Alger. Plusieurs pilotes, les uns déjà en Afrique du Nord, et les autres arrivant de France par l’Espagne, gagnèrent, à la même époque, le Moyen-Orient par des moyens variés. C’est ainsi qu’en juillet il se trouve sur la base de Rayack, au Liban, où était stationné l’état-major du lieutenant-colonel Morlaix, devenu commandant de l’Air au Moyen-Orient, une soixantaine de pilotes gaullistes de tous grades, d’entraînement très inégal, les uns à peine brevetés, les autres déjà transformés sur avion moderne, mais ayant tous ceci de commun qu’ils n’avaient pas volé depuis trois ans et qu’ils en avaient plein le buffet. La tâche était d’importance. Il fallait réentraîner et sélectionner. Cela nécessite des avions et des moniteurs. En fait d’avions, nous disposions de quelques Monocoupe, petits zincs de tourisme américains, de deux Luciole, de quelques Potez 25 encore solides au poste, et de deux Bloch 81 essoufflés. Quant aux moniteurs, ils étaient représentés par l’adjudant-chef Ballattore, pilote de grande classe, il est vrai, mais ne pouvant rien faire sans matériel, et de l’adjudant Tardy, aux 3 000 heures de vol. Une "école de pilotage" fut créée. Et on vola. Un tour de Luciole, pour reprendre un peu la main, et le lâcher, le premier depuis trois ans. Tout le monde, à peu près, vola aussi sur Monocoupe et Potez 25. Quelques privilégiés eurent même droit aux Bloch 81, qui étaient disponibles un jour sur quinze. Le capitaine Dary, puis le commandant Reginenti, alors capitaine lui aussi, assurèrent la direction de cette école, certainement unique en son genre. Nous étions encore très loin, on le voit, du groupe de chasse projeté.
Les choses ne pouvaient pas durer éternellement ainsi, à cause de la différence d’entraînement des pilotes. Au mois d’août, l’école fut divisée en deux parties principales : école élémentaire, sous les ordres du capitaine Ferrand, et école de perfectionnement, commandée par le capitaine Reginenti. L’école de perfectionnement fut à son tour séparée en deux branches : perfectionnement bombardement (lieutenant Cornetel), et perfectionnement chasse, dirigé par le lieutenant Vanderpol. C’est de cette école de perfectionnement chasse que devait sortir, quatre mois plus tard, le groupe “Ardennes”. L’effectif au début fut le suivant : officiers : lieutenant Vanderpol commandant, assisté du lieutenant Savoyant ; sous-lieutenant Galzun, malheureusement blessé par la suite dans un accident d’auto et inapte, depuis, au P.N. ; sous-lieutenant Norvel, maintenant lieutenant ; sous-lieutenant Perez et aspirant Coulombel. Les aspirants Capiod et Varenne arrivèrent au mois d’octobre, venus d’Espagne, comme le lieutenant Norvel. À l’échelon sous-officier, on comptait : sergents Anseaume, Collet, Fauvel, Hans, Massart, Trescazes, nommés depuis sergents-chefs ; sergents Bonnefoy, Montel, Pauly, et caporal-chef Portes, maintenant sergent. La plupart, de la même promotion d’Istres, se connaissaient déjà depuis quatre ans, et cinq parmi eux étaient venus par l’Espagne ensemble. Il y en avait encore une trentaine d’autres. On verra par la suite ce qu’ils sont devenus. Nous reçûmes deux Simoun, le 257 et le 387. Nous ne les oublierons pas de sitôt. Ils ont constitué, en quelque sorte, le premier matériel volant du groupe. Le lieutenant Vanderpol organisa le travail aérien. Les Simoun se mirent à tourner matin et soir, dans la mesure où ils étaient disponibles. Comme il n’y avait pas de moniteurs, Ballatore et Tardy ayant quitté Rayack, les sergents Hans, Pauly et Massart, hâtivement réentraînés par l’adjudant-chef Tricot, réentraînèrent à leur tour leurs camarades.
Le lieutenant Vanderpol créa aussi des cours. Il s’attaqua de pied ferme au Règlement de Chasse. L’aspirant Coulombel nous fit des causeries d’histoire et de littérature. À chaque échelon, tout le monde apporta sa contribution, et du meilleur cœur. Puis ce fut la fin du mois d’août. Le capitaine Lapios, venant du Groupe de Bombardement "Bretagne", qui était alors à Rayack, fut chargé de l’organisation de ce qui devait être plus tard le groupe. Les Simoun continuaient à voler. Tout le monde fut lâché. À eux deux, ils firent un total de plus de 125 heures, dans des conditions de rechange plutôt précaires. Le groupe Ardennes leur doit beaucoup. Septembre passa ainsi, puis octobre. On attendait. Tous les huit jours, à peu près, un nouveau bobard circulait. On dressait des listes, on les annulait, on en dressait d’autres, à leur tour modifiées. Les caractères s’aigrissaient. On attendait… À la fin du mois d’octobre, le général Bouscat, commandant supérieur de l’Air en Afrique du Nord, vint d’Alger pour inspecter la base de Rayack. Il était accompagné du lieutenant-colonel Thitaudet, chargé des affectations du personnel navigant. Nous comparûmes devant ce dernier et lui donnâmes des renseignements (heures de vol, avions pilotés, différents stages suivis) déjà fournis vingt fois. Il y eut une liste, une nouvelle, et le Maryland du général repartit pour Alger. Quelques jours après, deux officiers arrivèrent d’Afrique du Nord avec des nouvelles pour nous. Un commandant de groupe allait nous être envoyé d’Alger, avec deux commandants d’escadrille. C’était la preuve tangible que nous allions être réellement constitués. Enfin nous sortions du tunnel. Finies les incertitudes. Nous n’aurions plus besoin d’échafauder des hypothèses plus ou moins absurdes. L’avenir s’éclairait. ».

### Le Groupe au combat
Un grand départ mouvementé…
Le 29, après un défilé impeccable et 45 min de vol, les treize P47 reçoivent, furieux, l’ordre de faire demi-tour et se reposent en compagnie du I/5, compagnons d’infortune sur P39 menés par Marin la Meslée. Les treize avions du groupe prennent leur envol, définitif cette fois, le 30 septembre 1944. Ils atteignent Salon le jour même, après une escale à Bône où deux pilotes resteront trois jours à la suite de l’indisposition de l’un d’eux. « Les cœurs battent de plaisir au survol de la Mère Patrie. Nous sautons des avions, roulons vers la base et vite partons en ville. Joie profonde de voir et d’entendre des Français. »
Les premières missions de chasse d’armée du groupe.
Quatre P47 du GC III/3 décollent d’Ambérieu le 31 octobre 1944 pour effectuer une mission de bombardement et de reconnaissance armée au nord de Colmar en liaison avec quatre P47 du GC II/5. Le commandant, le capitaine Vinçotte et trois pilotes de la Une, dont le chef d’escadrille, le capitaine Brian, le lieutenant Pérez et l’Aspirant Fareu effectuent la première mission de guerre en France du groupe : « Objectif bouché. Objectif secondaire, bombardement de la voie ferrée entre Sélestat et Colmar. Reconnaissance armée (sur la route Colmar-Munster-Gérardmer). Légère réaction de la Flak à Munster. Retour au terrain RAS. »
Le groupe utilise pour la première fois les nouvelles bombes au napalm le 16 décembre : « résultats impressionnants ». Enfin, un rapport d’armée révèle au groupe que le bombardement suivi du straffing d’un pont de bateaux sur le Rhin par un flight triple de “la Rouge”, le 17 décembre, a permis d’arrêter net une contre-attaque allemande.
Combats aériens.
Le 21 mars 1945, première alerte pour “la Rouge”, le dispositif de douze P47 est attaqué par la chasse ennemie alors qu’il effectue une reconnaissance armée le long du Rhin : « mais 12 mauvais mirontons, FW 190, viennent troubler la fête et font même une passe sans résultat que de se couvrir de… ridicule. » Le 13 avril, en fin d’après-midi, les sept P47 de la 3e mission de “la Rouge” sont sérieusement pris à partie par cinq Me 109 : « Peu avant le bombardement, Tito signale des taxis qui passent progressivement à nos 6 heures avec fumées noires. Ce sont cinq Messers qui atteignent juste au moment où Sallaberry et Druyère partent en piqué pour bombarder. L’Epée, tiré et touché de 1 000 mètres dégage à droite, les quatre autres à gauche. Les messers tirent tout ce qu’ils savent mais tout passe derrière. Il vire bien ce P47 même à faible altitude (5 000’). Puis ils disparaissent tous dans les nuages. Tout le monde rentre dont Michel l’Epée avec quelques trous. Une balle rentrée dans le cockpit et ressortie par le cockpit à l’avant lui a frisé les moustaches. Il se souviendra de ce vendredi 13 ! »
Victimes des combats.
Le 2 mars 1945, l’aspirant Andrieu, son appareil durement touché, est contraint de se poser sur le ventre en territoire ennemi au sud-ouest d’Offenburg. Le 16 mars, il en est de même pour le sergent-chef Trescases au nord de Karlsruhe. « Il a été très malmené par les civils boches qui l’ont laissé pour mort sur la route près de laquelle il avait été descendu. Mais il a un moral splendide et une barbe de sapeur. » « Le Sgc Trescases revient d’un stage en Teutonie la figure couverte de cicatrices témoignant des “élans” trop enthousiastes des germains ». Le diagnostic d’un médecin allemand releva des contusions aux côtes, l’enfoncement du sternum, une fracture du bassin, de multiples ecchymoses, une plaie ouverte du front au menton, la paupière droite ouverte et une double orchite ! Tous deux prisonniers aux mains des militaires, ils seront bien traités et libérés par l’avance alliée après un séjour de deux mois à goûter l’hospitalité allemande : Trescases rejoint le groupe le 24 avril et Andrieu le 15 mai 1945.
Le 29 avril 1945, « le sergent-chef Pauly de la 1re escadrille a été vu percuter dans un bâtiment à Bludenz ». « Son avion explose et part en pièces en touchant le sol. » Il a vraisemblablement été abattu par la Flak au cours du mitraillage de la gare de Bludenz en Autriche. Le 5 juin, « Wintzenheim lui fait des obsèques grandioses », son corps ayant été ramené par ses camarades.
Le 2 décembre 1944, deux avions de « la Bleue » ne rentrent pas d’un bombardement de voie ferrée en Allemagne, tous deux abattus par la Flak. Le sergent-chef Hans s’écrase en flammes près de Bantzenheim, au nord-est de Mulhouse. Retrouvé après la victoire enterré aux côtés des débris de son avion, une pâle d’hélice en guise de pierre tombale, il sera ramené par son escadrille dans son village natal à Nomexy dans les Vosges. Le sous-lieutenant Rombi, plus chanceux, parvient quant à lui à sauter en parachute aux environs de Cernay et à fuir sous les balles allemandes. Il échappe ensuite à la captivité grâce à l’aide de nombreux civils alsaciens qui orienteront les recherches dans la mauvaise direction, le soigneront de ses blessures à la tête, lui permettront de vivre pendant « 58 jours caché dans une fausse caisse de pommes de terre » et lui fourniront de faux papiers. Décidé à franchir les lignes, il parvient à Reiningue après avoir passé deux postes de garde. Mais les soldats fourmillent et il échappe de justesse à la capture dont son passeur est victime. Il passe alors plus d’une semaine terré dans les ruines d’un village du front, sous les tirs d’artillerie, avant d’être finalement libéré par une patrouille française. Il rejoint le groupe le 30 janvier 1945 : « Il rentre au bercail après une glorieuse odyssée. Il a réussi à se planquer pendant deux mois, évitant les patrouilles nazies et après maints essais a réussi à traverser les mailles du filet boche, pourtant serré »..

### 54 ans plus tard: le 3/3 au-dessus de la Serbie
Récit d’une mission de guerre au-dessus de la Serbie, semblable aux 192 sorties effectuées par les équipages du 3/3 pendant la guerre du Kosovo.
« Samedi 14 mai 1999, hôtel Rustica, dans la région de Trévise. Les équipages du détachement Mirage 2000D rejoignent les véhicules qui vont les emmener sur la base aérienne d’Istrana. Hier, le commandant d’escadrille a assigné les missions en fonction des premiers éléments reçus de l’état-major de l’opération, le CAOC de Vicenza. Notre patrouille a pour objectif un dépôt de carburant dans le sud-est de Belgrade. Situé en bordure du Danube, il ne devrait pas être difficile à identifier, mais il est défendu par des batteries de missiles anti-aériens moyenne portée SA6. En arrivant sur la base, notre officier renseignement nous tend la pochette comportant tous les éléments : indicatif, zone de ravitaillement, cheminement, volume d’avions impliqués, mais également le plan général élaboré par le responsable du raid à Aviano. Notre indicatif sera VOLVO et nous serons inclus dans un raid de trente-deux avions. En tant que VOLVO 43, nous serons leader de la dernière patrouille de deux M2000D. Les points à viser (DMPIs) sont assignés : VOLVO 41 et 42 emporteront chacun une bombe guidée laser GBU 12 de 250 kg et détruiront deux des trois valves d’alimentation destinées à l’approvisionnement par voie fluviale ; deux minutes plus tard, chargés d’une bombe guidée laser d’une tonne, nous détruirons la zone de distribution par voie routière et VOLVO 44, notre équipier, détruira, avec une GBU 12, la dernière valve. En cas d’échec de VOLVO 41 et 42, notifié par mot code, nous prendrions leur DMPI pour objectif. Les configurations sont notifiés aux mécaniciens qui, dès lors, n’auront de cesse de préparer nos avions et monter les armements. Pendant ce temps, deux membres de la patrouille se chargent du tracé de la mission, les autres préparent les cartes, étudient le plan de fréquences radios. Nous rentrons alors nous reposer quelques heures en fin d’après-midi, mais à l’hôtel la fête d’un mariage bat son plein. De retour sur base, l’approbation de notre objectif par les instances décisionnelles françaises est confirmée. Nous dînons rapidement avant le briefing. Pour la plupart, nous avons déjà effectué une demi-douzaine de missions, toujours avec le même équipier, aussi le briefing est-il succinct mais complet, mettant en exergue les particularités de la mission. À l’issue, nous nous équipons et révisons nos procédures de récupération en cas d’éjection en territoire ennemi.
Au fur et à mesure que l’heure du décollage approche, les rires se font un peu plus nerveux. Aux avions, nous échangeons quelques mots avec nos mécaniciens toujours soucieux de connaître notre destination, les défenses et la météo escomptées. Pendant que mon pilote fait le tour de l’avion, je prépare le système et j’effectue les vérifications d’usage. L’heure de mise en route arrive. Un dernier salut aux mécaniciens et nous roulons dans l’obscurité : il est deux heures du matin. Le décollage et la montée nous permettent d’apprécier la beauté de Venise la nuit, “moment de douceur dans un monde de brutes”. L’avion radar AWACS contacté, il nous confirme le bon fonctionnement de notre répondeur IFF, nous identifiant comme amis. Nous survolons la Croatie, puis la Hongrie et rejoignons la zone de ravitaillement quand j’entends à la radio des annonces de départ de missiles sol-air et d’artillerie anti-aériennes (AAA). La partie s’annonce serrée ! Heureusement, la zone de ravitaillement est à l’abri de ces menaces. Après avoir effectué le plein en carburant, nous fonçons vers la frontière. La sélection de l’armement maintes fois vérifiée l’est encore une fois. Ça y est, nous sommes chez l’ennemi : des lueurs inquiétantes montent à notre droite, loin. Nous évitons momentanément le danger et c’est le rush vers l’objectif. J’active le pod de désignation laser (PDLCT) pour rechercher l’objectif. Dès lors, c’est mon pilote qui, équipé de jumelles de vision nocturne, a seul en charge notre sécurité pendant que je me concentre sur l’identification de l’objectif et le guidage de la munition. “Je vois la zone de l’objectif !” 
Au même instant, deux explosions dans mon écran latéral : les bombes de VOLVO 41 et 42 viennent d’impacter, immédiatement suivies par l’annonce du succès de ces tirs. Nous savons maintenant que notre objectif sera la zone de distribution par voie routière. Recherche des repères étudiés à la préparation, un moment de doute. Ça y est, je la tiens ! - “Target !” - “Ok, on ne descendra pas, forte activité AAA”, me répond mon pilote. Sans ordre, VOLVO 44 s’est approché pour que nos bombes arrivent simultanément. - “Désignation” Le domaine de tir apparaît. - “Tir” Mon pilote écrase la détente. L’avion, plus léger d’une tonne, fait un bond, puis entame son évasive, VOLVO 44 toujours proche, nous suit. Dans l’écran, la station de distribution est maintenant parfaitement visible. Quarante secondes de temps de chute, c’est très long ! “20 secondes... 10 secondes... 5, 4, 3, 2, 1… Impact !” Dans le coin de l’écran, un fuseau blanc est apparu, fugitif, puis une explosion, énorme. Des morceaux de tôle volent à plusieurs centaines de mètres. Je vois également l’explosion de la bombe de notre équipier, en plein sur la valve. Bingo ! Je regarde dehors et soudain, comme un coup de poing dans l’estomac : un éclair plus bas, puis une flamme bleutée ! “départ missile, huit heures”. Mon pilote, qui l’a vu également, a le doigt sur le bouton de largage des bidons, prêt à s’en servir s’il le faut. La cassette de notre équipier nous apprendra qu’il a eu la même réaction, au même moment. Mimétisme de l’entraînement ? Soulagement, le missile se perd dans la nuit ! Le cap est mis au nord, vers la frontière. À ma droite, la limite entre la Serbie et la Roumanie est très simple à deviner : la Serbie est plongée dans l’obscurité, la Roumanie est éclairée.
Tout un symbole ! Le compte-rendu à chaud de la mission effectué auprès de l’AWACS, nous prenons, silencieusement, le chemin retour. Arrivés à Istrana après 3 h 30 de vol de nuit, nous coupons les moteurs, ouvrons les verrières et humons l’air tiède de la nuit. Les mécaniciens s’approchent. - “Alors ?” Le traditionnel pouce levé leur signifie la réussite de la mission. Descendant de l’avion, mon pilote et moi, nous nous serrons la main. Geste simple, pudique mais intense, qui scelle, soir après soir, le pacte qui nous unit. Ensuite, après le débriefing des films qui confirmeront la réussite de la mission, nous allons manger un petit quelque chose à la cantine française, “la Cahuta”. Notre cuisinière, bien évidemment surnommée “Maïté”, est aux petits soins pour nous. Puis nous rentrons à l’hôtel vers sept heures du matin, croisant les derniers convives du mariage surpris de voir passer cette équipe quelque peu hagarde. »

### Premier conflit duXXIesiècle: l'Afghanistan
Première mission de guerre d’un jeune pilote de combat opérationnel.
« 5 mars 2002, Bichkek, Kirghyzstan. Il est 6 heures lorsque nous quittons l’hôtel pour rejoindre le camp et finaliser la préparation de la mission. Dans quelques heures, nous partons pour notre première mission opérationnelle. Sur le parking, les ravitailleurs et les Mirage 2000 D sont encore couverts de glace : ils seront dégivrés pendant le briefing. Bonne nouvelle, la météo s’annonce particulièrement clémente, aucun nuage n’est prévu sur tout le trajet. Le vol débute par une heure de survol des majestueux contreforts de l’Himalaya (glaciers et sommets qui culminent tout de même à 6 000 m) avant d’atteindre l’étendue désertique et aride que constitue l’Afghanistan. Après notre premier ravitaillement sur un C135 français, il nous faut 45’ supplémentaires pour traverser le pays du nord au sud et rejoindre notre zone d’alerte où notre second ravitailleur, un énorme KC 10 américain, nous attend. La patrouille précédente quitte la zone quelques minutes avant notre arrivée. Depuis plusieurs jours, les opérations s’intensifient. Les avions sont systématiquement “taskés” par l’AWACS et de nombreux tirs ont déjà eu lieu. Aussi, entre chaque ravitaillement, nous vérifions régulièrement que tout est prêt, et plutôt deux fois qu’une.
Le temps passe, la fin de notre créneau de deux heures et de nos espoirs d’agir arrive. Allez, un dernier plein, pour rentrer sur Manas. Soudain l’adrénaline monte, nous recevons un “task” en plein ravitaillement : des coordonnées, dans la région de Gardez au sud-ouest de Kaboul, et une fréquence, celle d’un F-16 présent sur zone. Nous fonçons vers l’objectif. Au contact, le pilote du F-16 nous décrit la situation : au sol, des troupes amies sont sérieusement prises à partie depuis un bâtiment. Il leur faut un appui aérien. Commence alors la description précise de la zone, jusqu’à l’acquisition du bâtiment par le leader. Pendant ce temps, nous surveillons dehors, nous ne sommes pas seuls à tourner ici. Au-dessous de nous, deux F-18 sont en contact avec les troupes au sol, et au-dessus, c’est l’ombre d’un B-1 qui nous surplombe de temps à autre.
La pression augmente lorsque nous nous éloignons pour nous présenter au cap d’attaque. Les deux GBU 12 guidées par le faisceau laser du leader partent. Bingo ! D’autres explosions, quasi simultanées, jalonnent la zone : les autres chasseurs ont également tiré. Un check pétrole rapide nous informe que nous pouvons encore rentrer à Manas, à condition de partir tout de suite. Mais au sol, les talibans ont investi un autre bâtiment à proximité du premier. Le ton du pilote américain qui nous demande si nous pouvons encore tirer ne laisse planer aucun doute quant à l’urgence de cette demande. Cette fois-ci, c’est à nous de jouer. Nous verrons le pétrole plus tard, quitte à nous dérouter au retour à Douchanbé, au Tadjikistan. La description reprend. Avec toutes ces explosions nous n’avons pas la certitude sur la position de l’objectif. Notre leader nous a suivi, quelques mots suffisent : nous tirerons nos bombes, et c’est lui qui les guidera. Nos deux bombes partent, but à nouveau. Cette fois, il faut quitter la zone et tenter de trouver un ravitailleur pour rentrer. Aucun n’est disponible : Douchanbé sera donc notre destination après plus de quatre heures de vol. Les avions remis en œuvre par les mécaniciens Transall (à la suite des nombreux déroutements à Douchanbé, une équipe de mécaniciens M2000 sera par la suite envoyée en permanence sur place), nous atterrissons à Manas à la tombée de la nuit. Après cette première mission éprouvante, nous rentrons à l’hôtel profiter d’un repos bien mérité. »

## Photographies

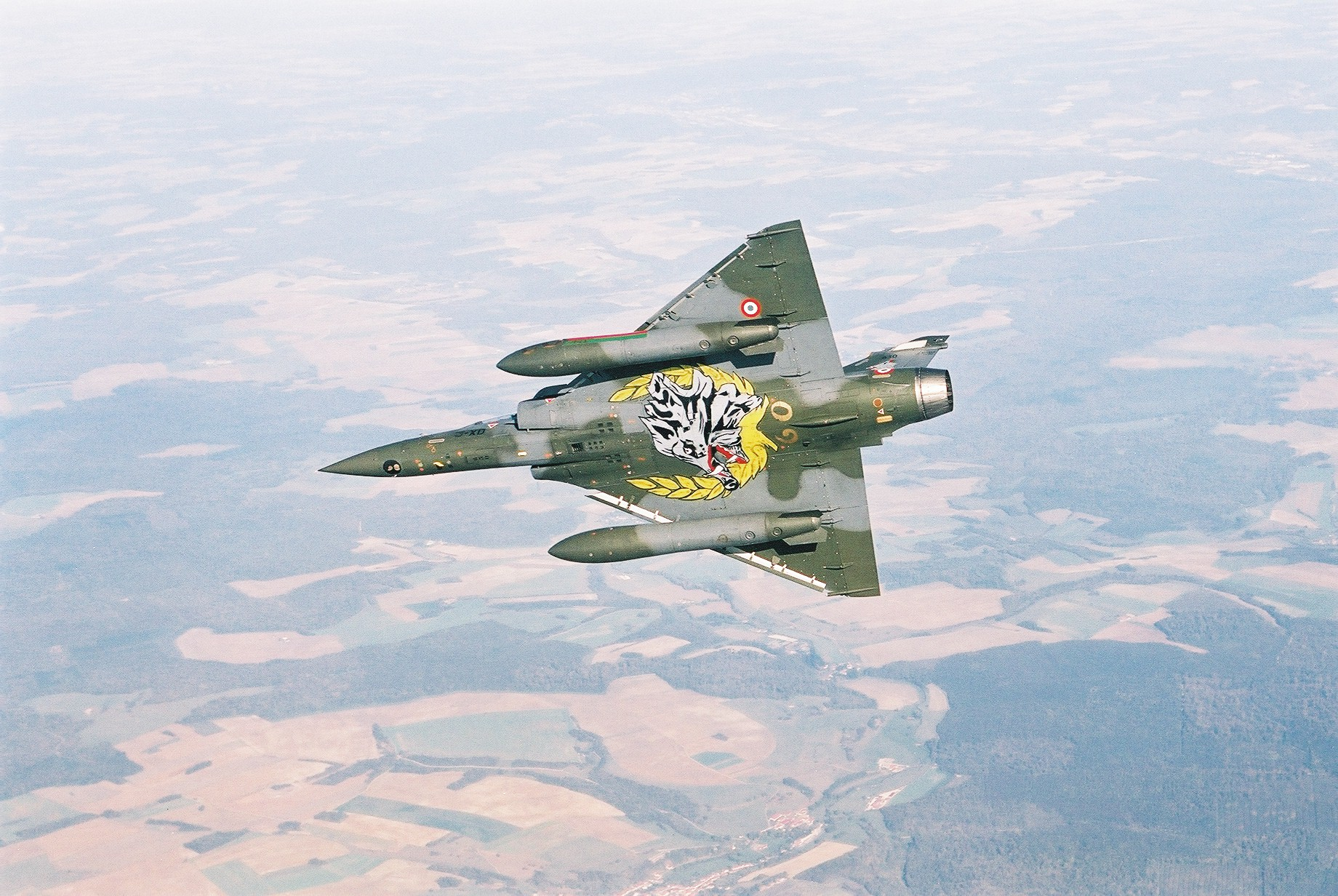
Livrée spéciale pour les 60 ans du 3/3
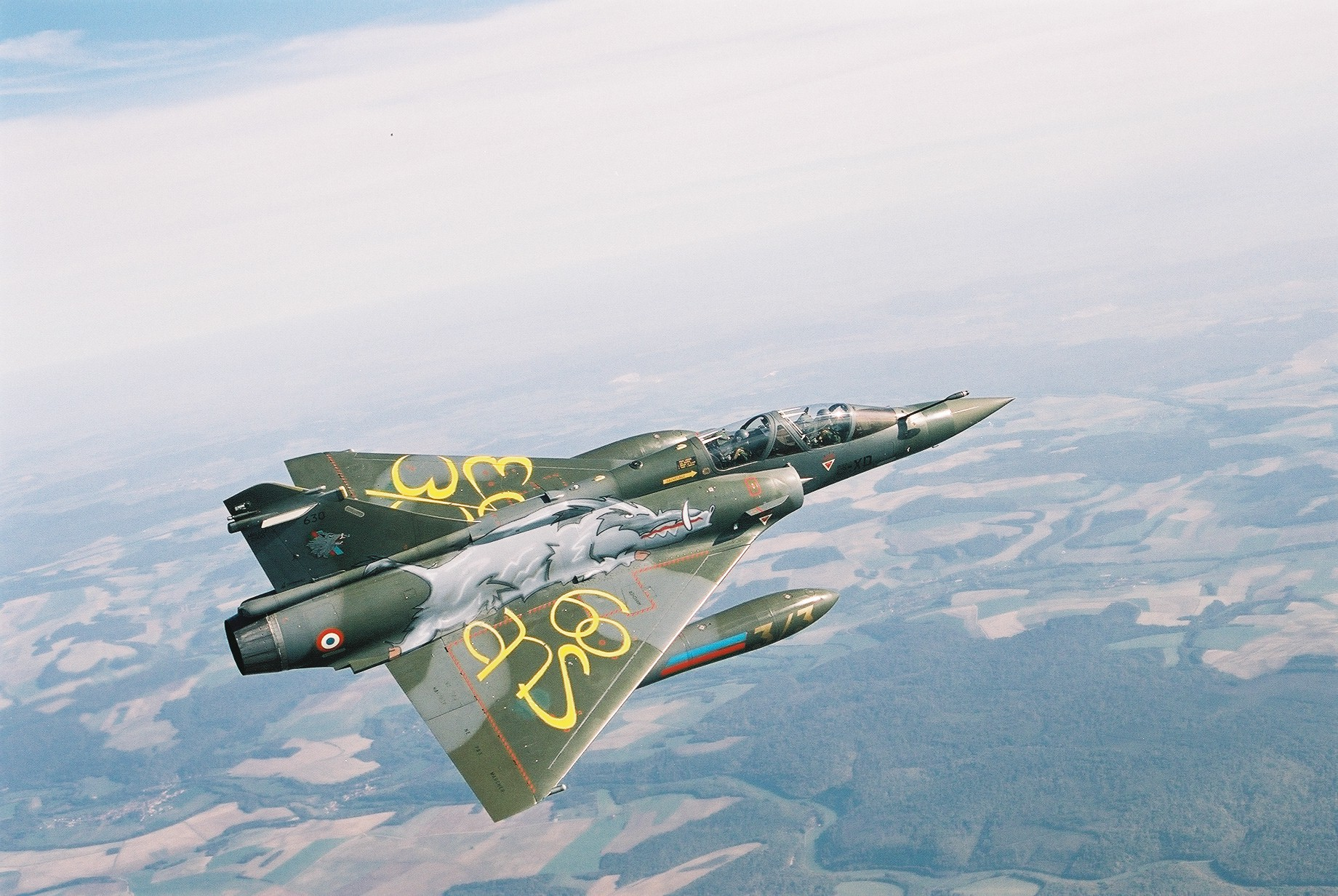
Livrée spéciale pour les 60 ans du 3/3
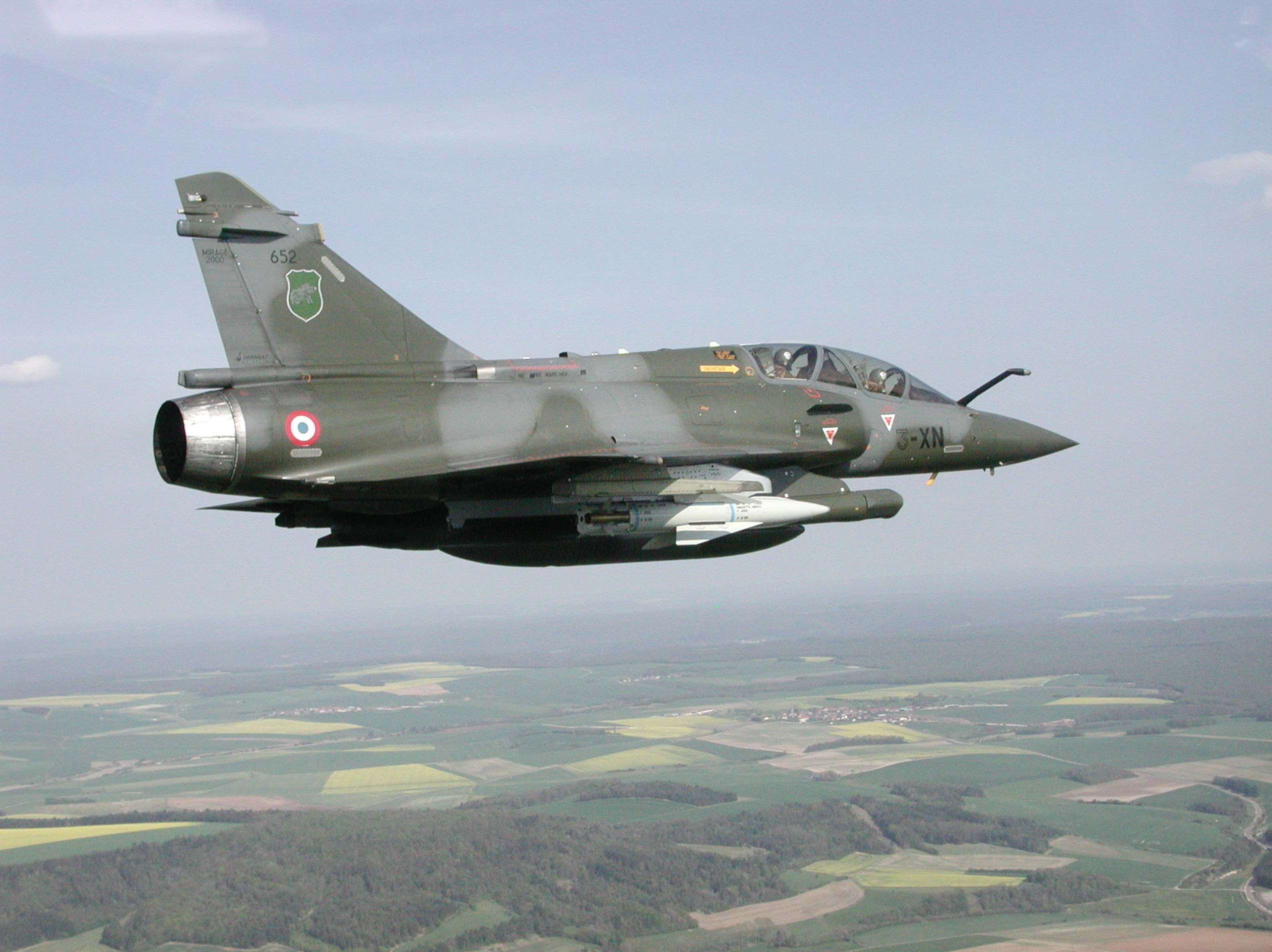
Mirage 2000 du 3/3 emportant un AS-30L
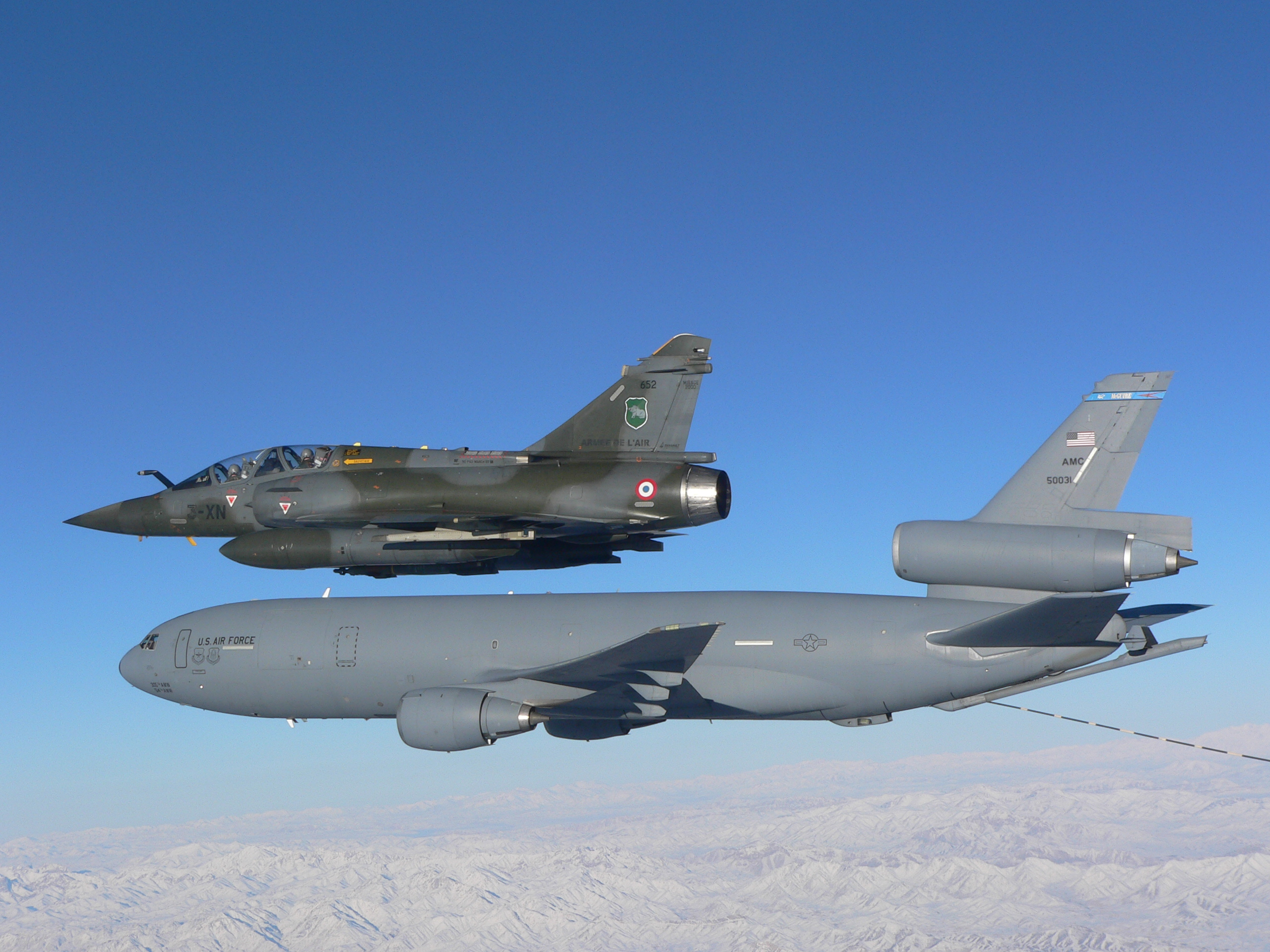
Mirage 2000 du 3/3 rejoignant un ravitailleur KC-10 Extender de l'USAF
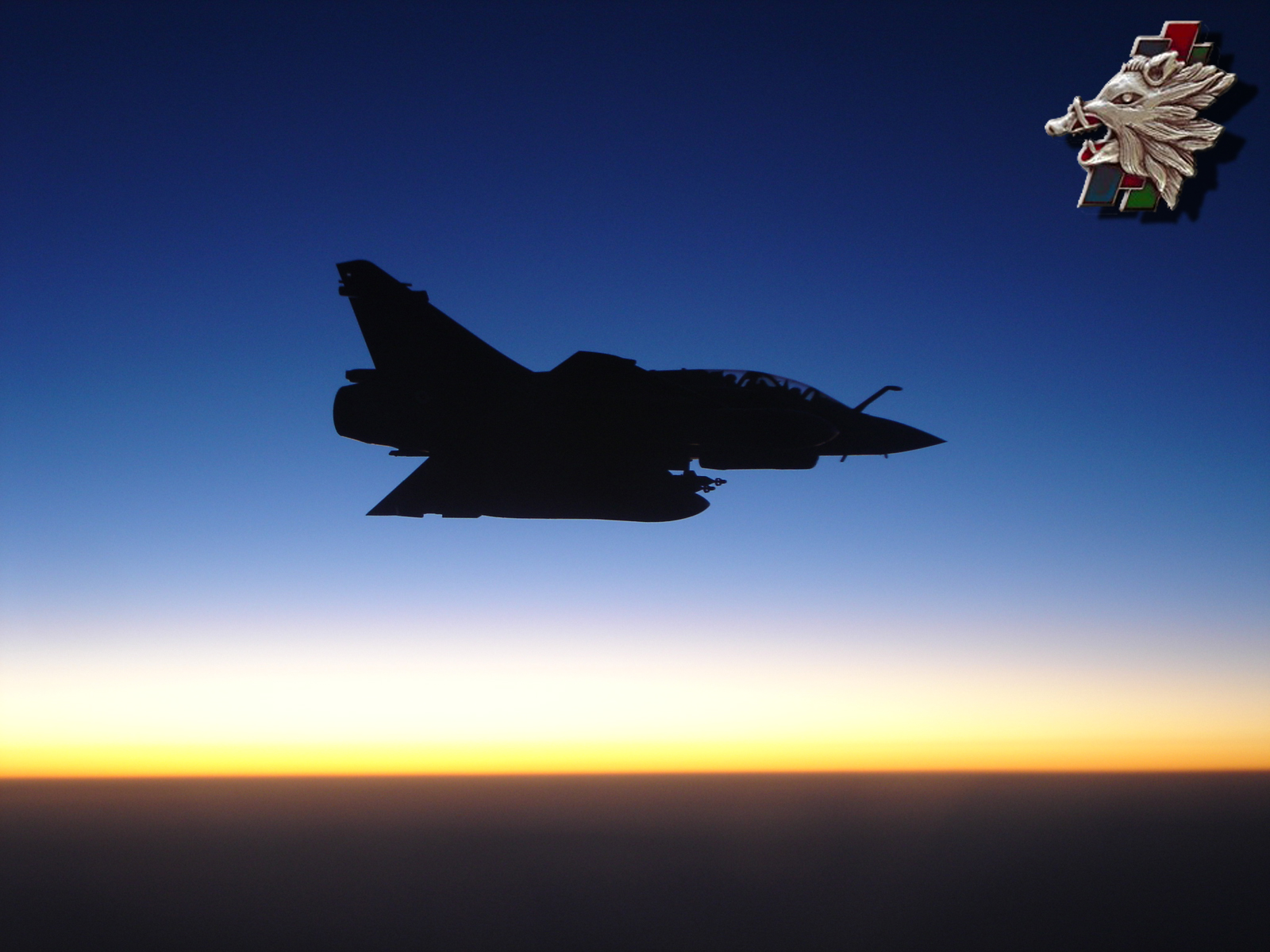
Mirage 2000 du 3/3 au coucher du soleil
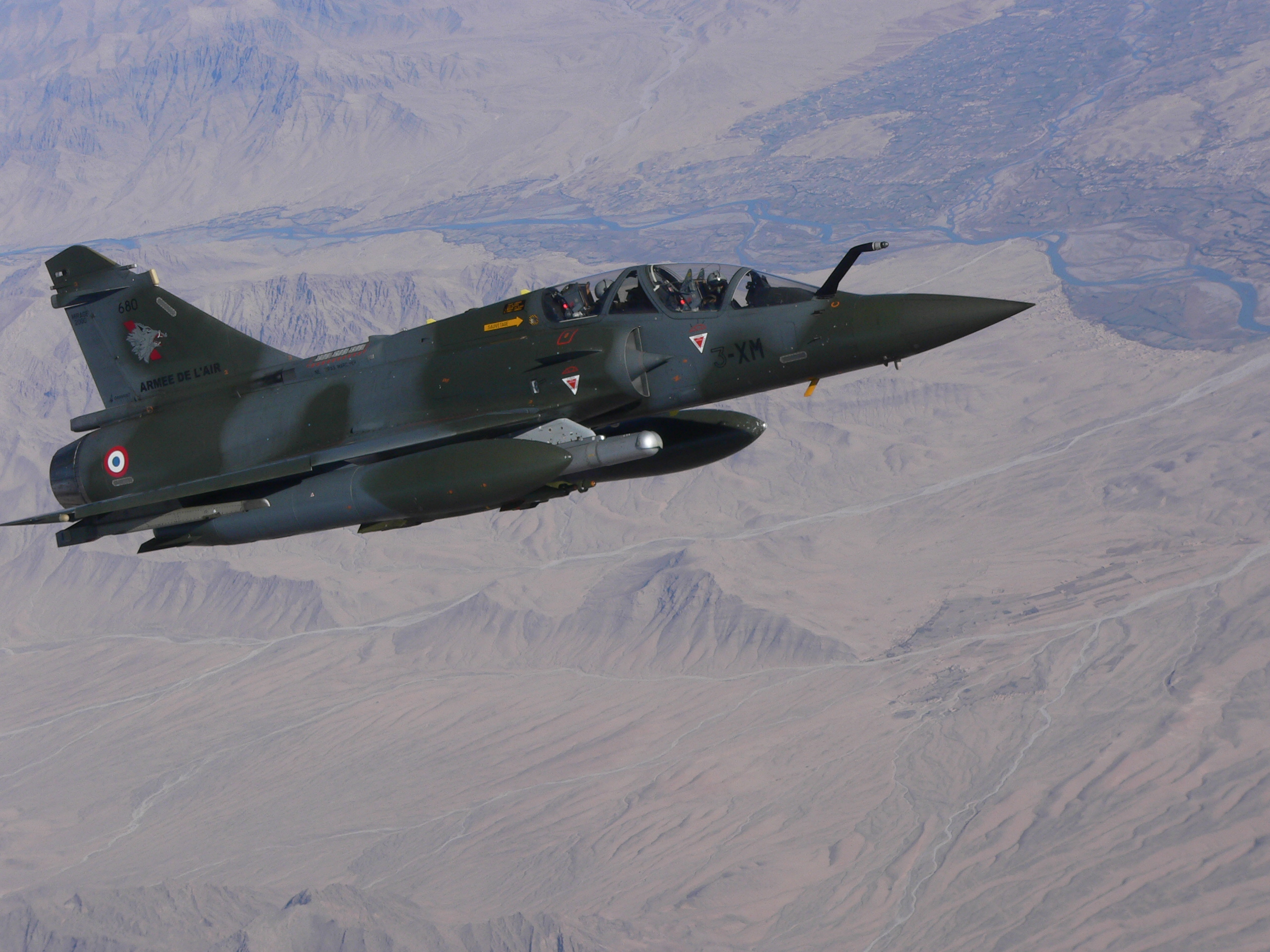
Mirage 2000 du 3/3 au-dessus du désert en Afghanistan
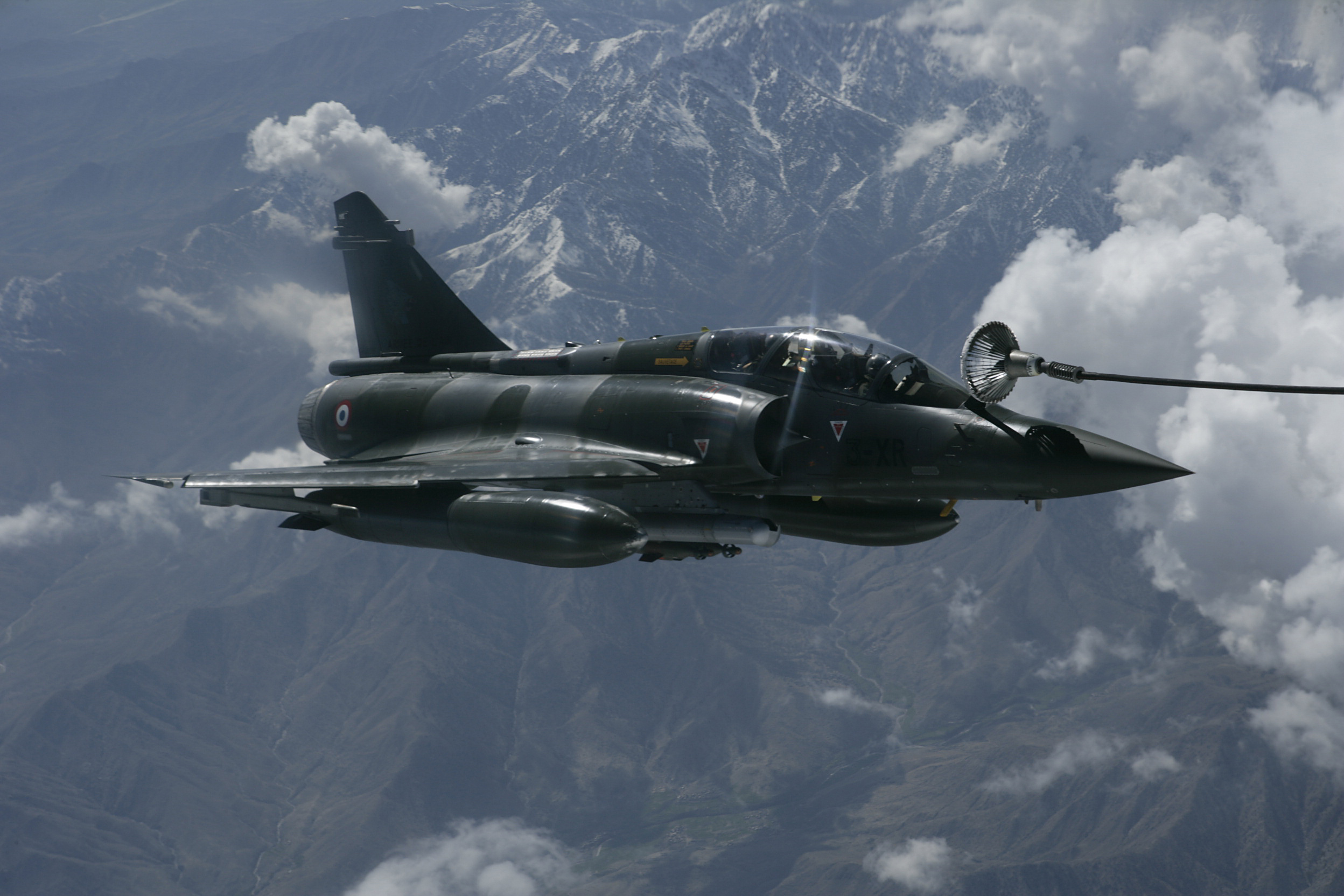
Mirage 2000 du 3/3 au-dessus des montagnes en Afghanistan
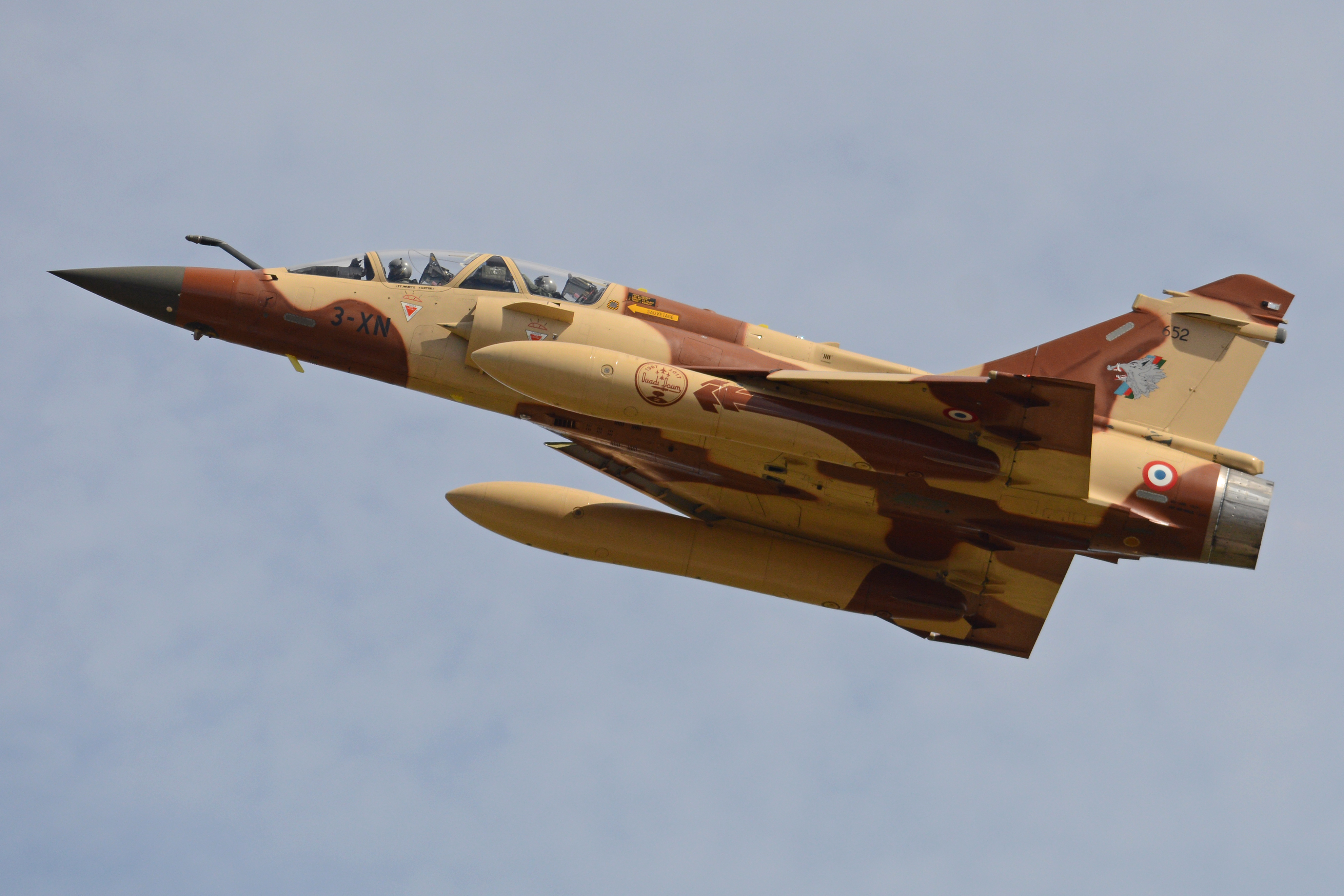
Livrée spéciale créée par Régis Rocca pour les 30 ans du Raid aérien sur Ouadi Doum